# Ziemia prudnicka
Ziemia prudnicka (niem. Neustädter Land) – region historyczny w Polsce, w południowo-zachodniej części Górnego Śląska. Obszar regionu pokrywa się z historycznymi jednostkami administracyjnymi z siedzibą w Prudniku. Obejmuje współczesny powiat prudnicki oraz części sąsiednich gmin.
Głównym ośrodkiem regionu jest miasto Prudnik. Pozostałe miasta na ziemi prudnickiej to Biała, Głogówek i Strzeleczki. W swojej historii prawa miejskie posiadały również miejscowości: Kazimierz, Ścinawa Mała, Trzebina. Region początkowo podzielony był między Morawy i księstwa śląskie. Od 1532 pod władzą Monarchii Habsburgów, a od 1742 w granicach Królestwa Prus, następnie Niemiec. Od 1945 w Polsce.

## Nazwa
Termin „ziemia prudnicka” został po raz pierwszy użyty w polskiej prasie w pierwszym numerze „Głosów z nad Odry” w 1918. W artykule Statystyka narodowościowa Górnego Śląska nazwano tak tereny w okolicy Prudnika, na których przeważała ludność niemieckojęzyczna, i które w 1337 zostały przyłączone do Śląska, przed czym leżały na Morawach. Określenie to przyjęło się jako nazwa dla całego obszaru ziemskiego powiatu prudnickiego i części miejscowości odłączonych od powiatu prudnickiego w 1818. W publikacjach stosowana również nazwa „Śląsk prudnicki”. Poprawna słownikowa pisownia nazwy to „ziemia prudnicka” od małej litery. W języku niemieckim funkcjonuje nazwa Neustädter Land.

## Położenie i granice

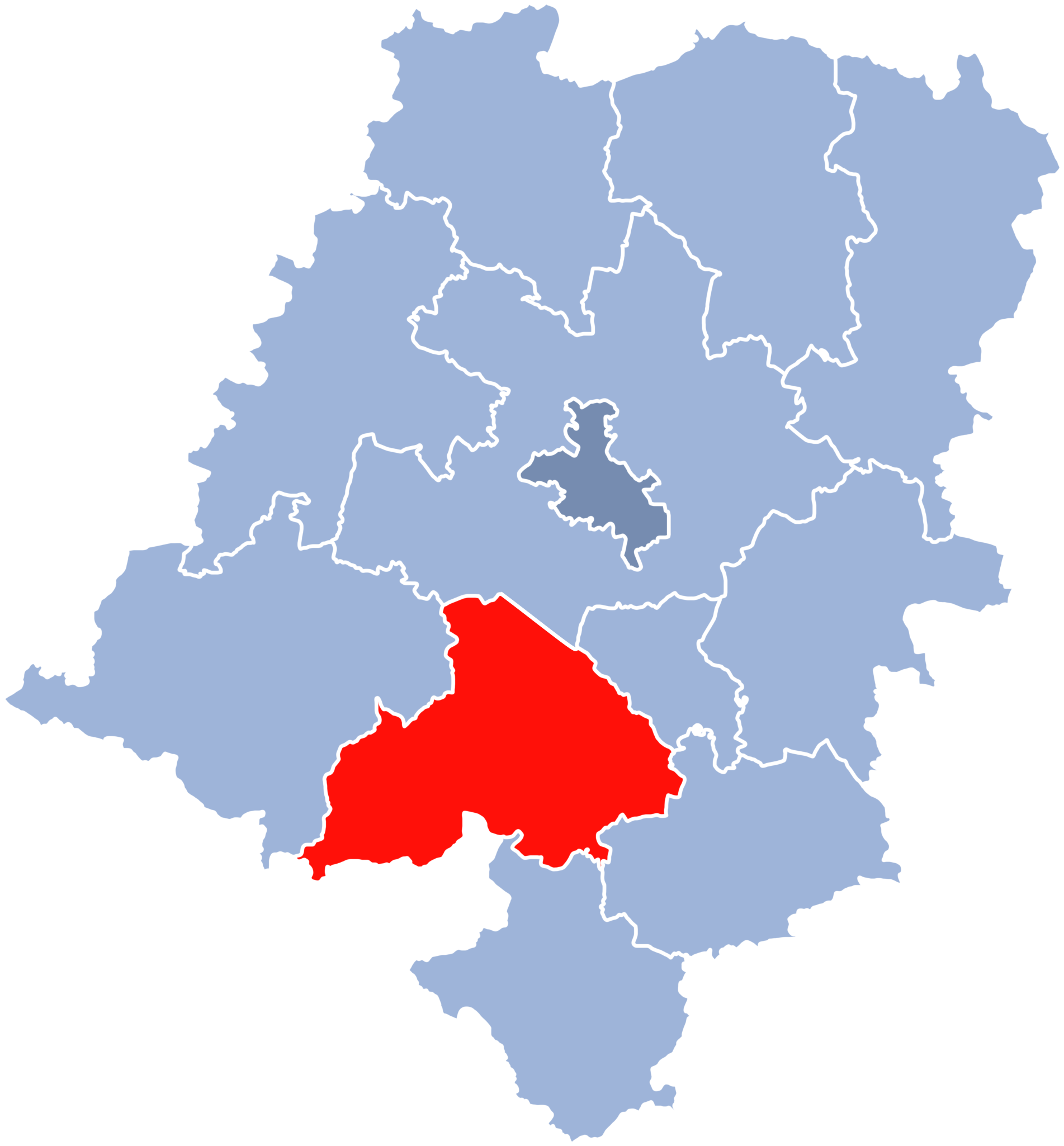
Ziemia prudnicka na tle województwa opolskiego

Ziemia prudnicka położona jest w południowo-zachodniej części Górnego Śląska, w regionie zwanym Śląskiem Opolskim, przy współczesnej granicy polsko-czeskiej. Zachodnia krawędź ziemi prudnickiej wyznacza granicę między historycznym Górnym a Dolnym Śląskiem. Prudnik i jego najbliższe okolice, w tym m.in. Lubrza, Pokrzywna, Dytmarów, Dębowiec, do 1337 znajdowały się w granicach Moraw. Od zachodu ziemia prudnicka graniczy z ziemią nyską, na południu ze Śląskiem Opawskim (w rzeczywistości są to enklawy morawskie), na północy z ziemią niemodlińską i opolską, a od wschodu z ziemią kozielską.
Jako ziemia prudnicka określany jest głównie obszar, który w latach 1818–1954 należał do powiatu z siedzibą w Prudniku. Były to w tym czasie dwie jednostki administracyjne: pruski i niemiecki powiat Neustadt O.S. od 1816 do 1945, następnie polski powiat prudnicki z identycznymi granicami. Zaliczane są do niej również ziemie na południe od Głogówka, które zostały odłączone od powiatu prudnickiego w 1818 (Biernatów, Kazimierz, Klisino, Szonów, Tomice). Ponadto zalicza się do niej należący historycznie do dolnośląskiego księstwa nyskiego Jarnołtówek ze względu na jego związki z Prudnikiem i przynależność do powiatu prudnickiego w latach 1973–1975.

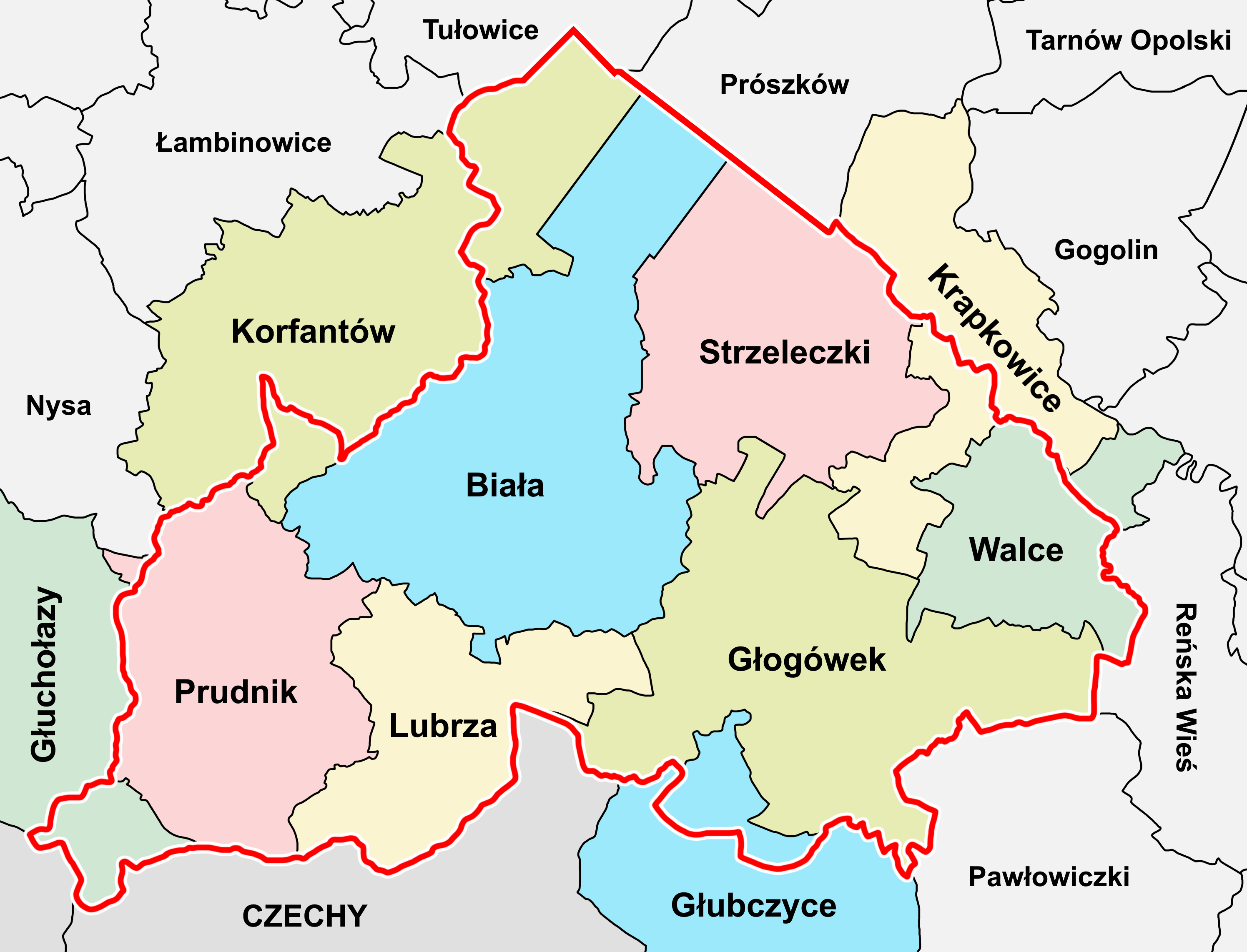
Granice ziemi prudnickiej na tle współczesnych gmin

Według współczesnego podziału administracyjnego, ziemia prudnicka położona jest w województwie opolskim. Współczesny powiat prudnicki nie pokrywa się z jej granicami. Prócz całego obszaru powiatu prudnickiego (gminy Prudnik, Lubrza, Głogówek i Biała), na ziemi prudnickiej położona jest również cała gmina Strzeleczki, gmina Walce z wyłączeniem sołectwa Stradunia, wsie Borek, Kórnica, Nowy Dwór Prudnicki, Pietna, Steblów i Ściborowice w gminie Krapkowice, wsie Jarnołtówek i Pokrzywna w gminie Głuchołazy, wsie Biernatów i Klisino, a także wsie Ścinawa Mała, Borek, Przechód i Rzymkowice w gminie Korfantów.

## Historia
Najstarsze osadnictwo na ziemi prudnickiej prowadziły gromady myśliwskie, eksploatujące złoża krzemienne w okolicy. Ich obecność w okresie epoki międzylodowcowej (450–240 tys. lat p.n.e.) stwierdzono w Śmiczu. Kolejne odkrycia archeologiczne na ziemi prudnickiej pochodzą z epoki paleolitu dolnego (450–180 tys. lat p.n.e.). W okresie neolitu (4500–1800 p.n.e.) nastąpił rozwój osadnictwa na ziemi prudnickiej. Ówczesna ludność przybyła z terenów naddunajskich i osiedliła się w miejscach nadających się pod uprawę roli i do zakładania pastwisk oraz łąk. Na terenie Biedrzychowic, Głogówka, Czartowic, Leśnika, Prudnika i Radostyni odkryto stanowiska osadnicze i sepulkralne z okresu wpływów rzymskich (I–IV wiek n.e.). Ziemia prudnicka weszła wówczas w orbitę kontaktów handlowych z Cesarstwem Rzymskim, co dokumentują rzymskie monety znalezione m.in. w Prudniku i Głogówku.
Teren ziemi prudnickiej kształtowany był od początku powstania pierwszych osad, założonych przez plemiona lechickie Słowian zachodnich. Na północnych krańcach przyszłej ziemi prudnickiej, m.in. w okolicy Chrzelic, osiedlało się plemię Opolan, natomiast tereny Śląska Opawskiego łącznie z okolicami Prudnika zamieszkiwali Golęszyce.

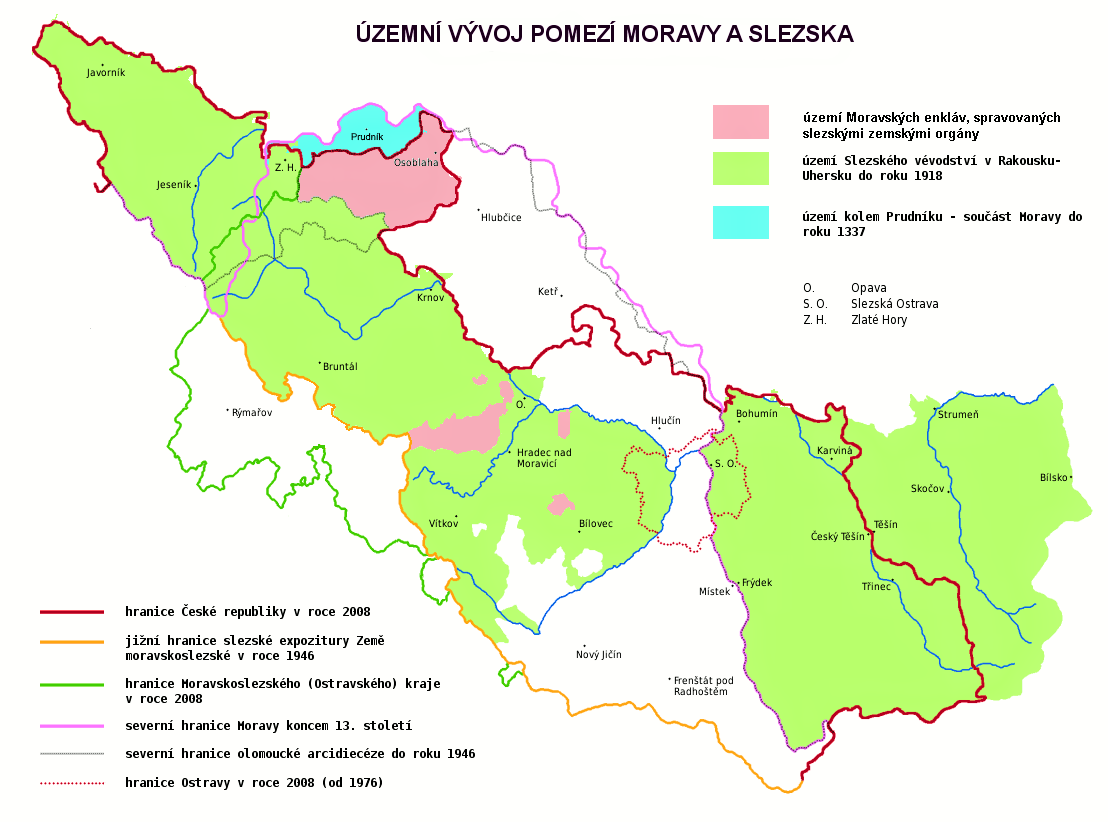
Mapa Śląska Czeskiego z zaznaczonym obszarem okolic Prudnika, przyłączonym w 1337 do Górnego Śląska

Na ziemi prudnickiej założono jedne z pierwszych miast na Górnym Śląsku. Pierwsze miasta w regionie lokowali Piastowie opolscy w granicach księstwa opolskiego. Między 1213 i 1217 prawa miejskie otrzymał Kazimierz. Ścinawa Mała lokowana była około 1222 roku. Głogówek, wzmiankowany w 1076, otrzymał prawa miejskie w 1275. Początek istnienia Białej jako miasto wyznacza się na okres panowania księcia Władysława opolskiego (około 1270), jednak posiadanie przez nią praw miejskich potwierdzone zostało dopiero w 1327. Zamek w Białej był siedzibą kasztelanii. Status miasta Strzeleczek potwierdzają źródła z 1327. W 1255 na czeskich Morawach, tuż przy granicy z księstwem opolskim, Wok z Rożemberka założył Prudnik jako część enklawy biskupów morawskich. Wzniósł w tym miejscu zamek Wogendrüssel, będący najdalej wysuniętym na północ bastionem Królestwa Czech. Prawa miejskie Prudnik otrzymał w 1279.
W 1337 król czeski Jan Luksemburski przekazał Prudnik wraz z okolicami księciu niemodlińskiemu Bolesławowi Pierworodnemu. W ten sposób Prudnik znalazł się w granicach księstwa niemodlińskiego, a jednocześnie Górnego Śląska. Odtąd Prudnik, Biała, Głogówek, Strzeleczki, Ścinawa Mała i Kazimierz tworzyły obszar traktowany jako całość. W marcu 1428 ziemia prudnicka została spustoszona przez przemarsz wojsk husyckich. Kazimierz został zniszczony, w związku z czym utracił prawa miejskie. Rycerstwo i mieszczanie z Białej, Prudnika i Strzeleczek zostali wzięci do niewoli. W XV wieku wyodrębnione zostało samodzielne księstwo głogówecko-prudnickie, którego władcą był książę Bolko V Wołoszek. W myśl zawartych z Janem II Dobrym umów ziemia prudnicka wraz z całym księstwem opolsko-raciborskim przypadła królom czeskim z dynastii Habsburgów. Udzielali oni opolskiego lenna m.in. Wazom w latach 1645–1666. Gdy sejmik księstwa opolsko-raciborskiego przyjął uchwałę zobowiązującą Żydów do opuszczenia granic księstwa, poprzez interwencję rodziny Prószkowskich, Biała stała się jedynym miastem na Górnym Śląsku, w którym mogli osiedlać się Żydzi.

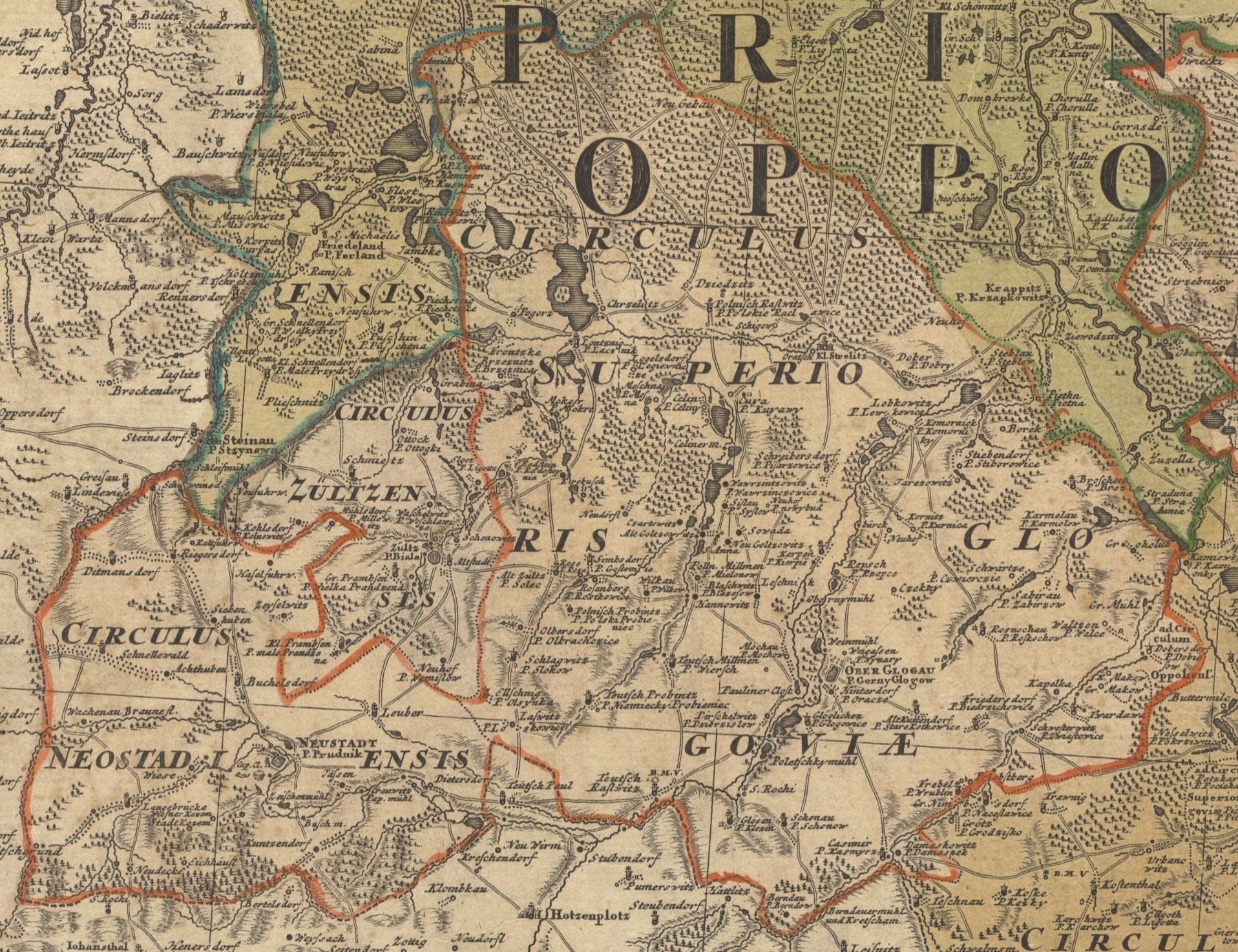
Ziemia prudnicka na mapie z 1736, podzielona na trzy powiaty

Na ziemi prudnickiej uformowały się trzy okręgi, określane jako powiaty sądowe: powiat bialski, głogówecki i prudnicki. W latach 1542–1631 prawa miejskie posiadała Trzebina. Po wojnach śląskich teren Śląska został podzielony (ostatecznie w 1763) pomiędzy Królestwo Prus i Monarchię Habsburgów. Do państwa Hohenzollernów włączono większą część Śląska, w tym ziemię prudnicką. Powiaty prudnicki, bialski, głogówecki oraz gmina Ścinawa Mała zostały połączone w jeden wspólny powiat prudnicki (Großkreis Neustadt). W tym samym czasie Strzeleczkom i Ścinawie Miałej został odebrany status miasta. Stały się wówczas osadami targowymi. W XIX wieku przez ziemię prudnicką przeprowadzono linie kolejowe Katowice–Legnica i Prudnik–Gogolin. W 1818 powstał nowy powiat prudnicki (Landkreis Neustadt O.S.), którego granice uległy okrojeniu. W identycznych granicach istniał po II wojnie światowej powiat prudnicki, który wszedł w skład państwa polskiego. W latach 1954 i 1956 utracił on znaczną część swojego terytorium na rzecz powiatów nyskiego i krapkowickiego.

## Główne miejscowości

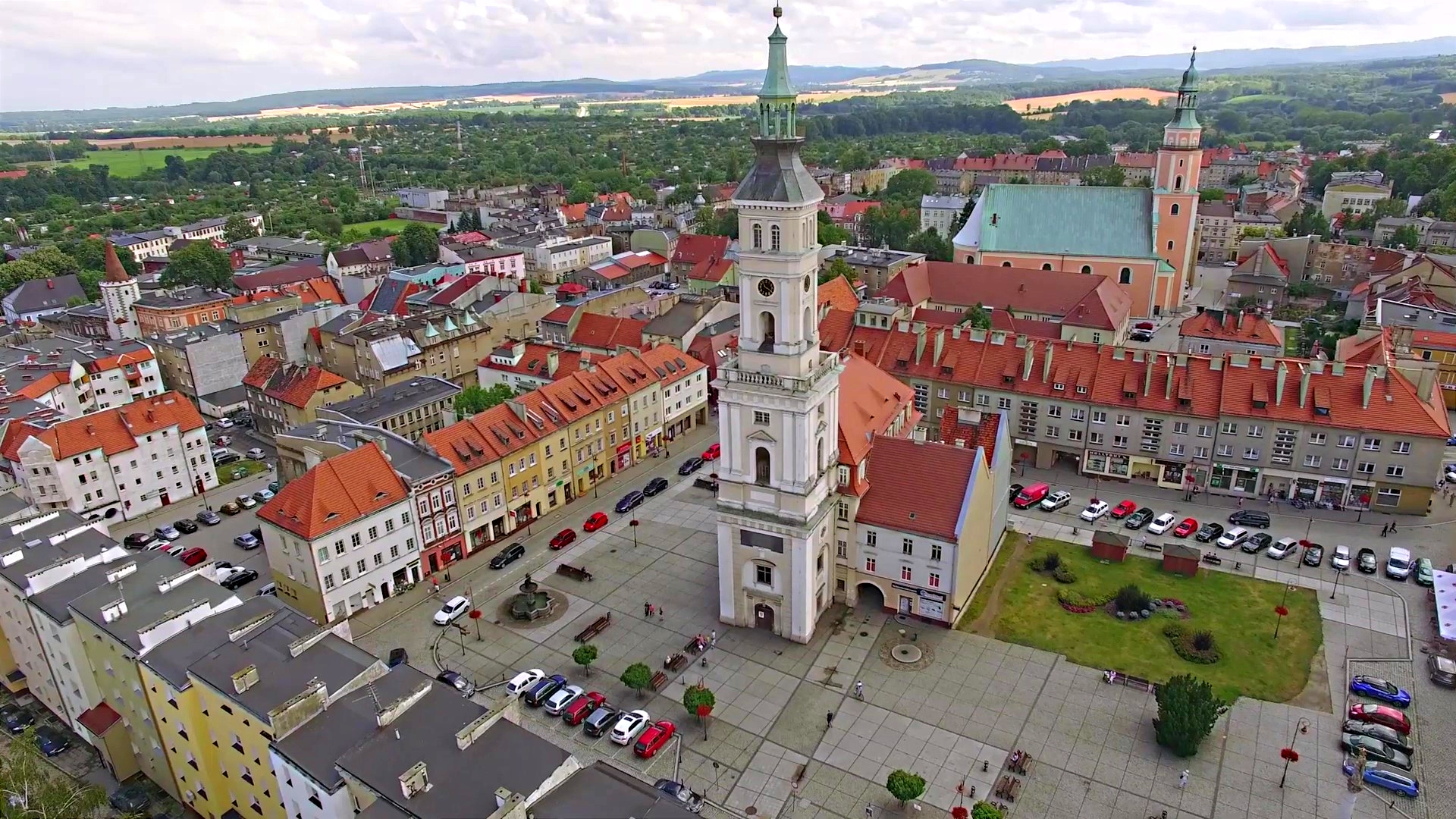
Prudnik

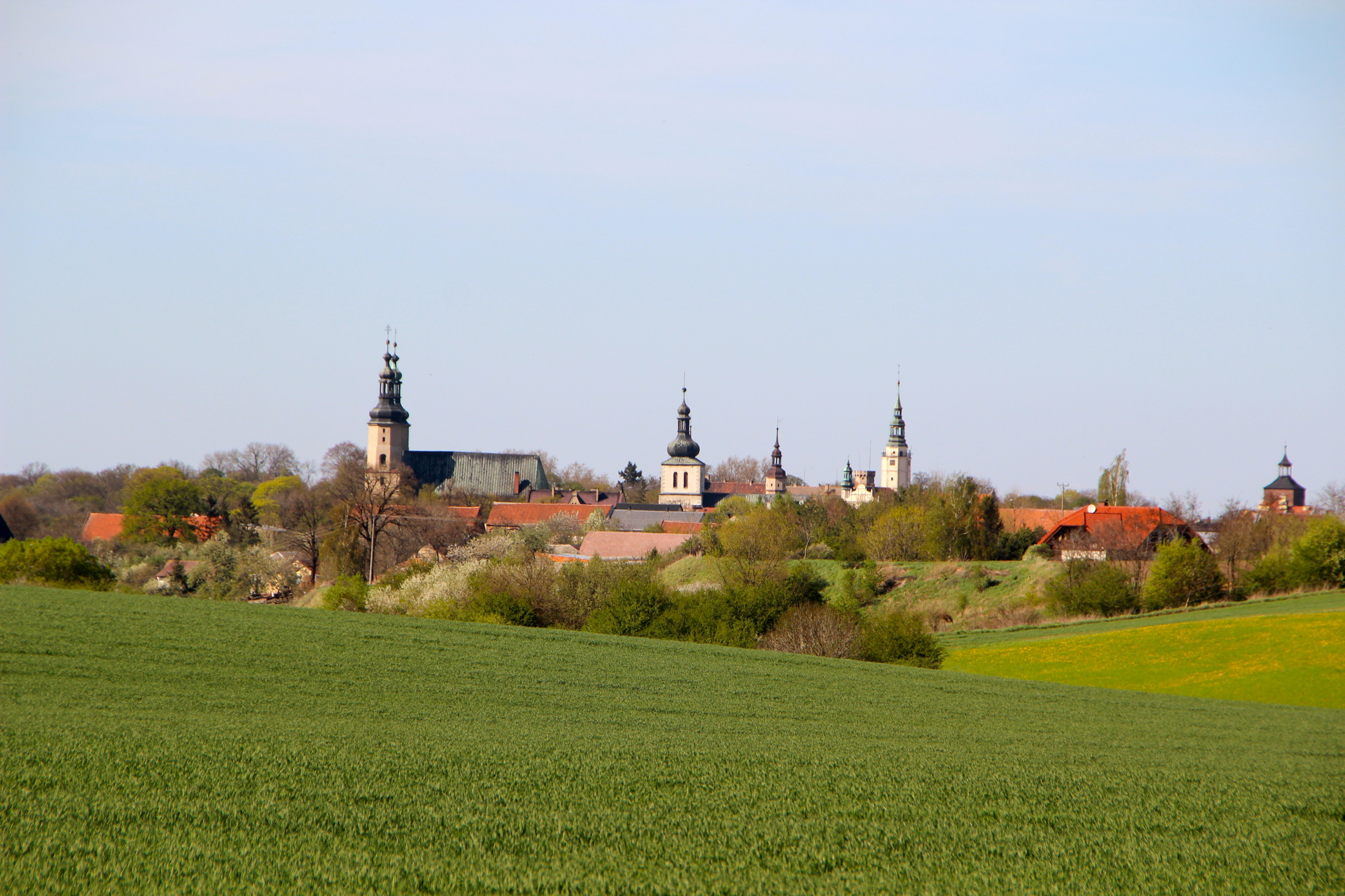
Głogówek

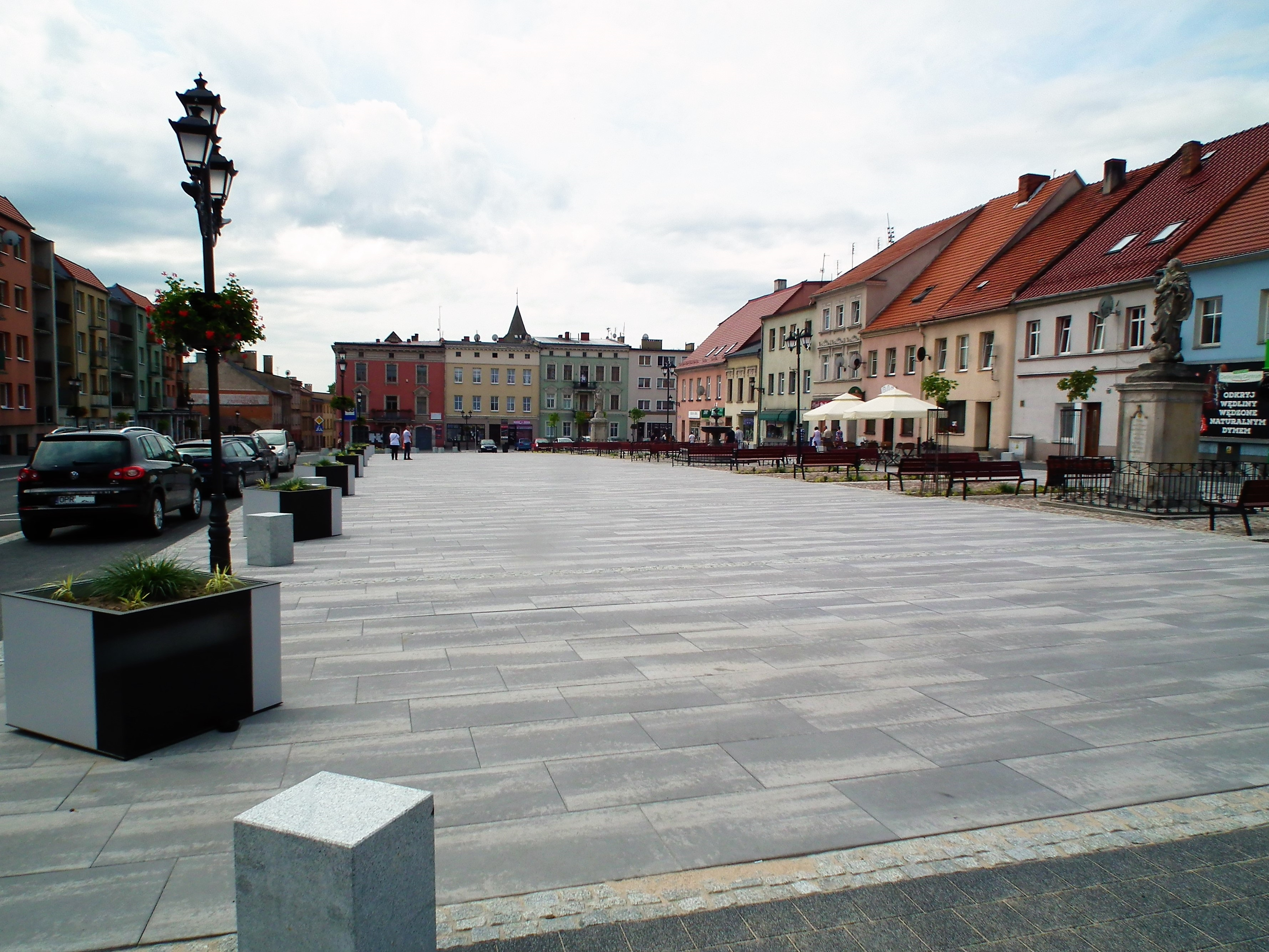
Biała

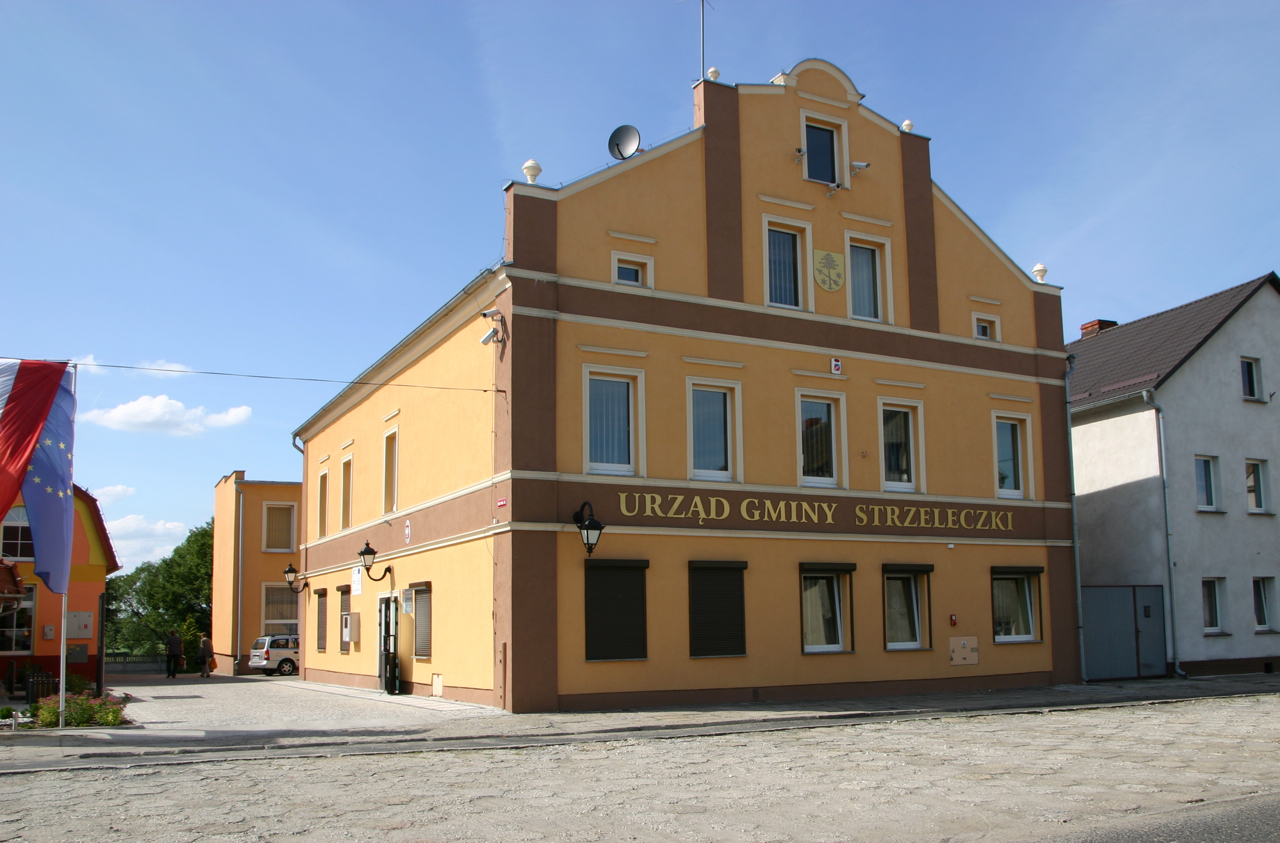
Strzeleczki

Na ziemi prudnickiej znajdują się cztery miasta. Największym miastem, a także stolicą regionu, jest Prudnik.
| Lp. | Herb | Miasto      | Ludność (2011) | Powierzchnia (km²) | Gęstość zaludnienia (os./km²) |
| --- | ---- | ----------- | -------------- | ------------------ | ----------------------------- |
| 1.  |      | Prudnik     | 22 164         | 20,50              | 1081                          |
| 2.  |      | Głogówek    | 5774           | 22,06              | 262                           |
| 3.  |      | Biała       | 2528           | 14,72              | 172                           |
| 4.  |      | Strzeleczki | 1628           | 27,74              | 58                            |

Trzy wsie posiadały prawa miejskie w przeszłości:
| Lp. | Herb | Wieś         | Ludność (2011) | Prawa miejskie |
| --- | ---- | ------------ | -------------- | -------------- |
| 1.  |      | Trzebina     | 792            | 1542–1631      |
| 2.  |      | Ścinawa Mała | 767            | 1222–1742      |
| 3.  |      | Kazimierz    | 349            | 1217–1430      |

Inne większe wsie (powyżej 1000 mieszkańców) to: Walce (1892), Racławice Śląskie (1458), Łąka Prudnicka (1269), Łącznik (1174), Moszczanka (1114), Szybowice (1041).

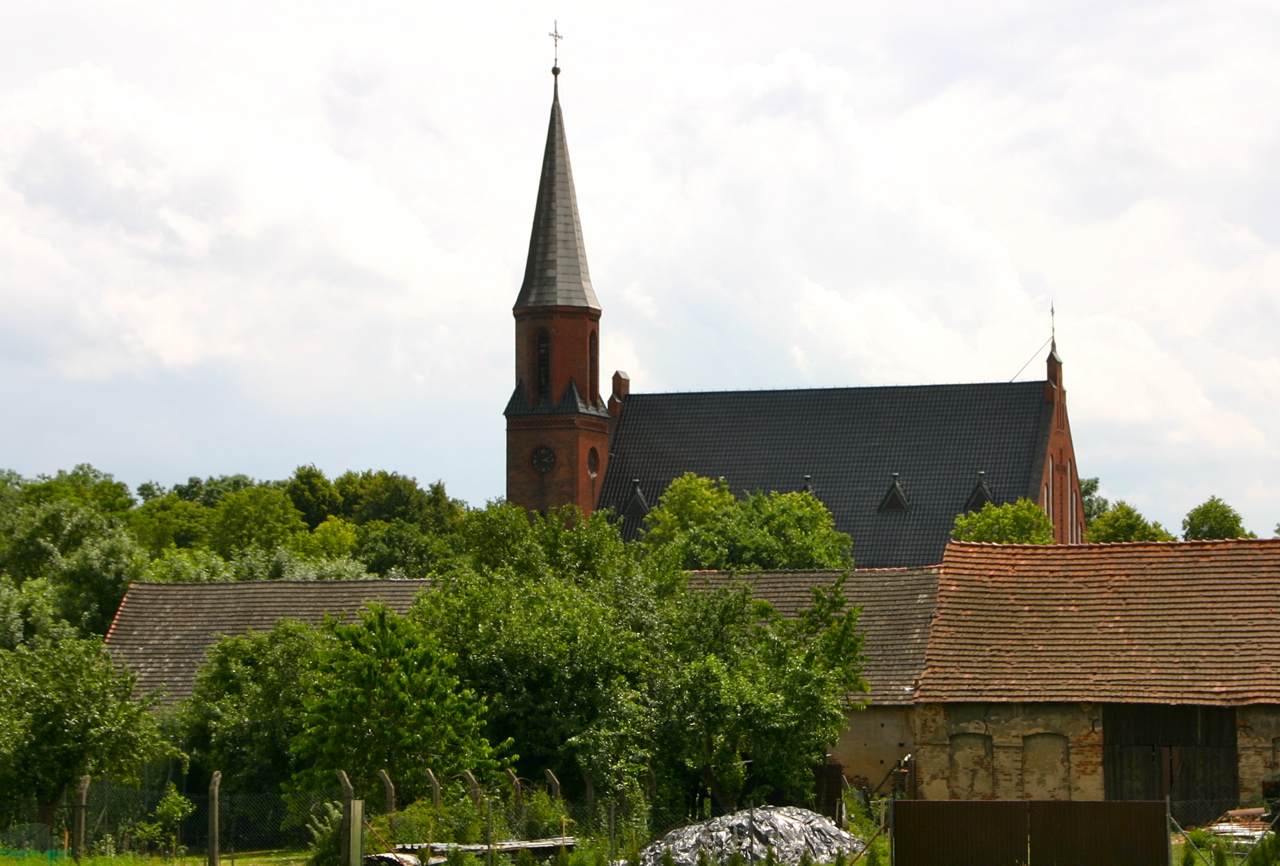
Walce
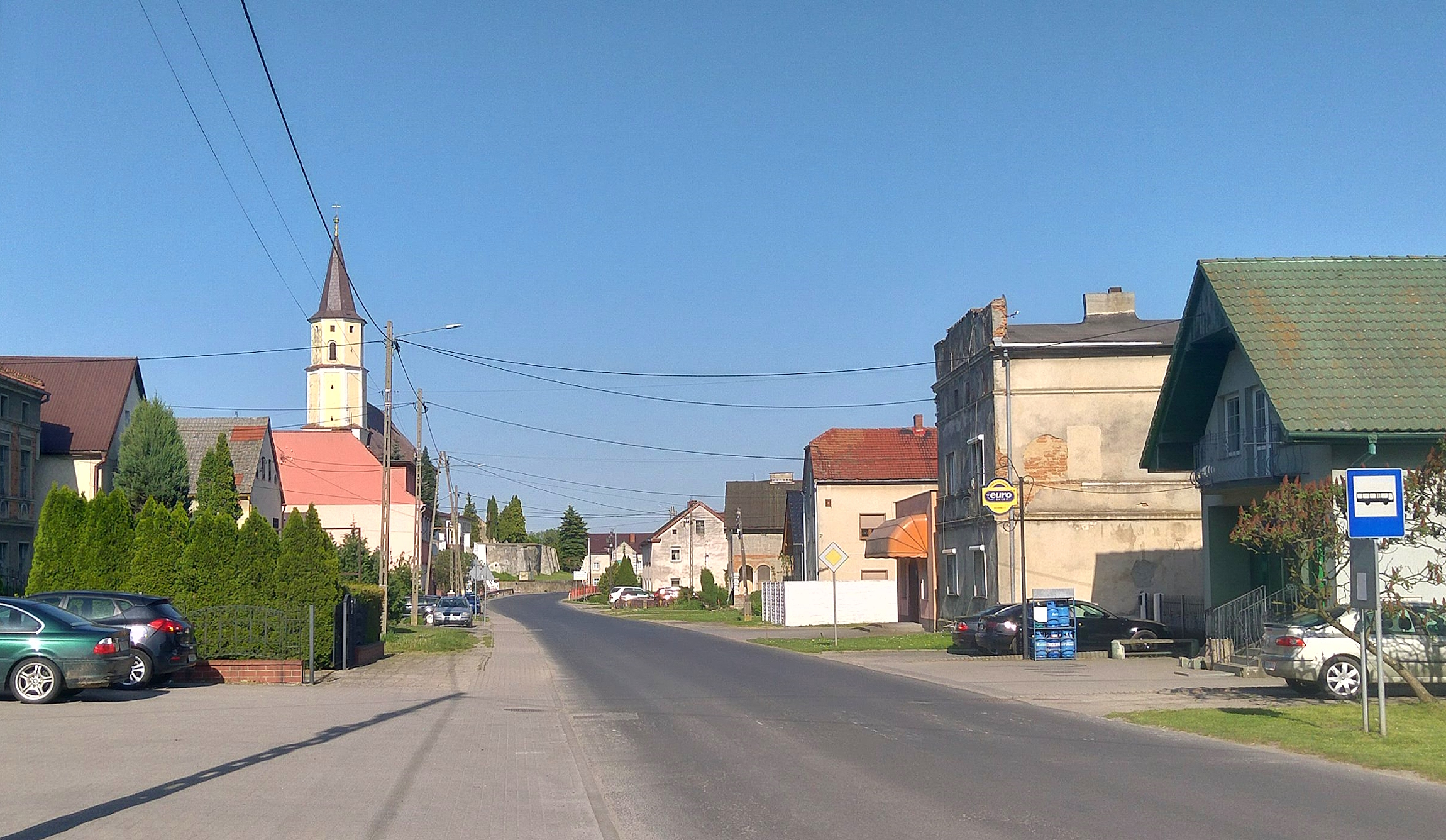
Racławice Śląskie
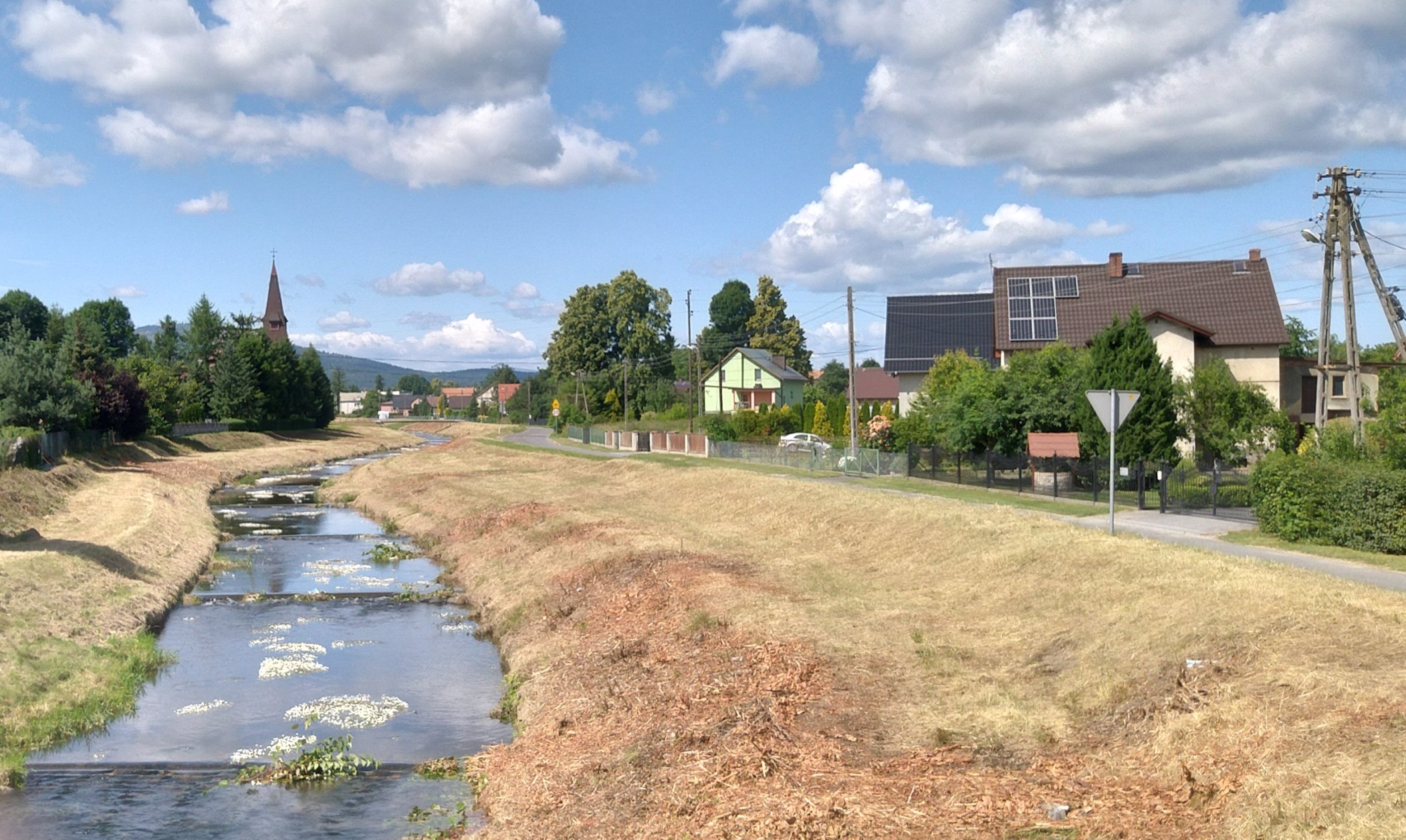
Łąka Prudnicka
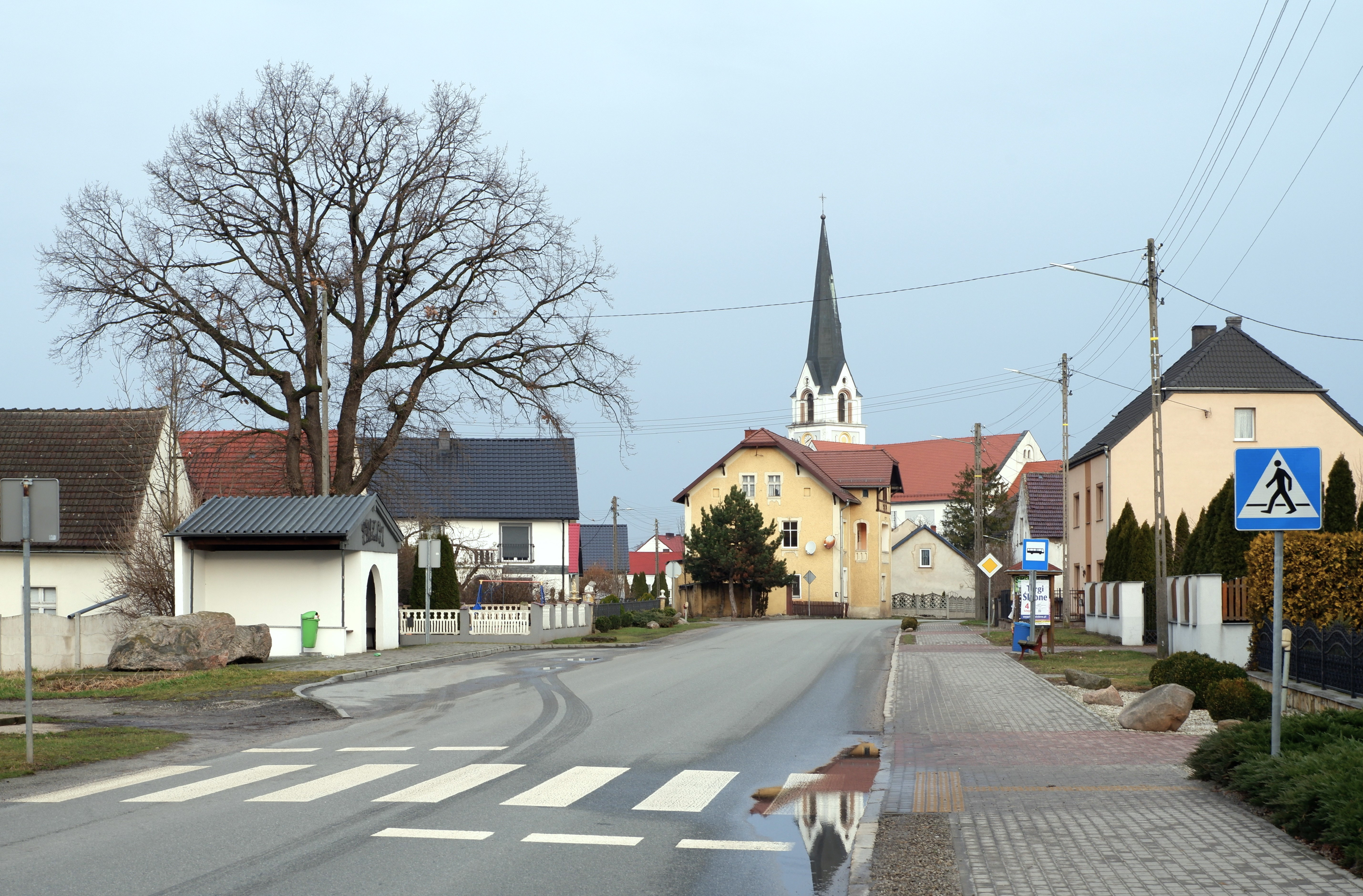
Łącznik
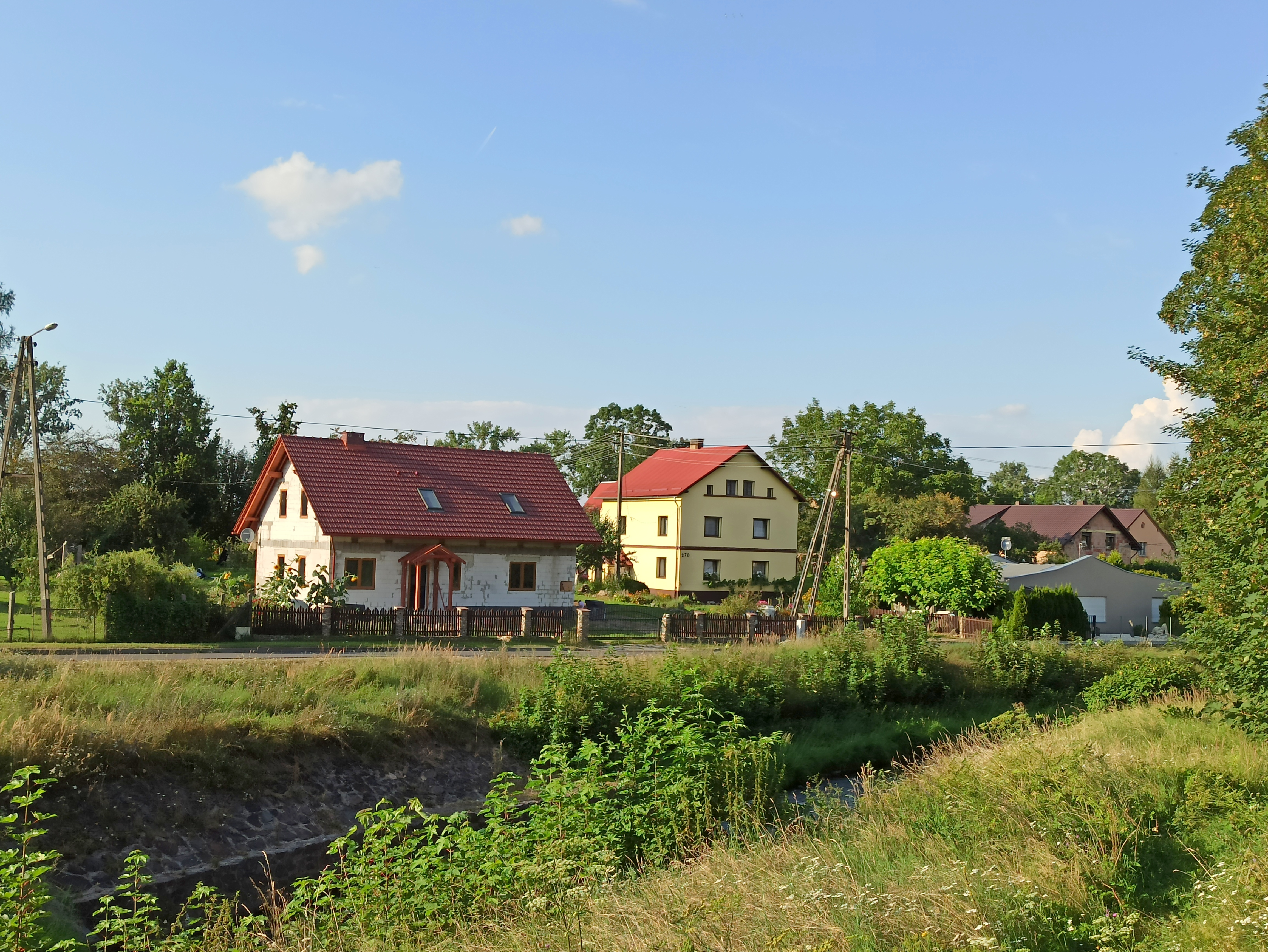
Moszczanka
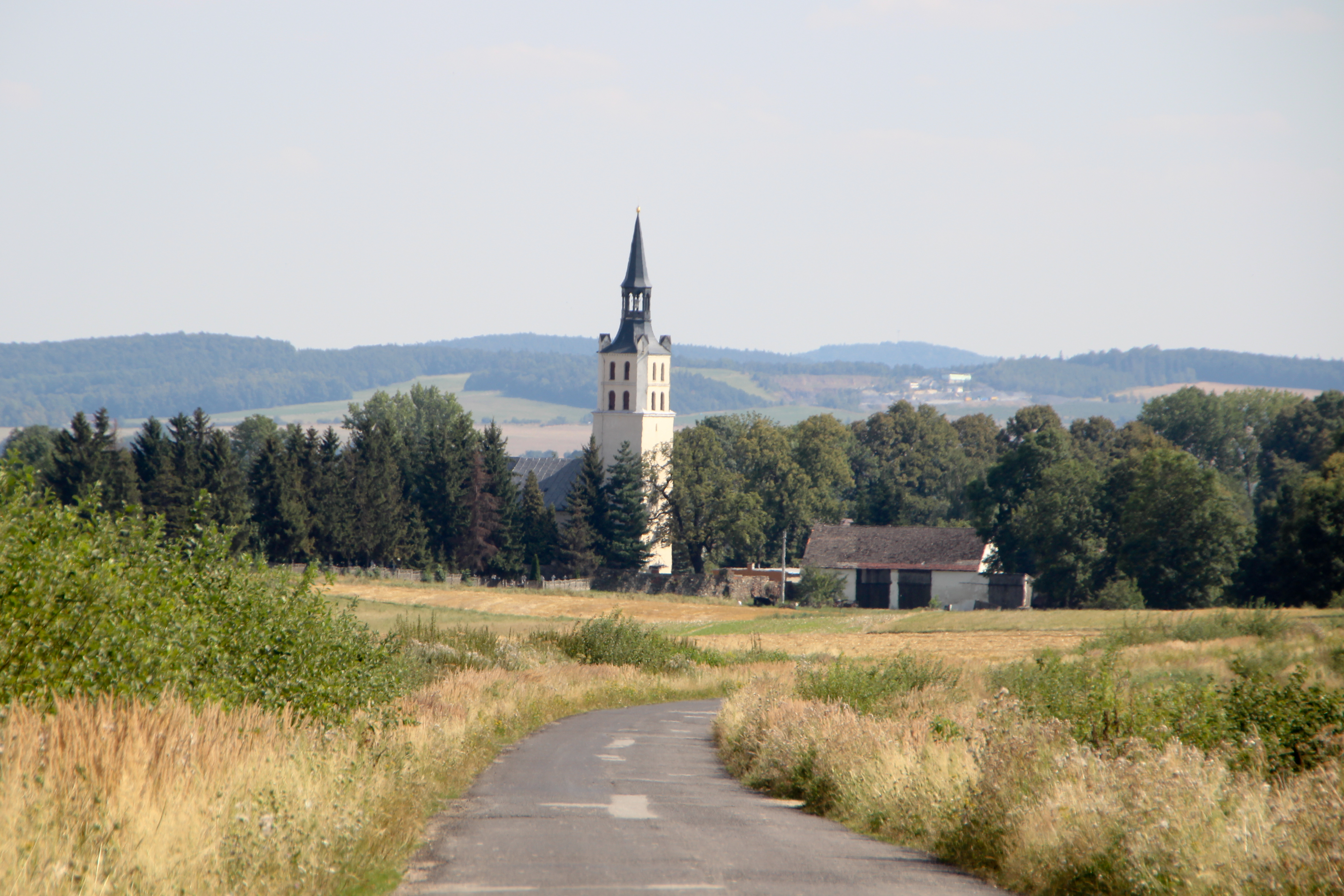
Szybowice
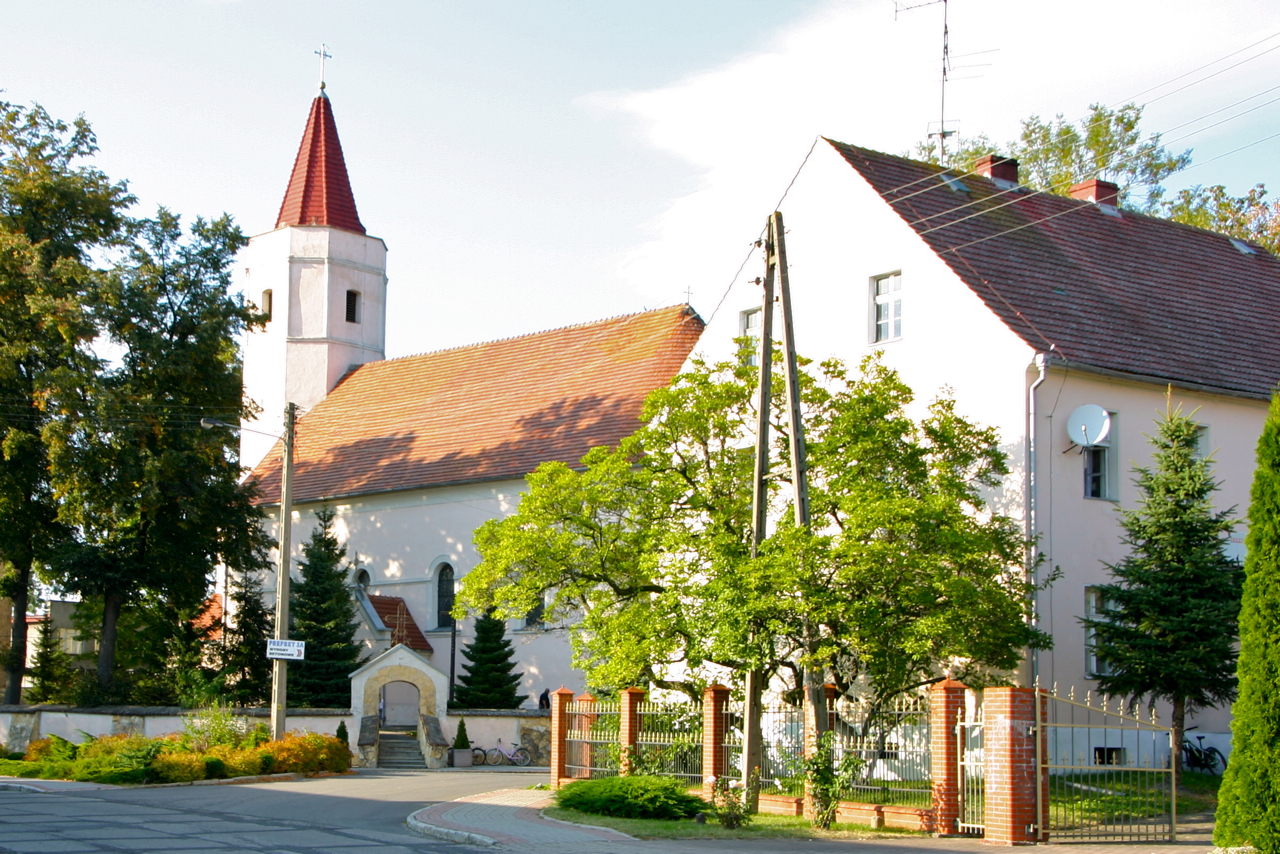
Lubrza
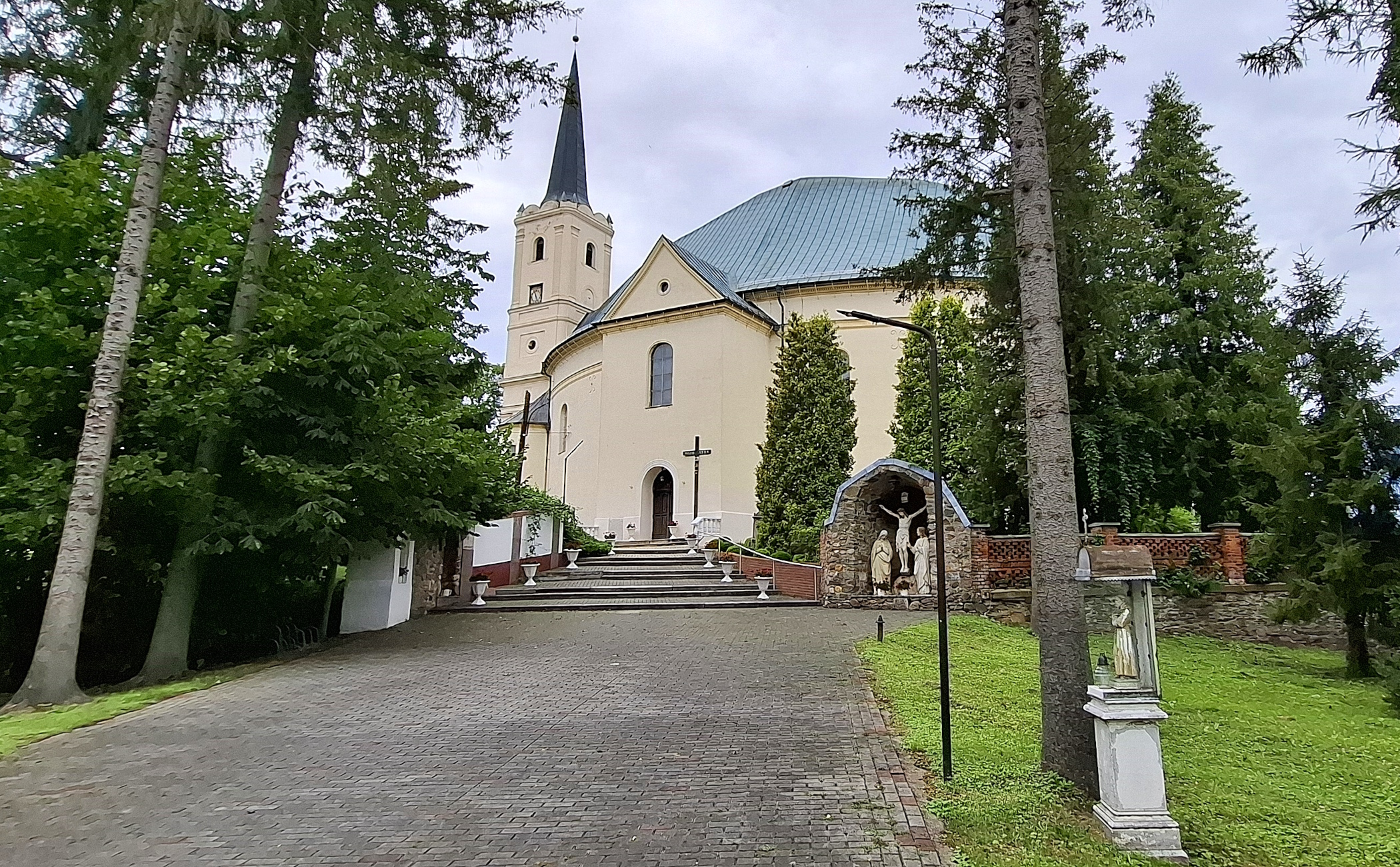
Rudziczka

W latach 1945–1954 siedzibami zbiorowych gmin wiejskich były: Biedrzychowice, Gostomia, Kórnica, Lubrza, Łącznik, Moszczanka, Racławice Śląskie, Rudziczka, Strzeleczki, Śmicz, Walce.
(Liczba mieszkańców GUS, stan na 2011)

## Wsie

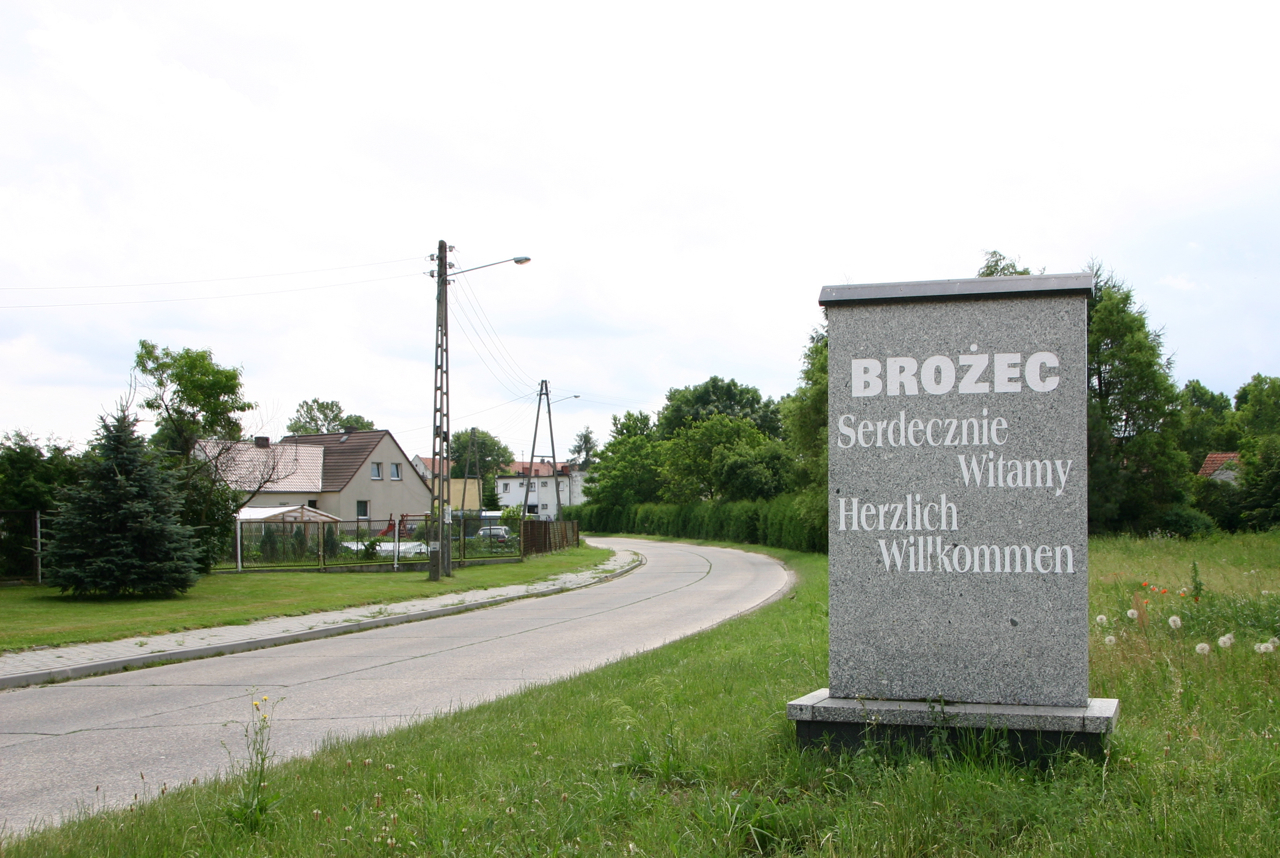
Brożec
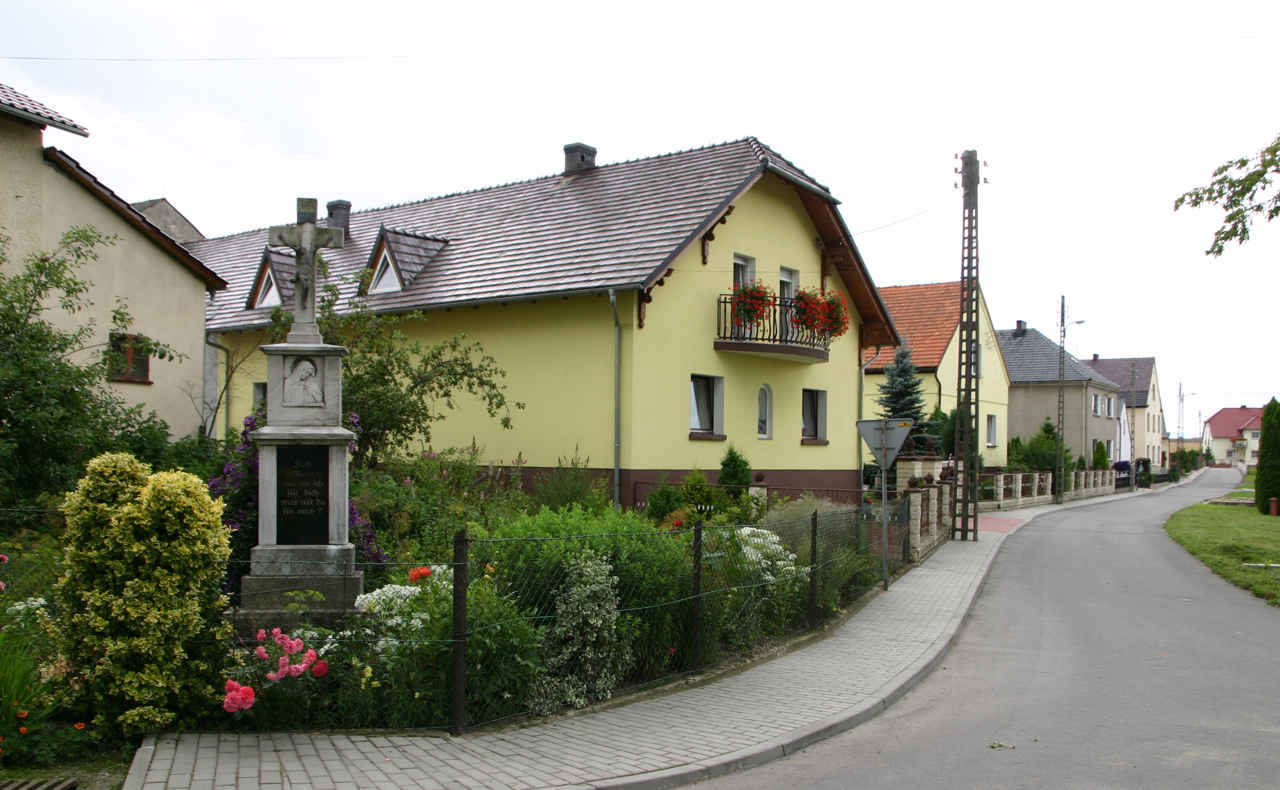
Grabina
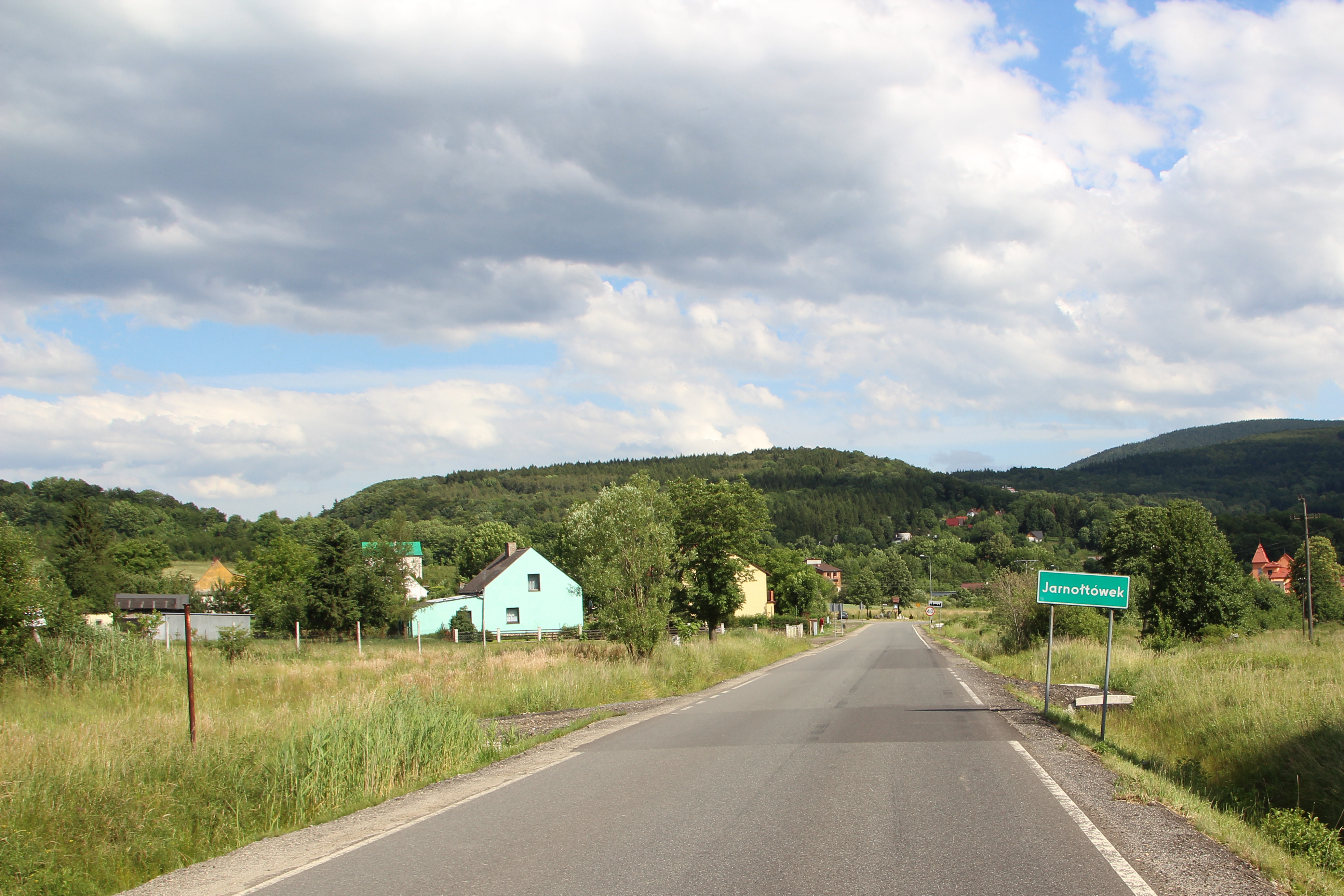
Jarnołtówek
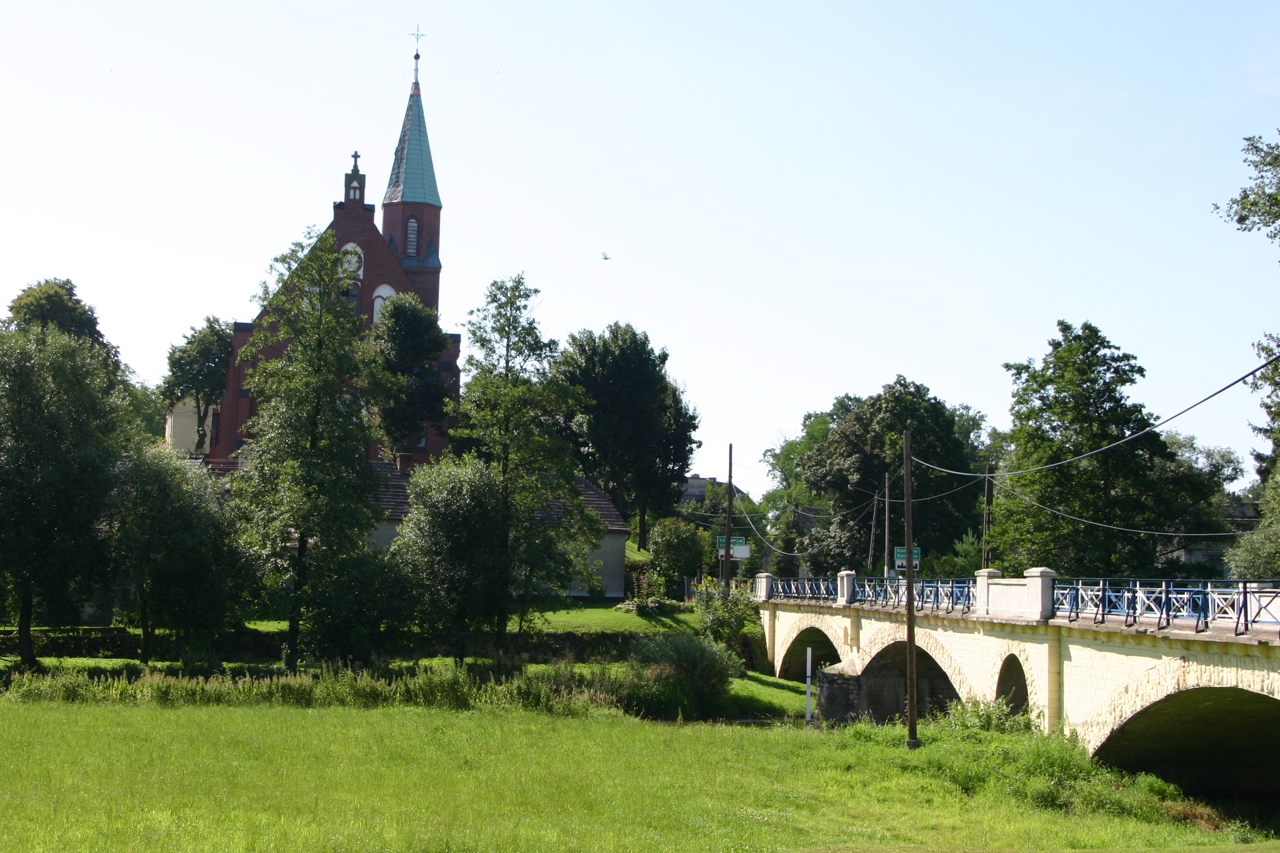
Komorniki
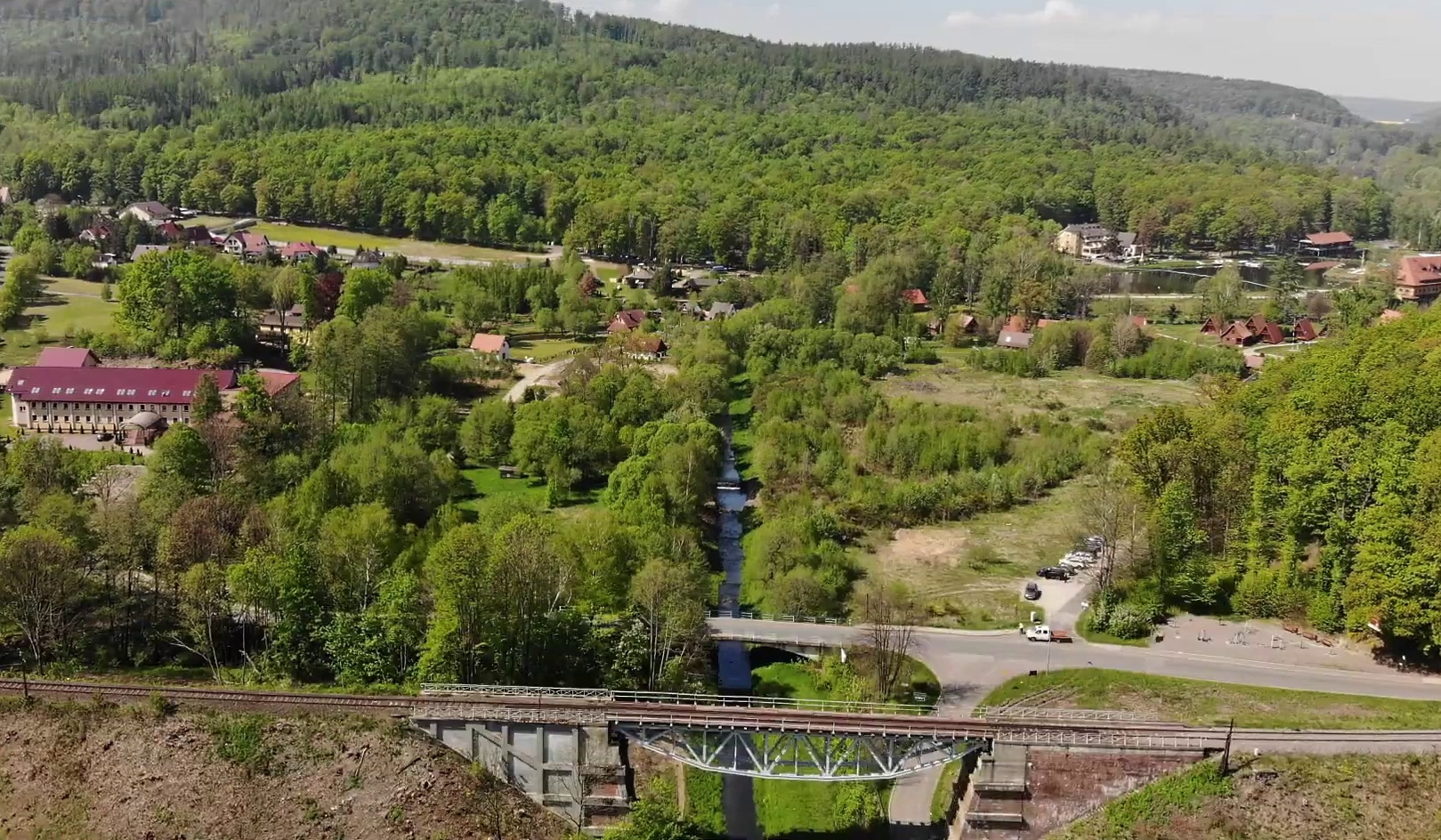
Pokrzywna
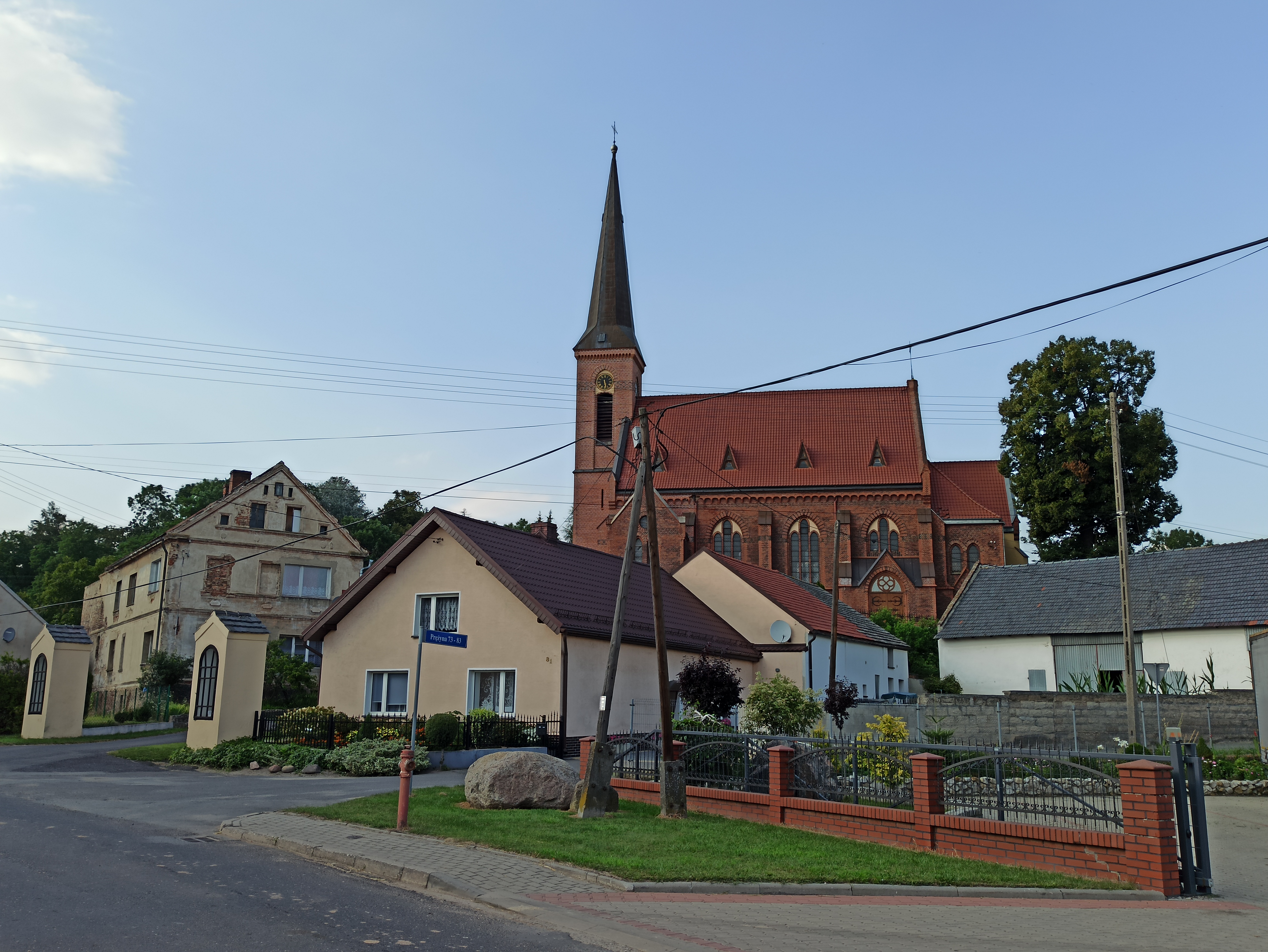
Prężyna
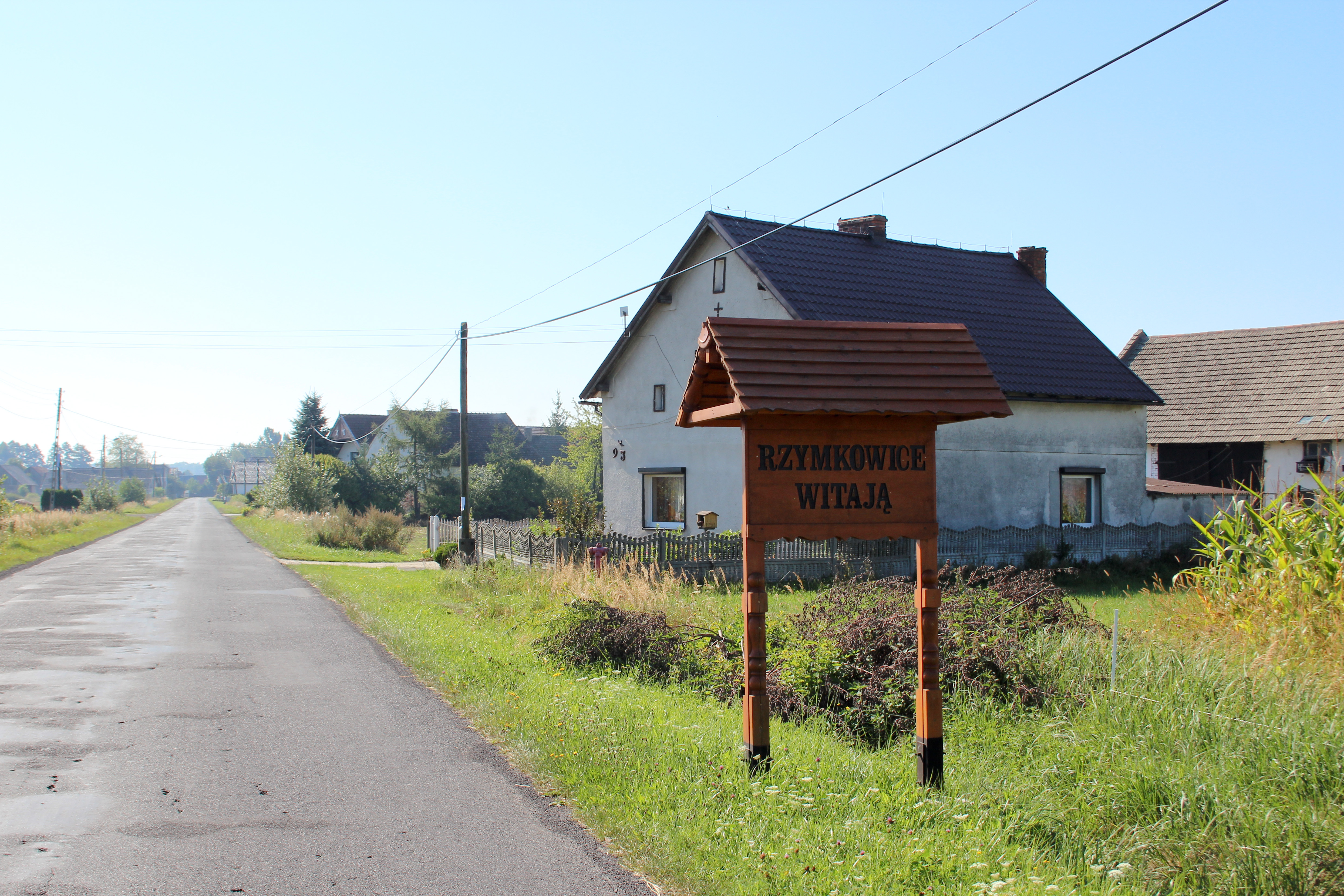
Rzymkowice
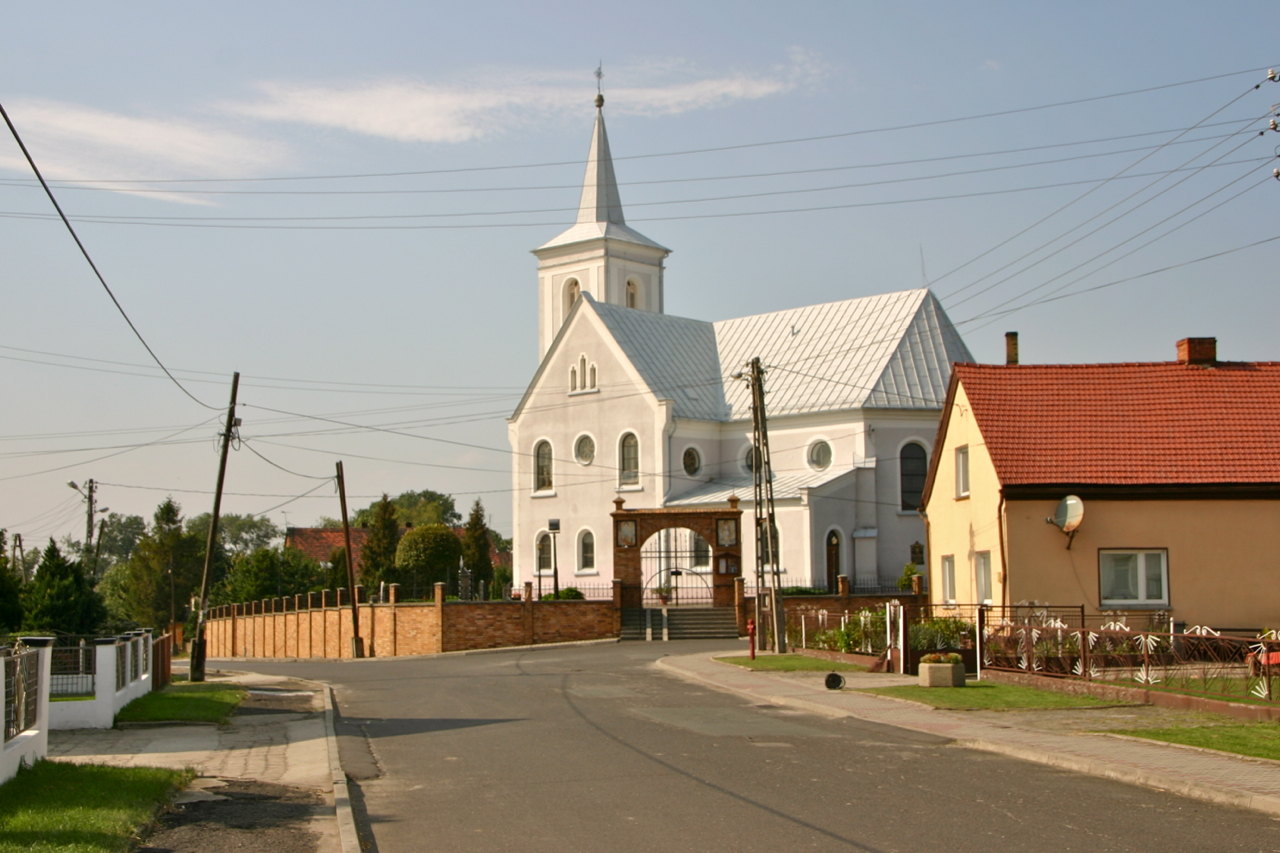
Twardawa

Na ziemi prudnickiej położone są 104 wsie, a także 77 integralnych części wsi, w tym przysiółki, osady, kolonie. W granicach ziemi prudnickiej znajdują się następujące miejscowości zdefiniowane w państwowym rejestrze nazw geograficznych (wsie wytłuszczono):

- Agnieszczyn
- Amerykan
- Anachów
- Antoszka
- Biedrzychowice
- Biernatów
- Biernatówek
- Błażejowice Dolne
- Bolkowice
- Borek (k. Pietnej)
- Borek (k. Przechodu)
- Browiniec Polski
- Brożec
- Buława
- But
- Brzezina
- Brzeźnica
- Chmielnik
- Chocim
- Chudoba
- Chrzelice
- Ciesznów
- Czartowice
- Czekaj
- Czerniów
- Czyżowice
- Ćwiercie
- Damasko
- Dębina
- Dębowiec
- Dobieszowice
- Dobra
- Dobroszewice
- Dytmarów
- Dytmarów-Stacja
- Dziedzice
- Dzierżysławice
- Frącki
- Gajówka
- Golczowice
- Gostomia
- Góreczno
- Górka Prudnicka
- Grabina
- Groble
- Grocholub
- Hojnowice
- Jarczowice
- Jarnołtówek
- Jasiona
- Jeleni Dwór
- Józefów
- Kapełków
- Kazimierz
- Kierpień
- Klisinko
- Klisino
- Kokot
- Kolnowice
- Kolonia
- Kolonia Ligocka
- Kolonia Otocka (Grabina)
- Kolonia Otocka (Otoki)
- Komorniki
- Kopalina
- Korea
- Kozłówka
- Kórnica
- Krobusz
- Kromołów
- Krzewiaki
- Krzyżkowice
- Kujawy
- Laskowice
- Laskowiec
- Leśnik
- Ligota Bialska
- Lubrza
- Łącznik
- Łąka Prudnicka
- Łowkowice
- Małkowice
- Marianków (Twardawa)
- Marianków (Walce)
- Mieszkowice
- Mikulsko
- Miłowice
- Mionów
- Młodziejowice
- Młynki
- Mochów
- Mokra
- Moszczanka
- Moszczanka-Kolonia
- Moszna
- Mucków
- Nagłów
- Niemysłowice
- Nowa Wieś Prudnicka
- Nowe Kotkowice
- Nowy Borek
- Nowy Browiniec
- Nowy Bud
- Nowy Dwór Prudnicki
- Nowy Młyn
- Ogiernicze
- Olbrachcice
- Olszyna
- Olszynka
- Osiedle
- Otoki
- Pietna
- Piorunkowice
- Pisarzowice
- Podlesie
- Podgórze
- Pogórze
- Pogórze (Kolonia Pogórze)
- Pokrzywna
- Posiłek
- Prężyna
- Prężynka
- Przechód
- Racławice Śląskie
- Racławiczki
- Radostynia
- Radostynia (kolonia)
- Rostkowice
- Rozkochów
- Róża
- Rudziczka
- Rzepcze
- Rzymkowice
- Serwitut
- Siemków
- Skrzypiec
- Słoków
- Smolarnia
- Smolarnia (Przechód)
- Solec
- Stare Kotkowice
- Stary Borek
- Steblów
- Swornica
- Sysłów
- Szelonka
- Szonów
- Szybowice
- Ściborowice
- Ścigów
- Ścinawa Mała
- Śmicz
- Śmieciak
- Śródlesie (Majzlówka)
- Śródlesie (Osada Bud)
- Śródlesie (Przechód)
- Tomice
- Trzebieszów
- Trzebina
- Twardawa
- Urszulanowice
- Walce
- Wasiłowice
- Wawrzyńcowice
- Wesoła
- Wierzbiec
- Wierzch
- Wieszczyna
- Wilczury
- Wilków
- Włóczno
- Włókna
- Wróblin
- Wygon
- Wyszków
- Zabierzów
- Zawada
- Zielina
- Zimne Kąty
- Zwiastowice
- Żabnik

- Brożec
- Grabina
- Jarnołtówek
- Komorniki
- Pokrzywna
- Prężyna
- Rzymkowice
- Twardawa

## Geografia

### Ukształtowanie powierzchni

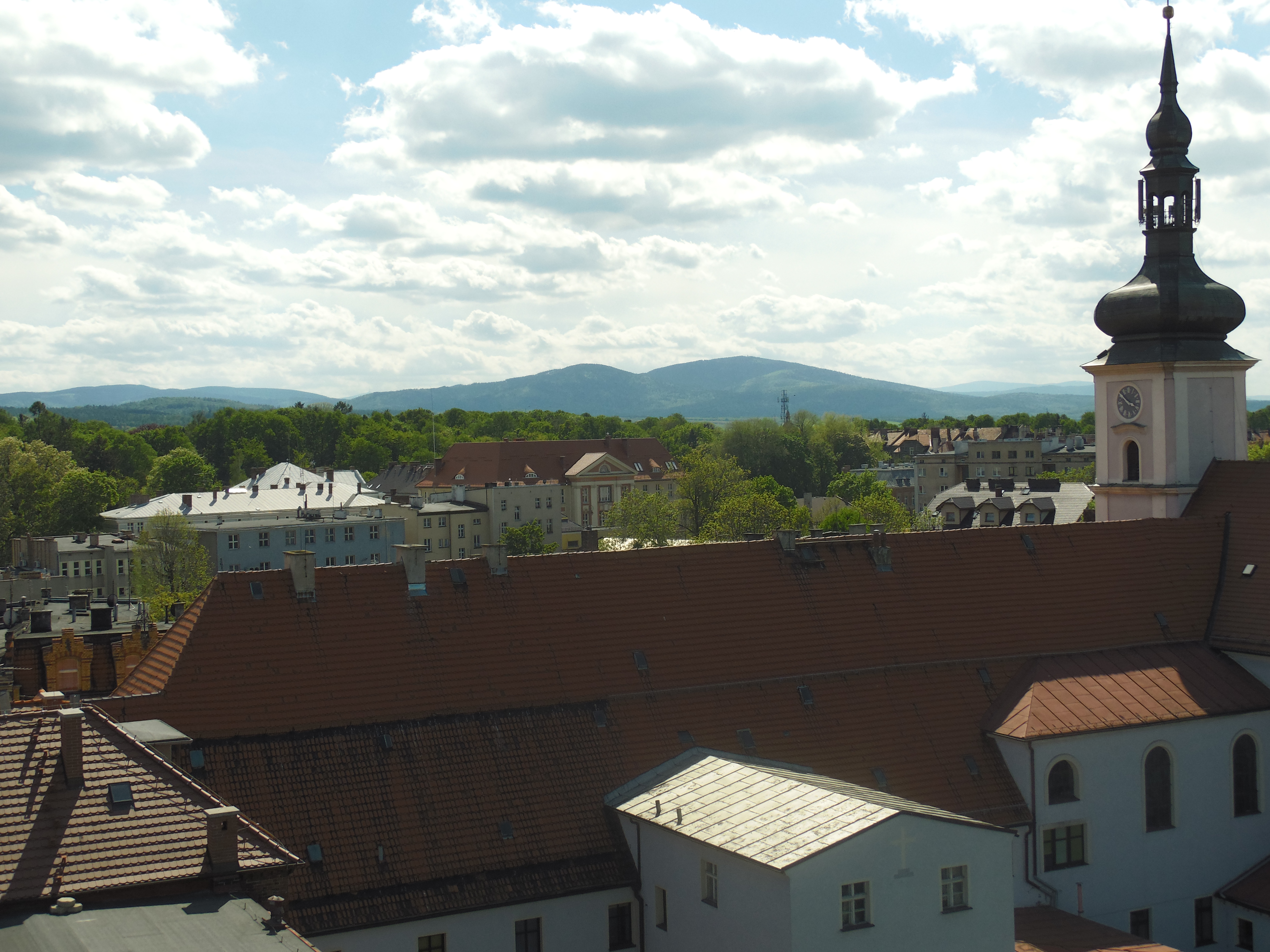
Krajobraz Prudnika – Nizina Śląska przechodząca w Sudety

Na zróżnicowanie powierzchni ziemi prudnickiej miały wpływ bliskość pasma górskiego Sudetów oraz długotrwała ewolucja geomorfologiczna. Występują znaczące różnice wysokości względnych. Tereny na północ od Białej charakteryzują się średnią wysokością od 20 do 40 m. Na południe od Białej występuje wysokość względna od 40 do 60 m. Wysokość względna w pasie powierzchni na linii Prudnika wynosi od 60 do 80 m. Południowe krańce regionu, które obejmują Góry Opawskie, posiadają wysokość względną powyżej 180 m.

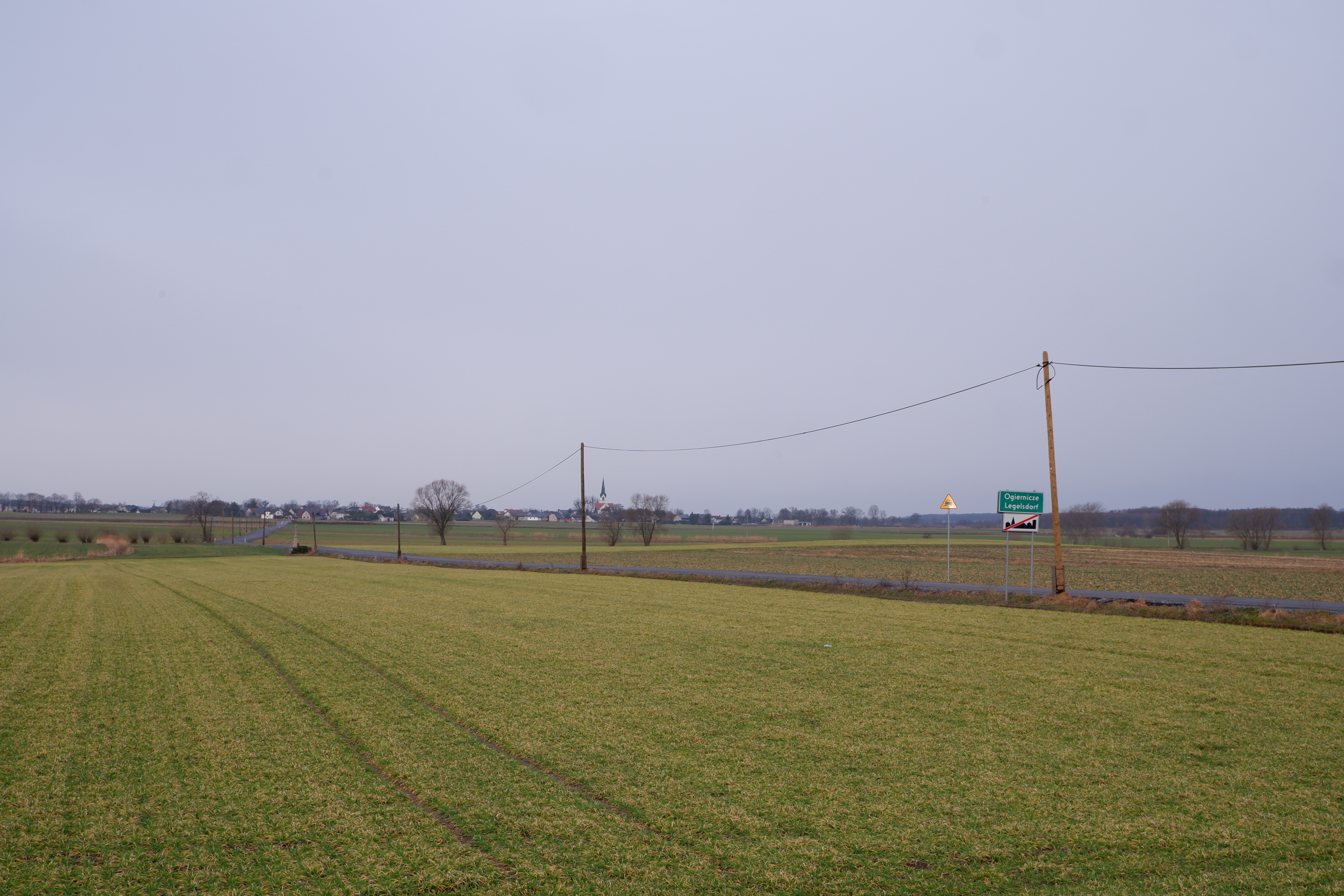
Krajobraz okolic Ogiernicza i Łącznika

Obszar w pobliżu wsi Łącznik jest płaski. Wysokość zwiększa się w miarę przesuwania się na południe, pojawiają się kopulaste wzniesienia oraz doliny. Okolice Głogówka i Strzeleczek w większości stanowią tereny równinne. Obszar w pobliżu Białej charakteryzuje się licznymi wzniesieniami.

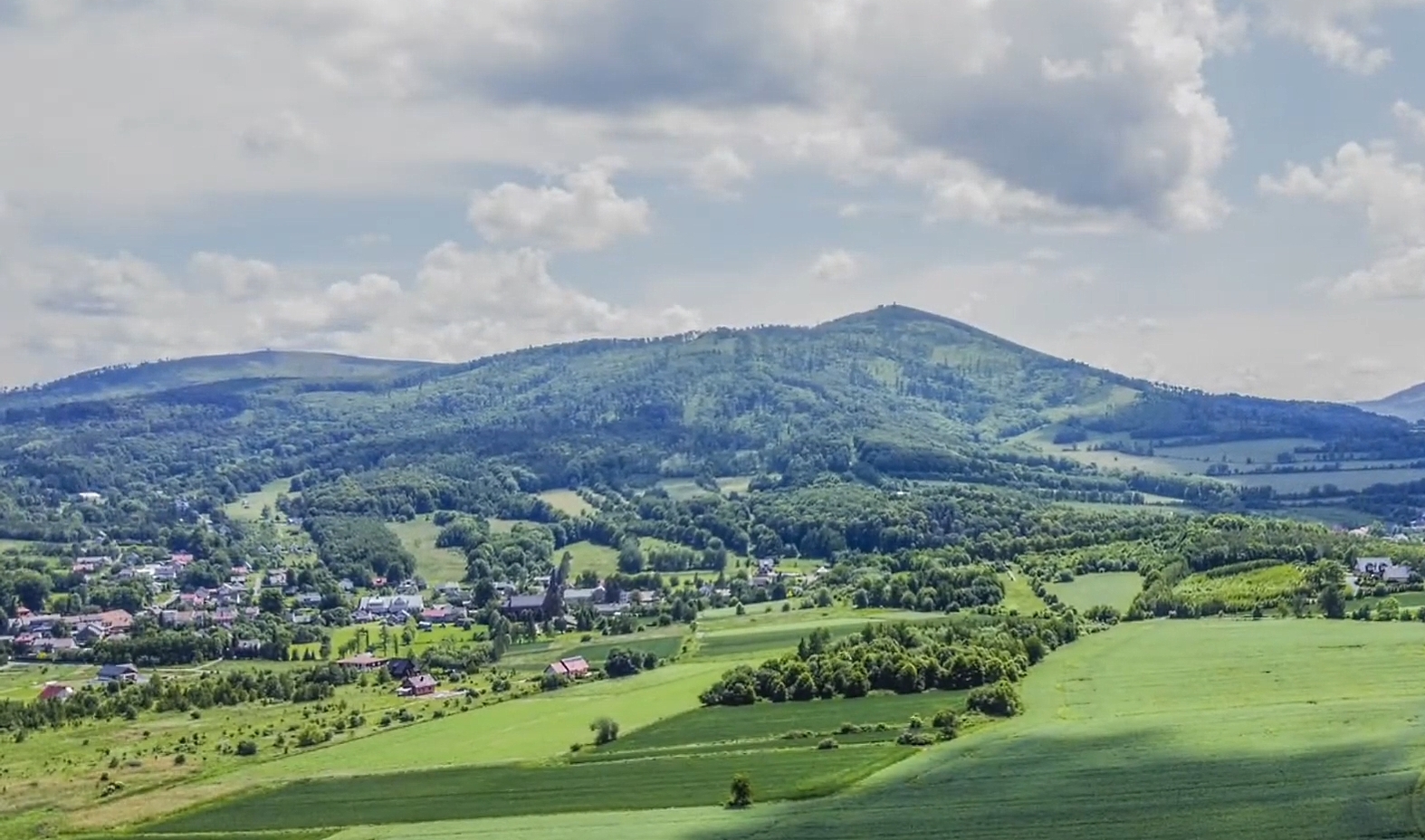
Biskupia Kopa – najwyższa góra ziemi prudnickiej

Na południowych krańcach ziemi prudnickiej wzniesienia przechodzą w obszar większych gór o łagodnych zboczach, które są charakterystyczne dla całych Gór Opawskich. Pasmo to osiąga największe wysokości w swojej zachodniej części. Najwyższym szczytem ziemi prudnickiej jest Biskupia Kopa, która osiąga 890 m n.p.m. i znajduje się na południe od Jarnołtówka. Wschodnia część pasma jest niższa. Drugim co do wysokości szczytem ziemi prudnickiej jest Srebrna Kopa (785 m n.p.m.), a trzecim Zamkowa Góra (571 m n.p.m.) – oba położone w pobliżu Pokrzywnej. Odgałęzieniem Zamkowej Góry jest Młyńska Góra (363 m n.p.m.) koło Moszczanki. Pomiędzy Moszczanką i Trzebiną rozciąga się pas wzgórz o szerokości około 2,5 km i długości 5 km. Najwyższym wzniesieniem z nich jest Długota (457 m n.p.m.) między Dębowcem i Wieszczyną. Dalej na wschód wzgórza stają się coraz niższe, w końcu przechodzą w równinę. Jedynym wzniesieniem o przebiegu równoleżnikowym jest pasmo Olszaka (453 m n.p.m.), ciągnące się od Jarnołtówka po Pokrzywną i Moszczankę.

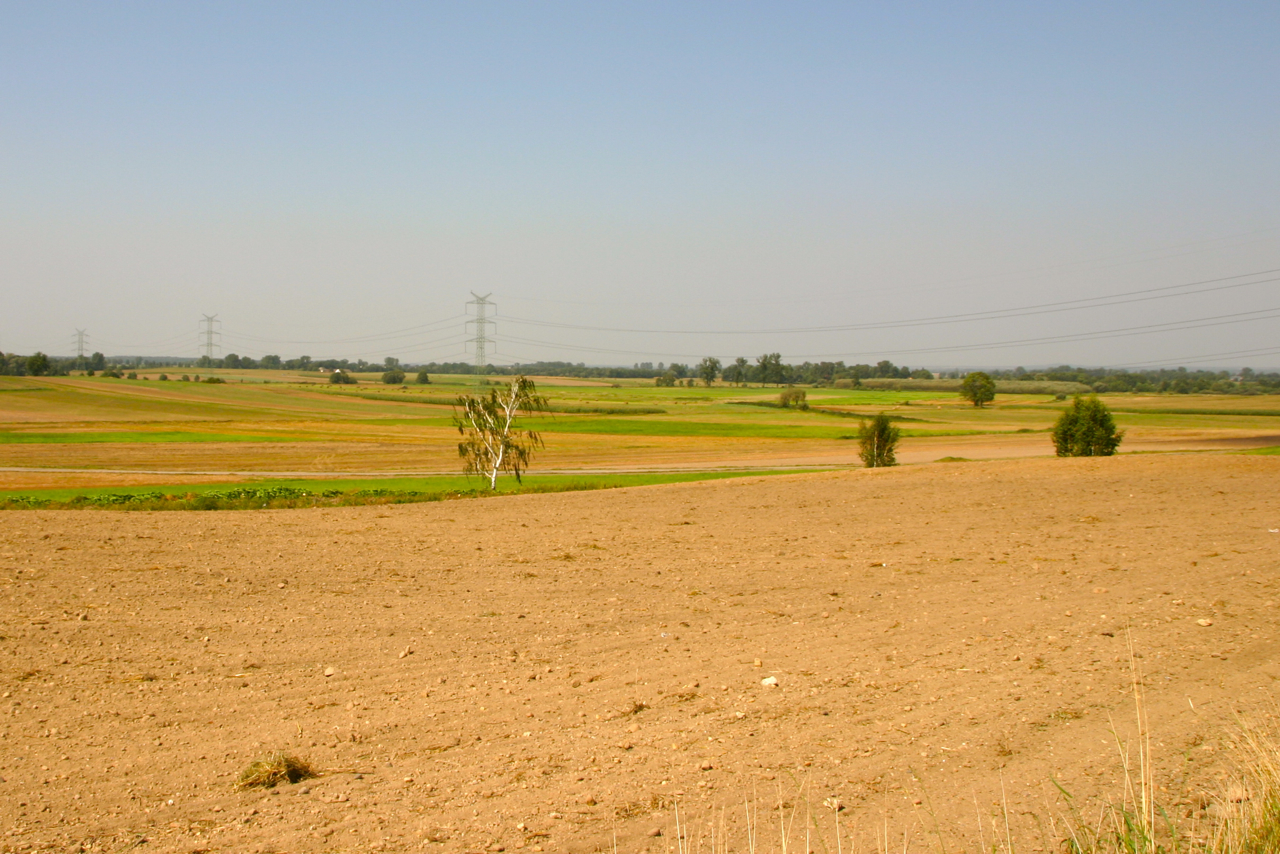
Krajobraz okolic Dobieszowic

Ukształtowanie powierzchni spowodowało wykształcenie dwóch zasadniczych krajobrazów na ziemi prudnickiej. Część południowa to obszar gór pokrytych lasami, natomiast pozostałą, większą część regionu, stanowią rolnicze tereny równinne z niewielkimi wyniosłościami, zazwyczaj pokrytymi zbiorowiskami leśnymi. Ziemie na północ od Prudnika wchodzą w skład Niziny Śląskiej. Makroregion ten dzieli się na szereg mezoregionów, spośród których na teren ziemi prudnickiej wkraczają trzy: Płaskowyż Prudnicko-Głubczycki (centrum i zachód ziemi prudnickiej), Równina Niemodlińska (w okolicy Chrzelic) i Kotlina Raciborska (północno-wschodnia i północna część regionu). Makroregion Sudetów Wschodnich, na południe od Prudnika, również dzieli się na mezoregiony, z których na ziemi prudnickiej znajdują się Góry Opawskie.

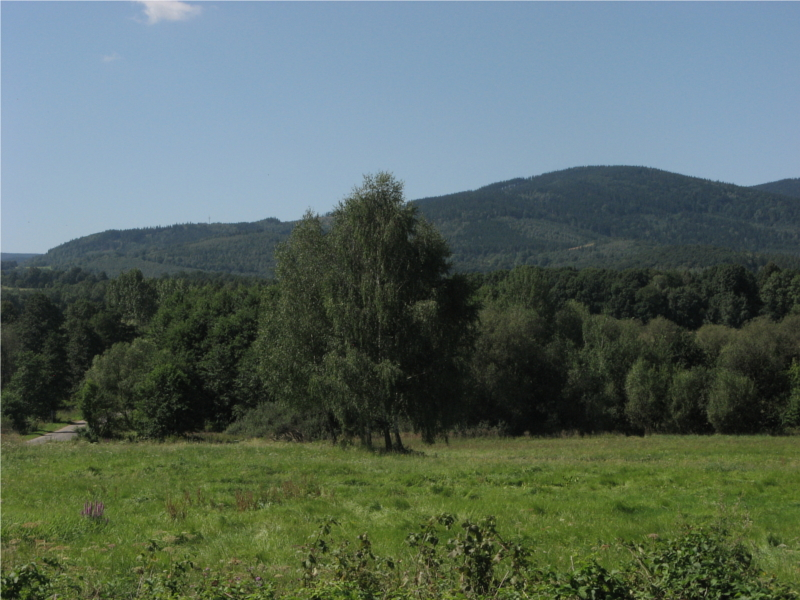
Srebrna Kopa

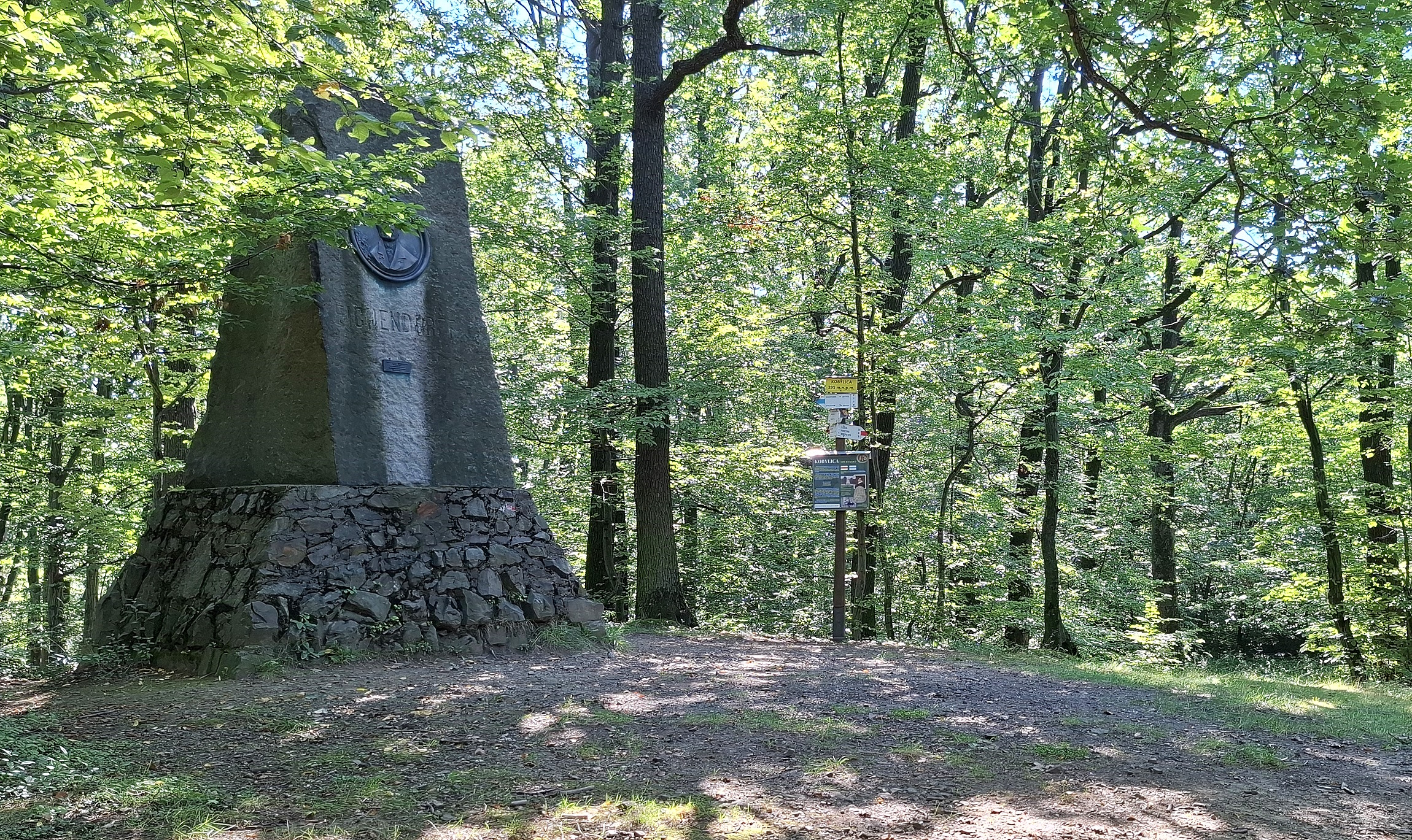
Kobylica

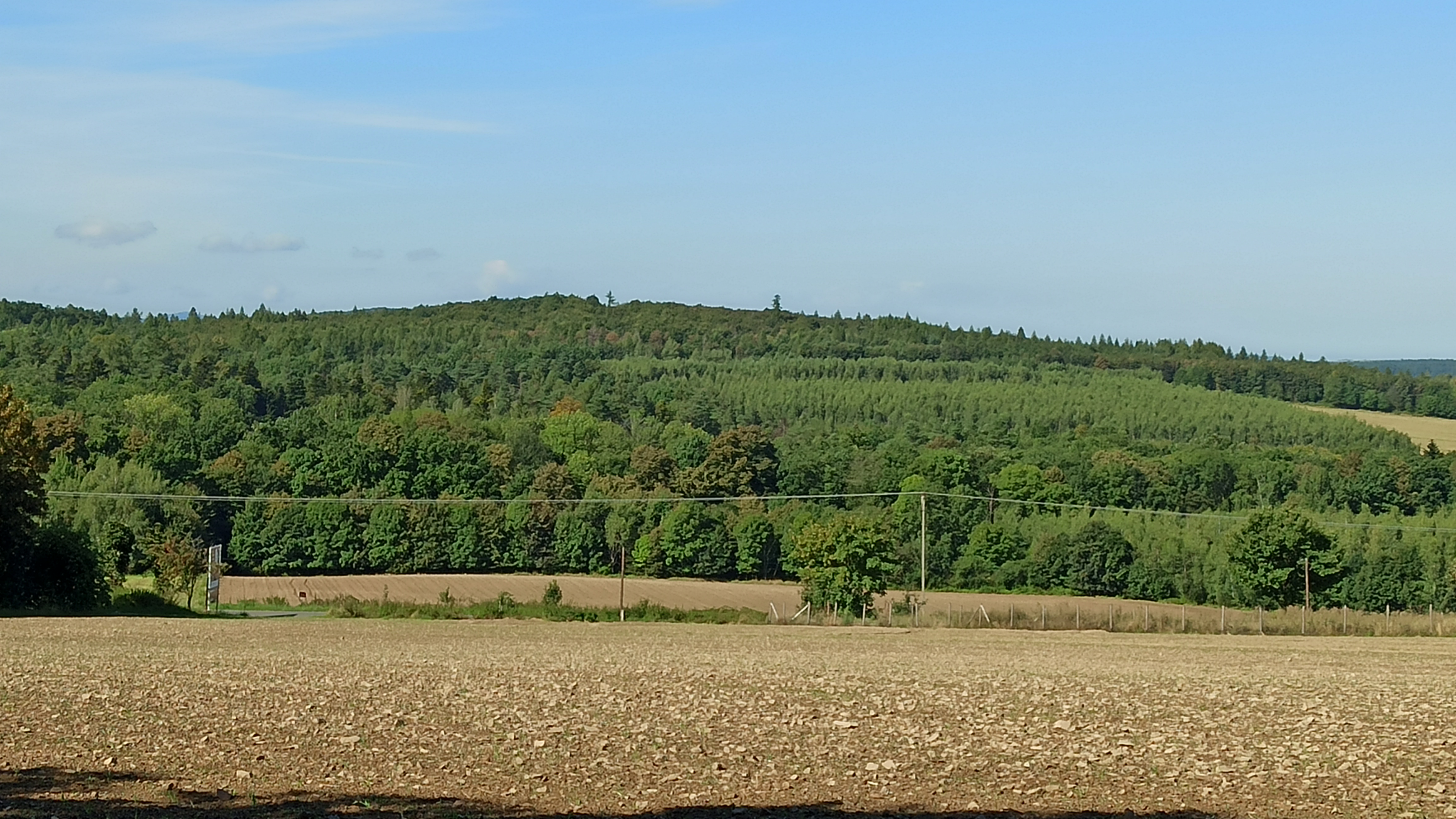
Kraska

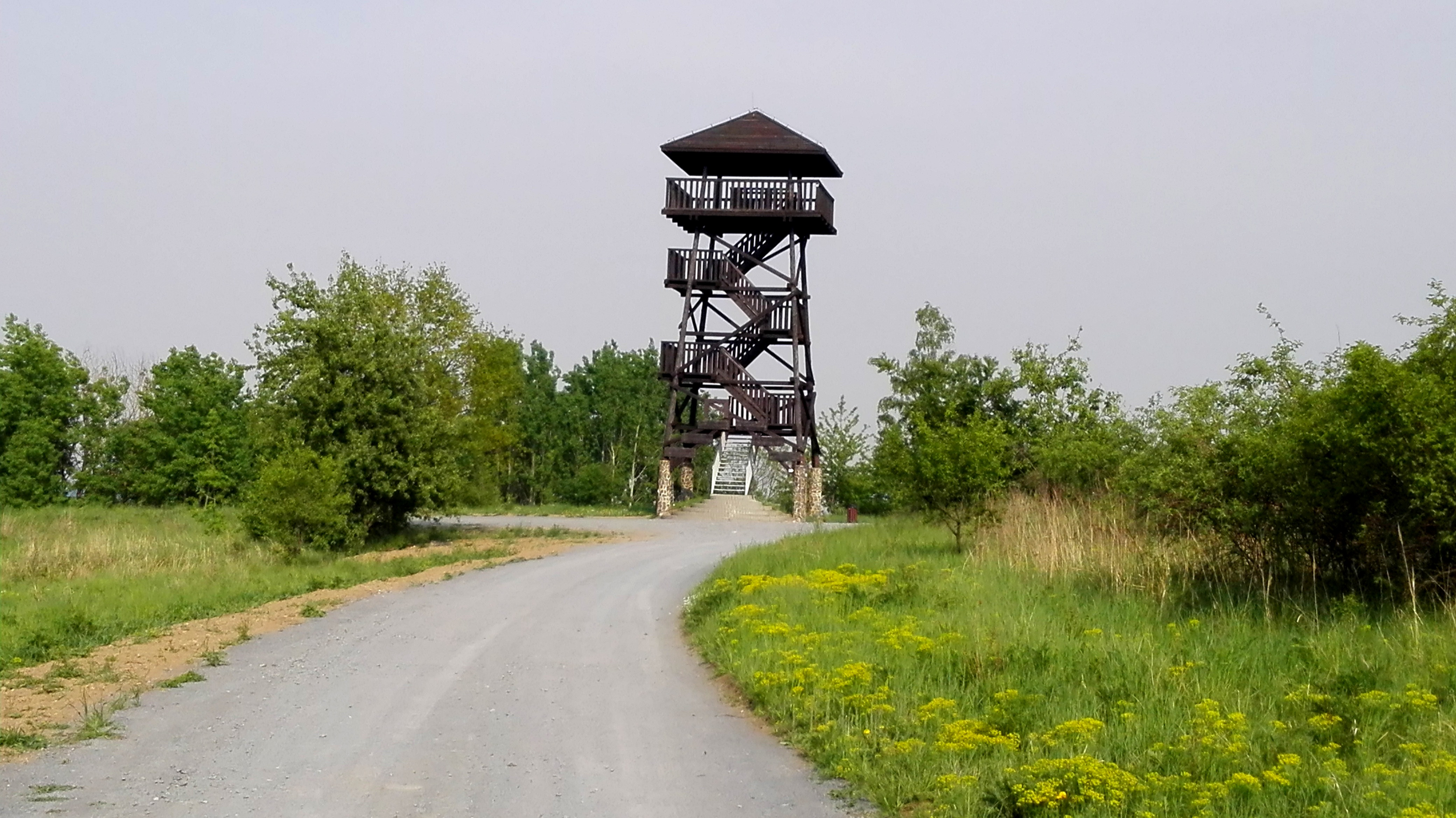
Kozia Góra

| Lp. | Szczyt                          | Wysokość m n.p.m. |
| --- | ------------------------------- | ----------------- |
| 1   | Biskupia Kopa                   | 890               |
| 2   | Srebrna Kopa                    | 785               |
| 3   | Zamkowa Góra                    | 571               |
| 4   | Szyndzielowa Kopa               | 533               |
| 5   | Bukowa Góra (Bukowa)            | 507               |
| 6   | Długota                         | 457               |
| 7   | Olszak                          | 453               |
| 8   | Krzyżówka (Krzyżowa)            | 427               |
| 9   | Jodłowe Wzgórze                 | 426               |
| 10  | Wróblik                         | 396               |
| 11  | Kobylica                        | 395               |
| 12  | Kraska                          | 391               |
| 13  | Okopowa                         | 388               |
| 14  | Zajęcza Kępa                    | 383               |
| 15  | Lipowiec                        | 370               |
| 16  | Gajna (Wężowa Góra)             | 363               |
| 17  | Młyńska Góra                    | 363               |
| 18  | Sępik                           | 356               |
| 19  | Święta Góra                     | 354               |
| 20  | Zbylut                          | 353               |
| 21  | Trupina (Kopiata)               | 336               |
| 22  | Kapliczna Góra (Święconka)      | 320               |
| 23  | Kozia Góra (Klasztorne Wzgórze) | 316               |
| 24  | Muflon                          | 314               |
| 25  | Kłobuczek                       | 303               |
| 26  | Dębowa Góra                     | 297               |
| 27  | Czyżykowa Góra (Czyżyk)         | 263               |
| 28  | Szubieniczna Góra               |                   |

### Wody śródlądowe

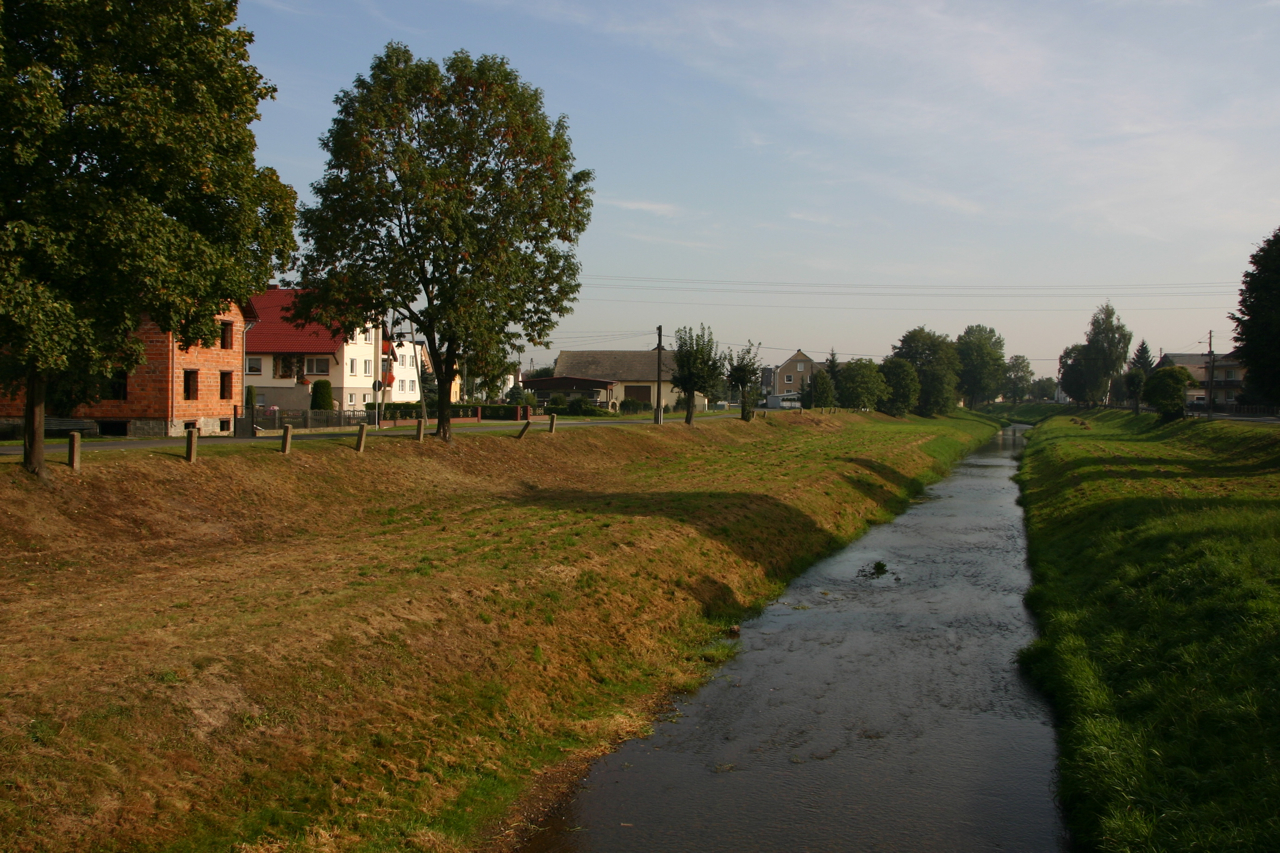
Osobłoga w Kierpniu

Terytorium ziemi prudnickiej w całości znajduje się w dorzeczu Odry. Najdłuższą i najważniejszą rzeką regionu jest Osobłoga, przepływająca przez wschodnią część ziemi prudnickiej i będąca dopływem Odry.

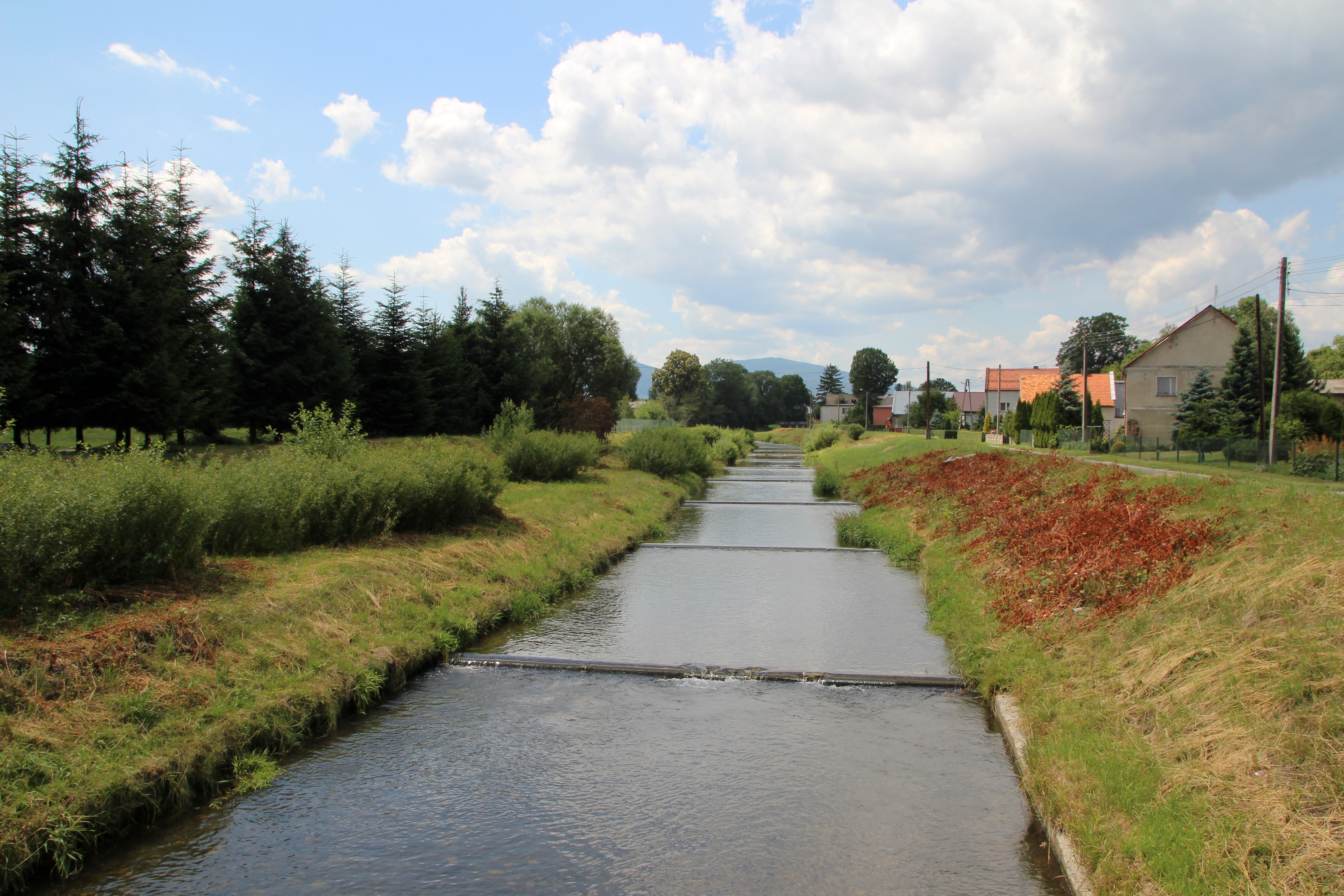
Złoty Potok w Łące Prudnickiej

Dopływami Osobłogi są rzeki Złoty Potok i Prudnik, zasilane wodą z potoków oraz strumieni ze stoków Gór Opawskich. Jedynym potokiem o charakterze górskim jest Bystry Potok, mający swoje źródło na stoku Biskupiej Kopy i wpływający do Złotego Potoku koło Pokrzywnej. Pozostałe cieki łączące się ze Złotym Potokiem koło Moszczanki i cieki na wschód od Dębowca oraz Trzebiny tworzą bagniste rozlewiska. Środkiem ziemi prudnickiej przepływa rzeka Biała.

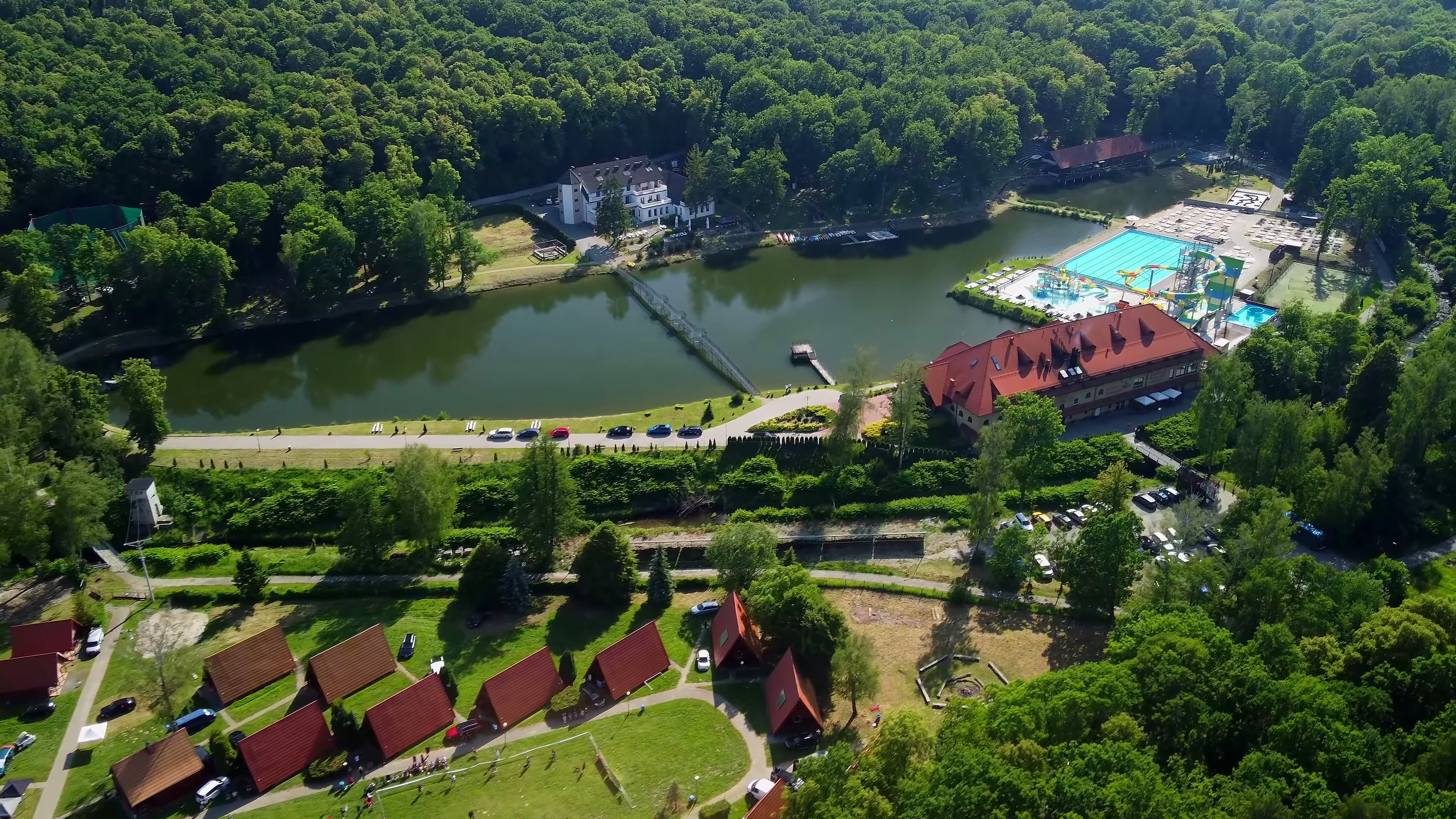
Kąpielisko w Pokrzywnej

Brak jezior i większych zbiorników wodnych. W południowej części Prudnika, przy ul. Poniatowskiego, znajduje się zbiornik wodny, a także pięć stawów zwanych paciorkowymi. W Niemysłowicach znajdują się stawy zwane Stawami Niemysłowickimi. Przy pałacu w Mosznej znajduje się staw Kałużnik. Między Łącznikiem i Dębiną utworzono zbiornik wodny Zielona Zatoka. Staw znajduje się również przy ośrodku wypoczynkowym w Dobrej. Nad Złotym Potokiem w Pokrzywnej utworzono kąpielisko. W fazie planowania jest budowa dwóch sztucznych zbiorników wodnych: „Ścinawa” na rzece Ścinawa Niemodlińska w Ścinawie Małej i Piorunkowicach oraz „Racławice Śląskie” na rzece Osobłoga w Racławicach Śląskich.

### Gleby

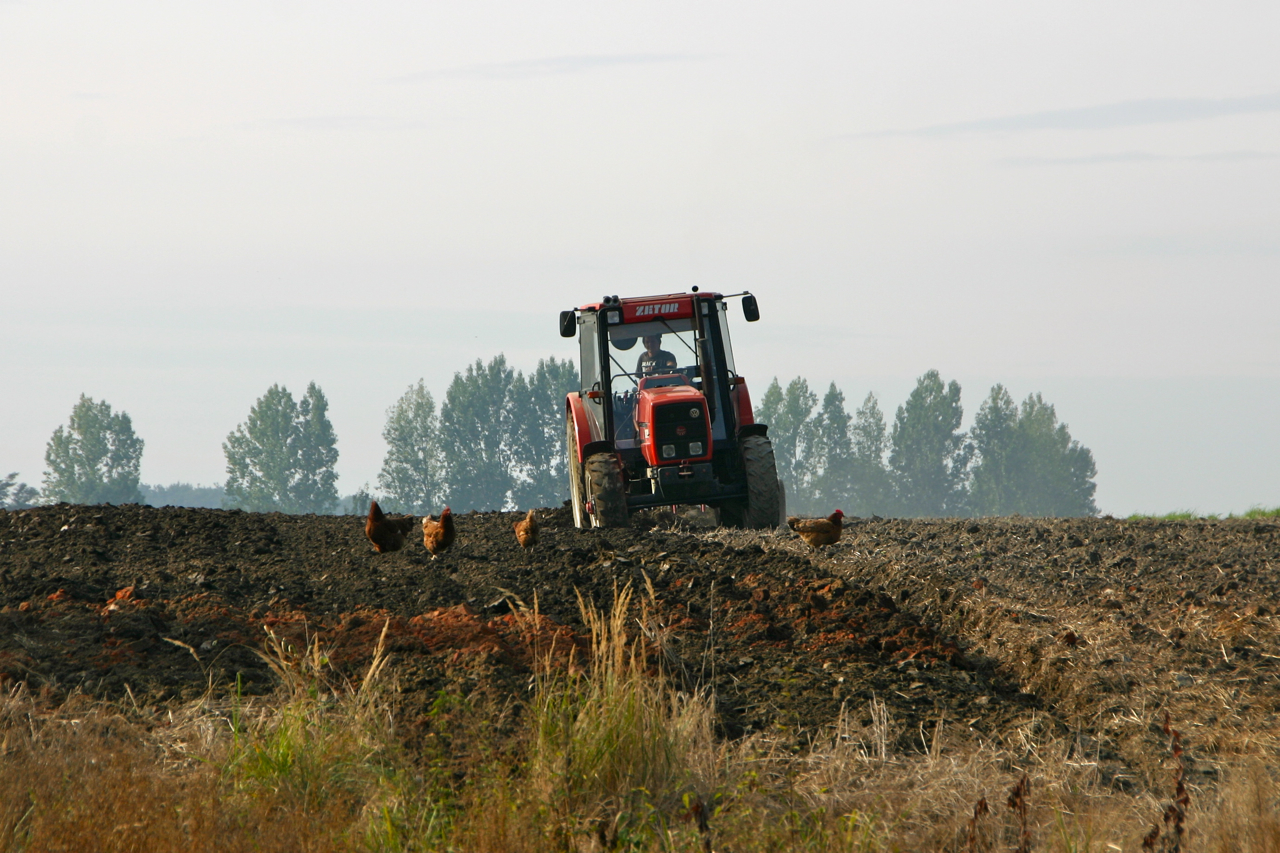
Grunty orne w Rzepczu

Według klasyfikacji J. Kowalińskiego i J. Borkowskiego, na obszarze ziemi prudnickiej występują trzy grupy gleb: podgórskie, dolin rzecznych i regionów nizinno-wyżynowych. Region charakteryzuje się obecnością urodzajnych gleb. Najżyźniejsze gleby znajdują się w okolicach Wierzchu, na południowy zachód od Głogówka oraz w okolicach Białej. Najmniej żyzne gleby znajdują się w okolicy wsi Dobra, Steblów, Wawrzyńcowice, Mokra, Brzeźnica. W okolicy Zabierzowa gleby torfowe.
Gleby podgórskie występują na południowych i południowo-zachodnich krańcach ziemi prudnickiej, szczególnie w okolicach Pokrzywnej. Są to gleby brunatne. W dolinach rzek i potoków wytworzyły się gleby podmokłe oraz bagienne. Występują na krańcach północnych i północno-wschodnich. W dolinie Osobłogi znajdują się mady piaszczyste, zbliżone właściwościami do gleb piaszczystych. Większą część ziemi prudnickiej zajmują gleby terenów nizinno-wyżynnych. Na północ od nich rozciąga się wąski pas piasków.

### Klimat

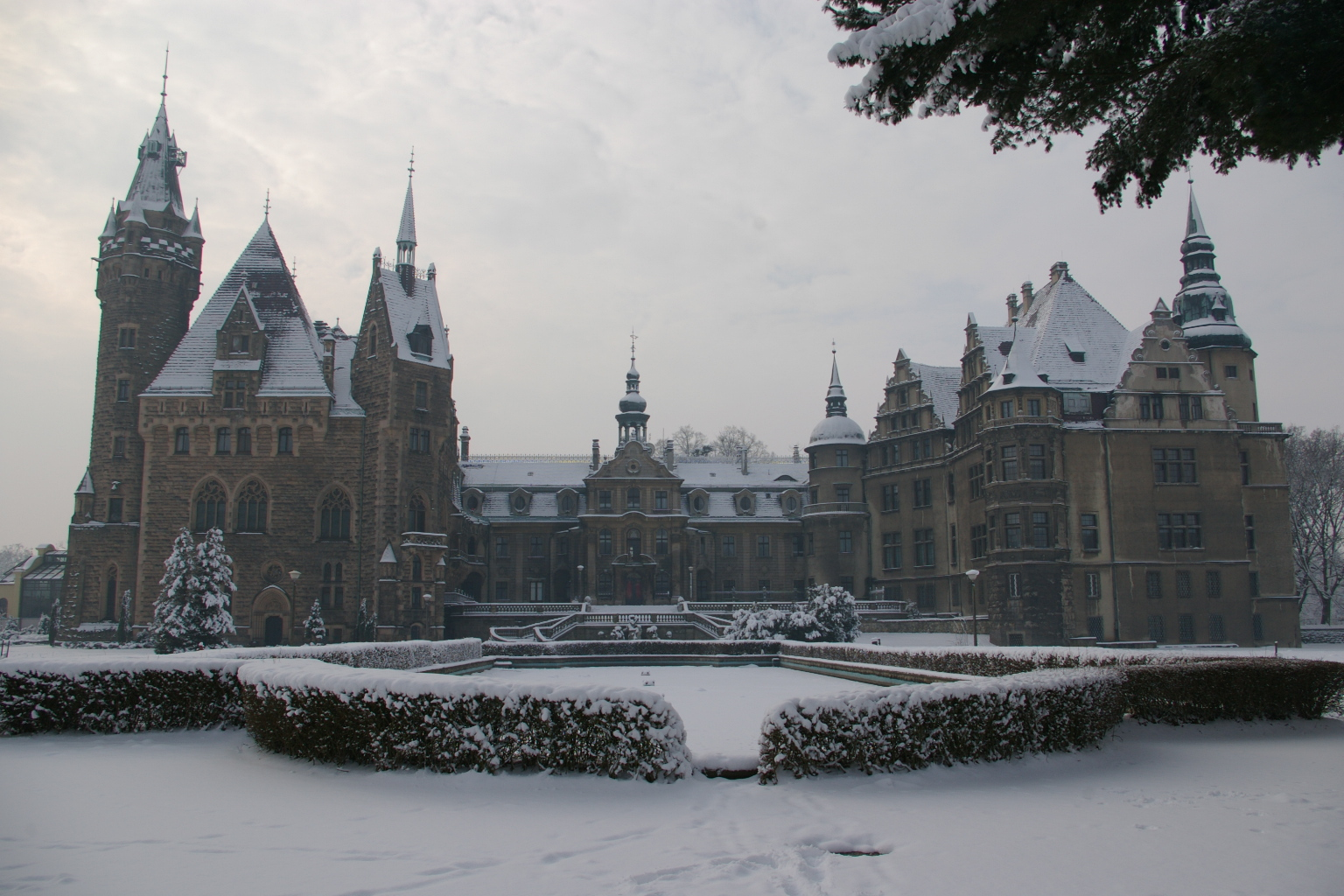
Pałac w Mosznej zimą

Na warunki klimatyczne ziemi prudnickiej znaczący wpływ wywiera bliskość Gór Opawskich. Uwidacznia się to w warunkach termicznych oraz opadach atmosferycznych. Średnia temperatura roczna wynosi 8 °C, z tym, że dla terenów górskich jest niższa. Najcieplejszymi miesiącami są lipiec i sierpień, a najzimniejszymi: luty i styczeń. Średnia temperatura dla okresu wegetacyjnego wynosi 14,2 °C. Warunki klimatyczne regionu wpływają korzystnie na wegetację roślin oraz upraw i sprzyjają działalności ludzkiej.
Roczne sumy opadów atmosferycznych zróżnicowane. Na terenie Gór Opawskich wynoszą 700 mm, w ich sąsiedztwie – 675 mm, w okolicach Prudnika – 650 mm, na obszarach środkowych – 625 mm, w okolicach Białej – 600 mm, a na północnych krańcach – 575 mm. Najwięcej opadów w lipcu, sierpniu i czerwcu, najmniej w styczniu.
Dominują wiatry zachodnie, wiejące przez większą część roku. W lutym przeważają wiatry południowo-wschodnie, a w kwietniu północno-zachodnie. Najsilniejsze wiatry, mające kierunek południowy, osiągają największą siłę w maju. W listopadzie silne wiatry wieją z północnego wschodu. Najmniej wietrznym miesiącem jest sierpień.

## Budowa geologiczna

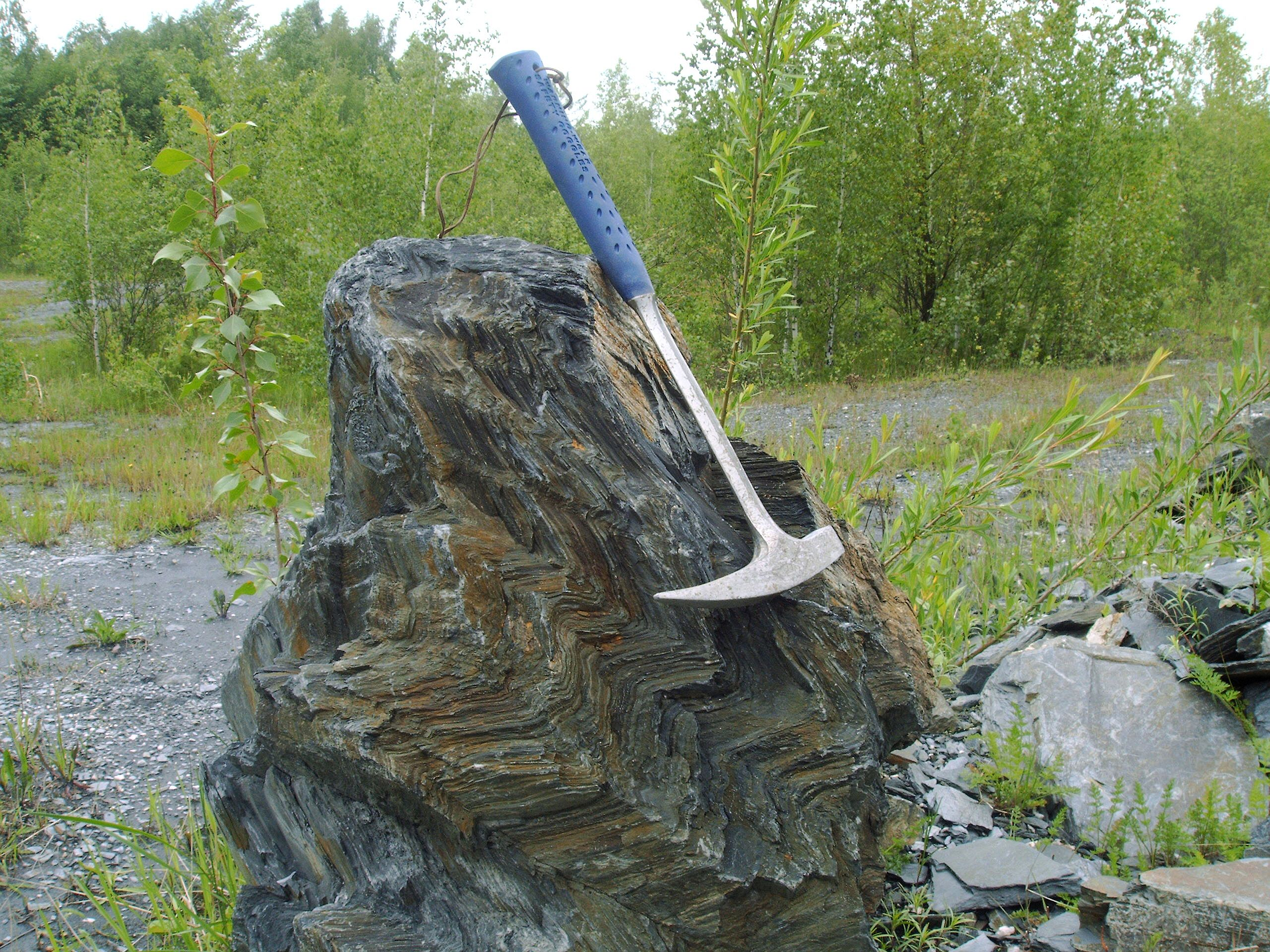
Fyllit w Jarnołtówku

Wpływ na budowę geologiczną ziemi prudnickiej ma pasmo Sudetów Wschodnich. Uwidacznia się on zarówno na obszarach bezpośrednio sąsiadujących z Górami Opawskimi, jak i na dalszych terenach nizinnych. Na ziemi prudnickiej eksploatowane są: gliny czwartorzędowe, piasek, żwir, szarogłazy.

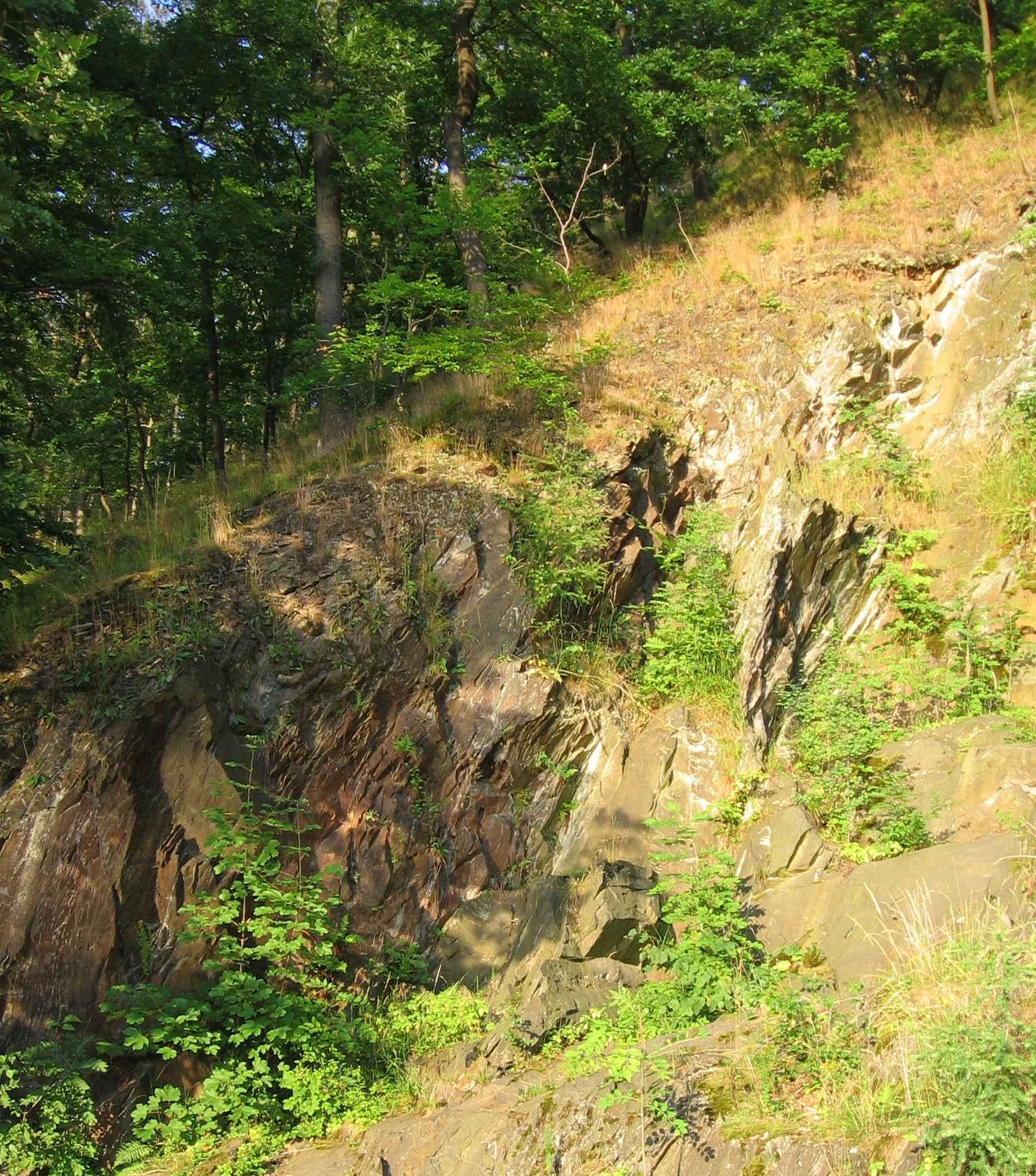
Łupki na Młyńskiej Górze w Moszczance

Na ziemi prudnickiej znajdują się ślady dwóch zlodowaceń. Pierwsze z nich, południowopolskie, dotarło w głąb Gór Opawskich, o czym świadczą materiały skalne przywleczone z lądolodem, znalezione na Biskupiej Kopie. Drugie zlodowacenie, zwane środkowopolskim, pozostawiło po sobie ślady w postaci rumoszu skalnego, głazów narzutowych i innych materiałów skalnych.
Podłoże skalne ziemi prudnickiej jest urozmaicone i zbudowane ze skał różnego wieku. Na południowym krańcu regionu, przy granicy z Czechami, w okolicy Prudnika zalegają szarogłazy i łupki wytworzone w okresie karbońskim. W rejonie zachodnim występują pochodzące z okresu dewońskiego skały w postaci niewielkich skupień zmetamorfizowanych łupków. W kierunku północnym rozciągają się utwory polodowcowe w postaci piaszczystych glin, lessowatych i lessopodobnych z przewagą piasków i żwirów plejstoceńskich. Za nimi rozciąga się obszar pokryty lessem oraz pylastymi glinkami lessopodobnymi. Na północy regionu występują piaski i żwiry pochodzenia polodowcowego, urozmaicone glinami zwałowymi. Koryta rzek zbudowane są przeważnie z mad i piasków rzecznych.

## Środowisko naturalne

### Flora

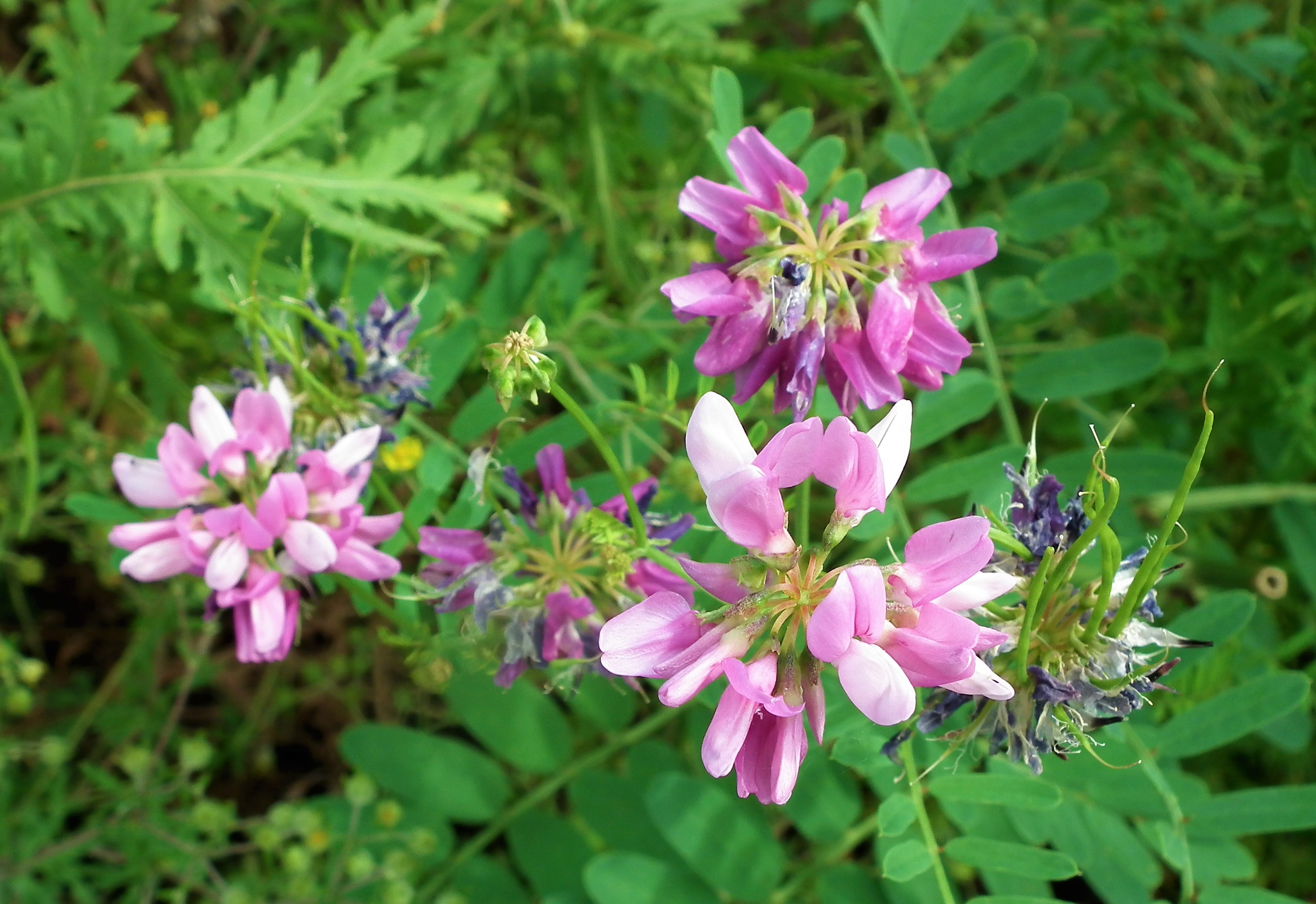
Topornica pstra w rejonie Prudnika

Szata roślinna ziemi prudnickiej składa się szczególnie z gatunków zachodnich, górskich i kserotermicznych.

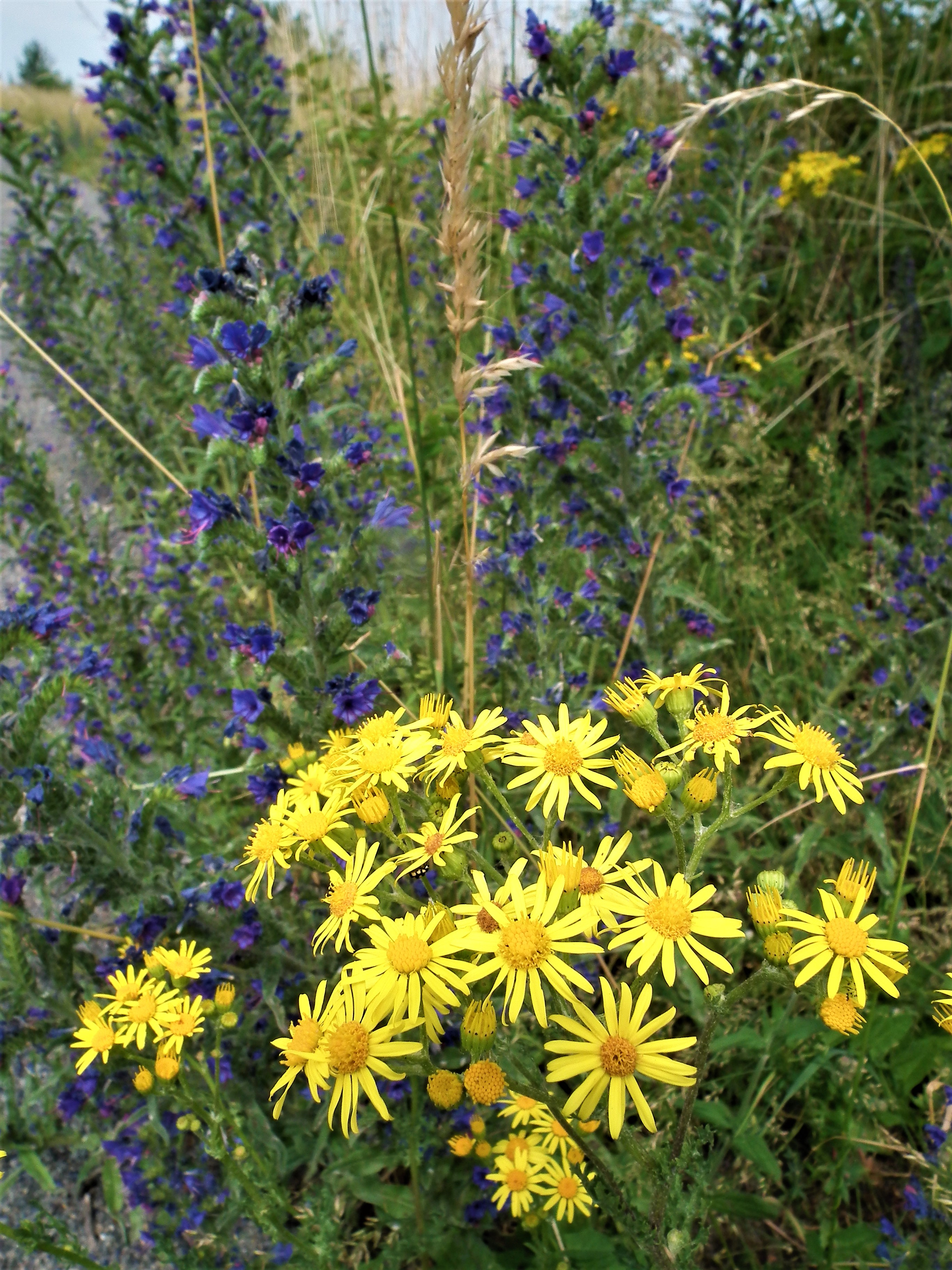
Starzec jakubek i żmijowiec zwyczajny w rejonie Prudnika

Element zachodni reprezentuje 38 gatunków, których większość ma charakter oceaniczny. Przykładami elementu są: prosienicznik gładki w okolicach Wieszczyny i Krzyżkowic oraz ożanka nierównoząbkowa w Białej oraz na Olszaku, niedaleko Prudnika. Element górski skupia 100 gatunków, wśród których najwięcej jest podelementów sudecko-karpackiego (49) i podgórskiego (43), stosunkowo mało karpackiego (8). Przykładowo: cieszynianka wiosenna w Leśniku i Głogówku, starzec górski w Krzyżkowicach i chaber perukowy w Prudniku.

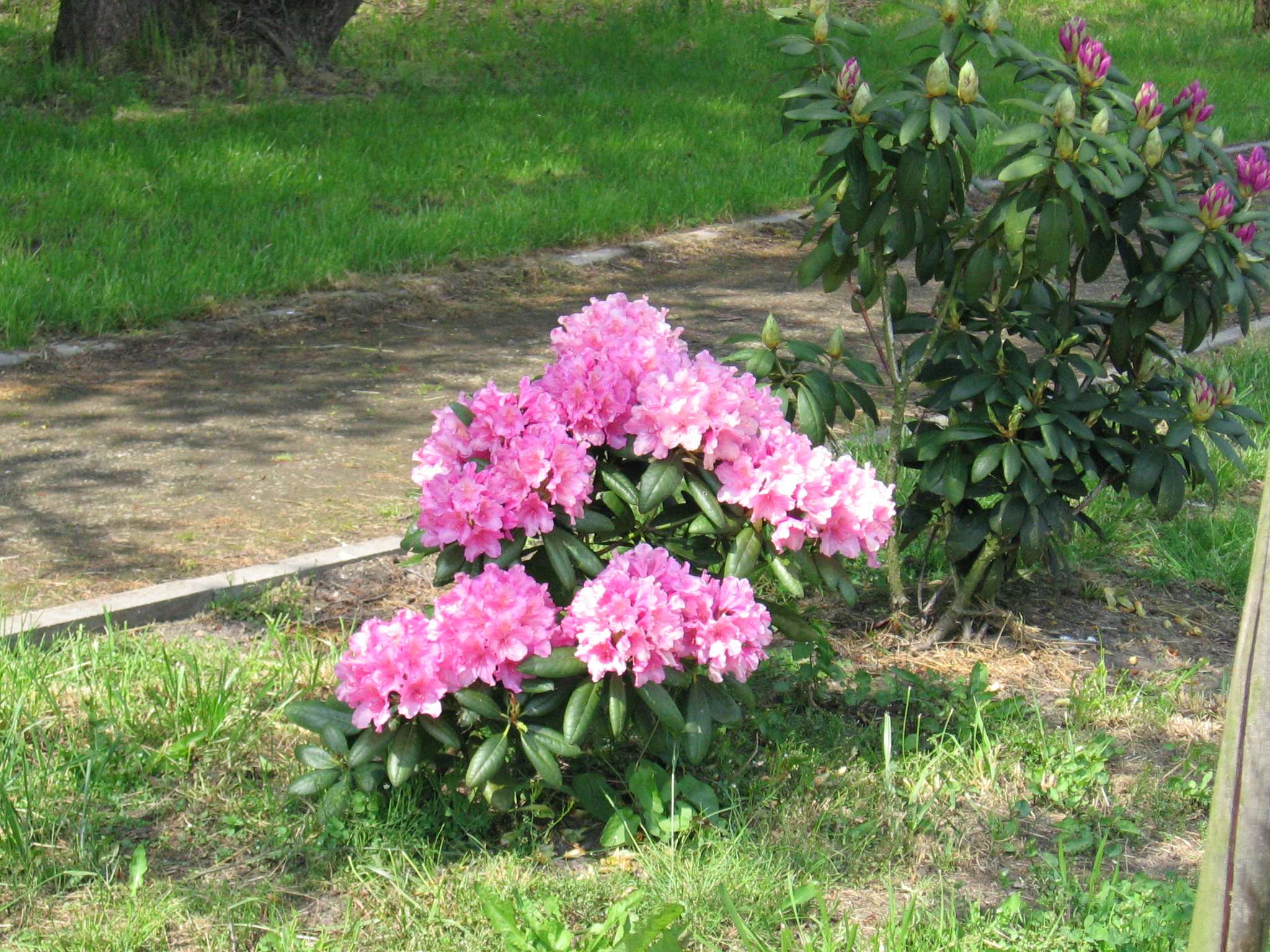
Różanecznik w parku w Mosznej

Gatunki północne nie odgrywają większej roli we florze ziemi prudnickiej ze względu na brak większych obszarów podmokłych. Reprezentantami gatunku są na przykład: wełnianka wąskolistna na Olszaku i koło Moszczanki oraz gruszyczka zielonawa w Pokrzywnej i Dębowcu. W skład elementu kserotermicznego zaliczone są gatunki sarmackie, pontyjsko-pannońskie, śródziemnomorsko-pontyjskie i śródziemnomorskie. Na ziemi prudnickiej występuje 49 gatunków tego elementu, przykładowo: jaskier kaszubski w Białej, Leśniku i Głogówku, gorysz siny koło Krzyżkowic oraz okrzyn łąkowy koło Prudnika, Dębowca i Krzyżkowic.

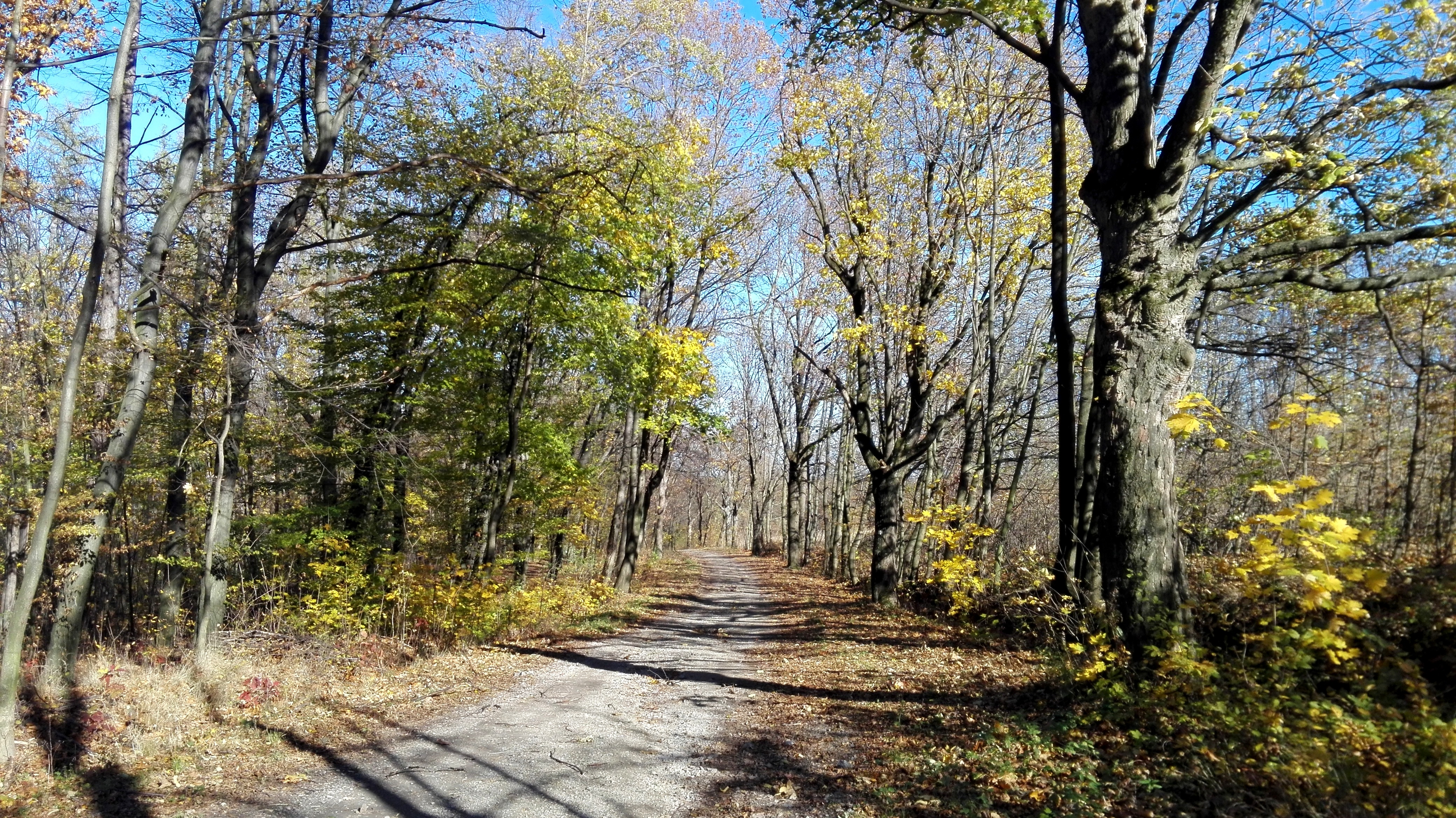
Las Prudnicki

Centralna część ziemi prudnickiej charakteryzuje się małym udziałem zbiorowisk leśnych. Występują one na północ od Chrzelic oraz w okolicach Czartowic i są częścią Borów Niemodlińskich. Lasy te mają charakter borów mieszanych, dominują w nich: sosna zwyczajna, świerk pospolity i dąb bezszypułkowy. Południowo-zachodnia część regionu, którą zajmują Góry Opawskie, cechuje się znacznym udziałem zbiorowisk leśnych. W Górach Opawskich stwierdzono występowanie 711 gatunków roślin. Na ziemi prudnickiej znajdują się leśne rezerwaty przyrody: Jeleni Dwór w pobliżu Chrzelic, Dębniak koło Moszczanki, Olszak w Jarnołtówku i Cicha Dolina w Pokrzywnej.

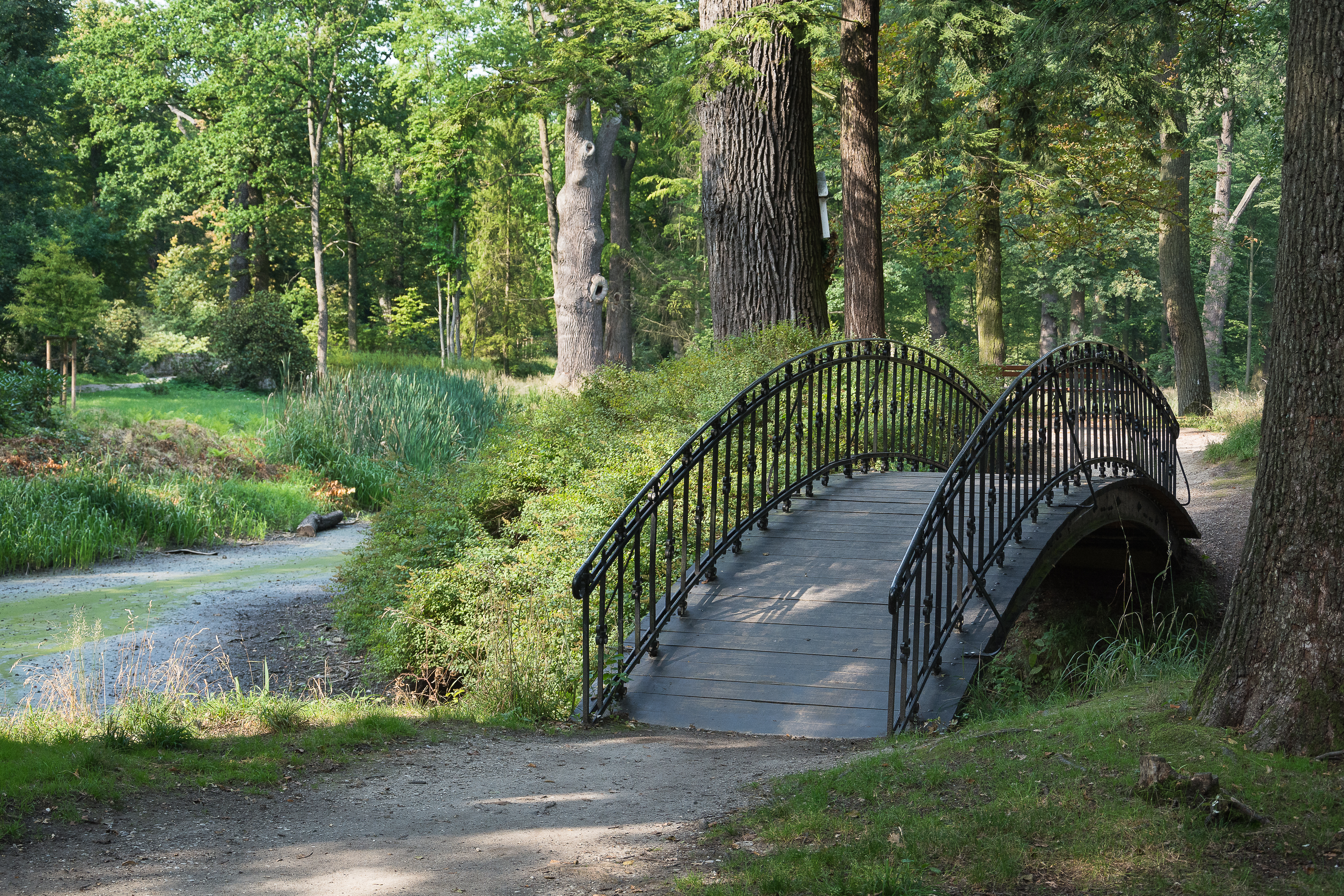
Park przypałacowy w Mosznej

Na terenie ziemi prudnickiej znajduje się 17 parków. 3 miejskie: w Białej, w Głogówku i w Prudniku oraz 14 wiejskich: przy zamku w Chrzelicach, przy pałacu w Dobrej, przy pałacu w Kazimierzu, przy pałacu w Klisinie, w Jarnołtówku, przy zamku w Łące Prudnickiej, w Mieszkowicach, przy pałacu w Mosznej, w Piorunkowicach, przy pałacu w Rozkochowie, w Słokowie, przy kościele w Śmiczu, w Trzebinie i w Wierzbcu. W przeszłości istniał również park wiejski w Jasionie.

### Fauna
Największy udział w faunie ziemi prudnickiej mają gatunki borealne, europejsko-syberyjskie oraz środkowoeuropejskie.

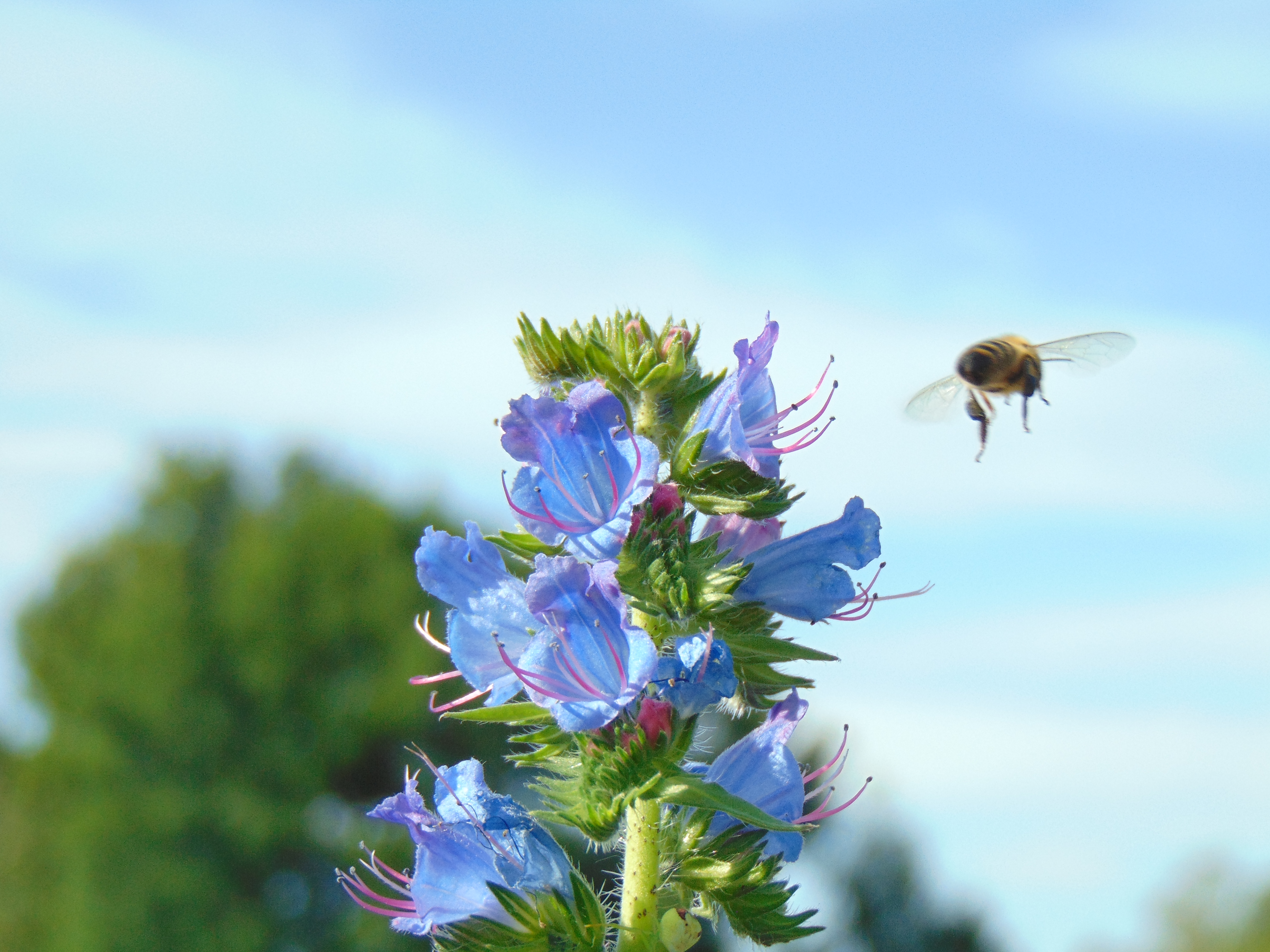
Trzmiel nad żmijowcem zwyczajnym w Moszczance-Kolonii

Wśród bezkręgowców najliczniej reprezentowane są owady. Należą do nich: kozioróg dębosz spotykany w Głogówku, trzmiele obserwowane w całym regionie oraz biegacze i tęczniki w siedliskach leśnych. Licznie reprezentowane są pajęczaki, zwłaszcza w Górach Opawskich. Do pospolitych gatunków należą: tygrzyk paskowany, pająk krzyżak, pająk nakrzewnik, pająk omatnik i poskocz krasny.
Przedstawicielami skorupiaków na ziemi prudnickiej są przede wszystkim wioślarki i widłonogi. Rak rzeczny obserwowany w Osobłodze. Spośród mięczaków licznie występują: pomrów wielki, pomrów czarniawy i ślimak winniczek.
Na ziemi prudnickiej licznie występują płazy. W okolicach Pokrzywnej spotykana jest salamandra plamista – gatunek rzadki w Polsce. Spośród płazów ogoniastych występują tu również: traszka zwyczajna, traszka grzebieniasta i traszka górska. Płazy bezogonowe reprezentują: grzebiuszka ziemna, ropucha szara, ropucha zielona, rzekotka drzewna, żaba wodna, żaba jeziorkowa, żaba moczarowa, żaba trawna oraz żaba śmieszka, której stanowiska w wyrobiskach poeksploatacyjnych w Prudniku należą do nielicznych w Polsce.
Do gadów, które najczęściej pojawiają się na ziemi prudnickiej, zaliczają się: padalec zwyczajny, jaszczurka zwinka, jaszczurka żyworodna, zaskroniec zwyczajny. Rzadka jest żmija zygzakowata, żyjąca w okolicach Pokrzywnej, oraz gniewosz plamisty w Dębowcu i Moszczance.

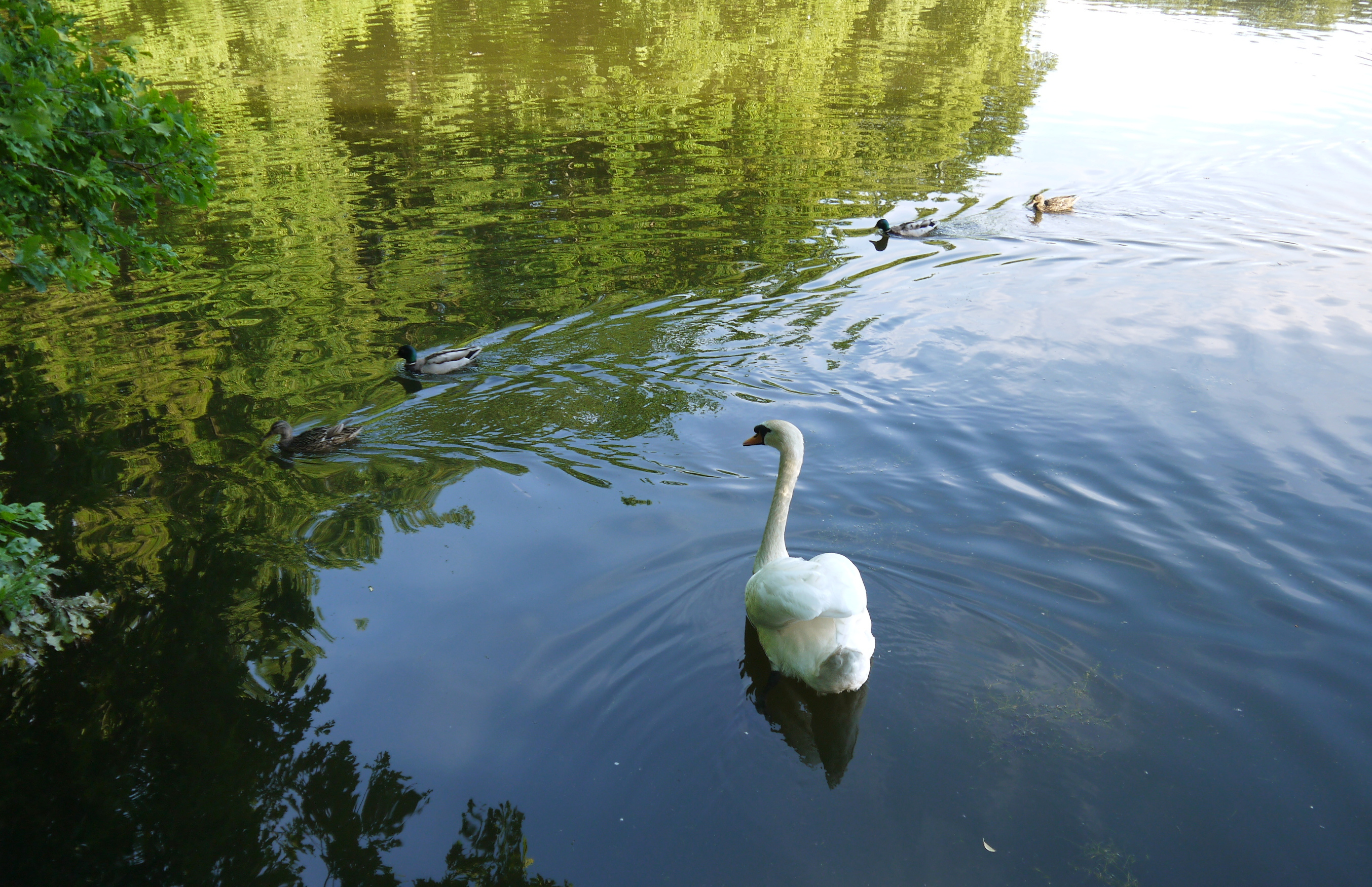
Łabędź i kaczki w stawie w Mosznej

Do często występujących na ziemi prudnickiej ptaków należą między innymi: bocian biały, myszołów zwyczajny, kuropatwa polna, czajka zwyczajna, sierpówka, kukułka, sowa pójdźka, krętogłów, wilga, szpak, kos, drozd śpiewak i sikora bogatka. Gatunkami rzadkimi, które posiadają stanowiska jedynie w Górach Opawskich, są: dzięcioł zielonosiwy, pluszcz i orzechówka.
Spośród ssaków na ziemi prudnickiej występują między innymi: kret, jeż zachodni, ryjówka aksamitna, karlik malutki, gacek wielkouch, zając szarak, wiewiórka, mysz zaroślowa, mysz leśna, lis, kuna domowa i sarna.

## Mieszkańcy

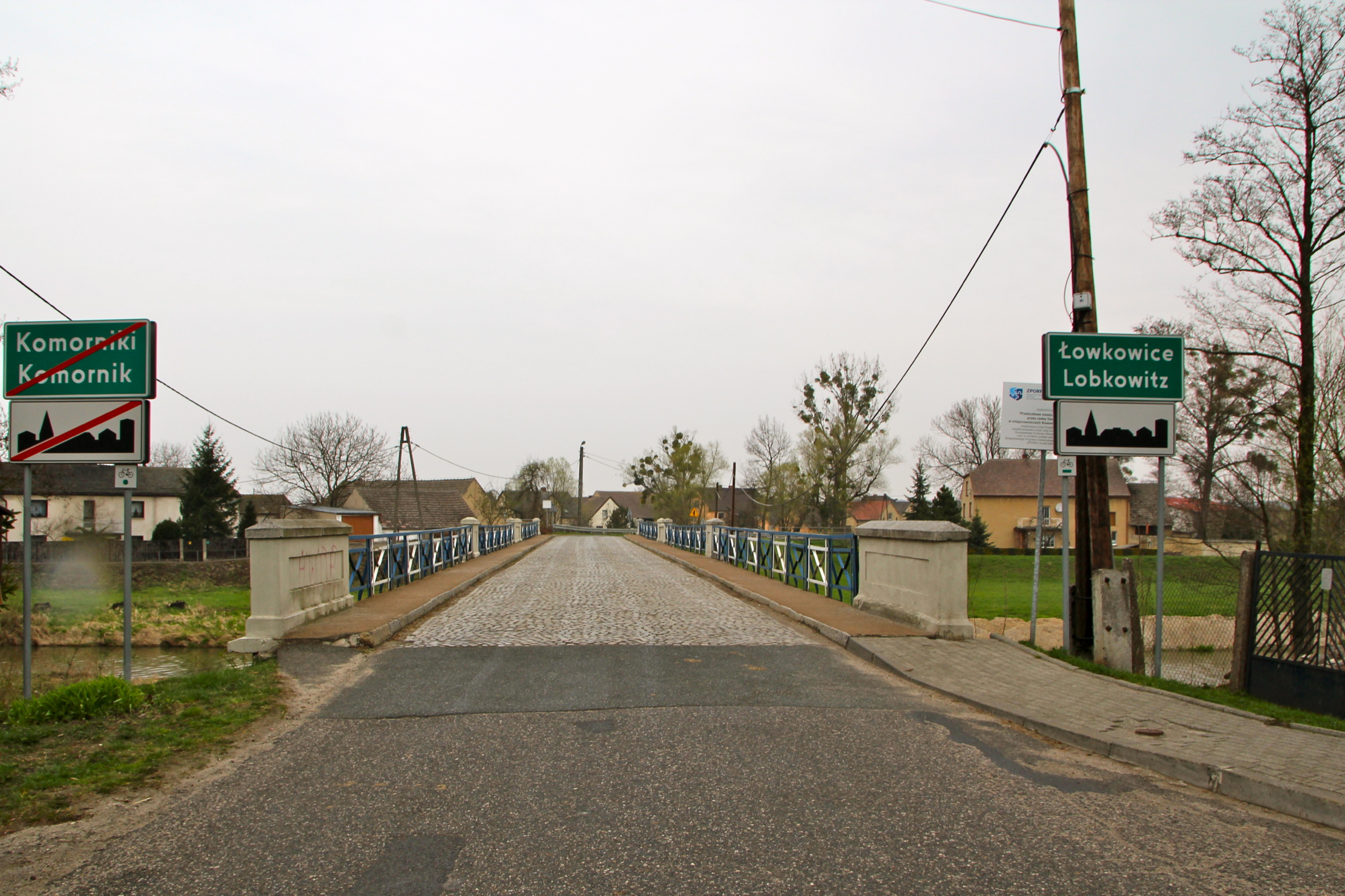
Tablice z dwujęzycznymi nazwami wsi Komorniki i Łowkowice

Suma liczby mieszkańców wszystkich miejscowości ziemi prudnickiej według spisu powszechnego z 2021 wynosiła 71 430 (ludność samego powiatu prudnickiego wynosiła 54 105).

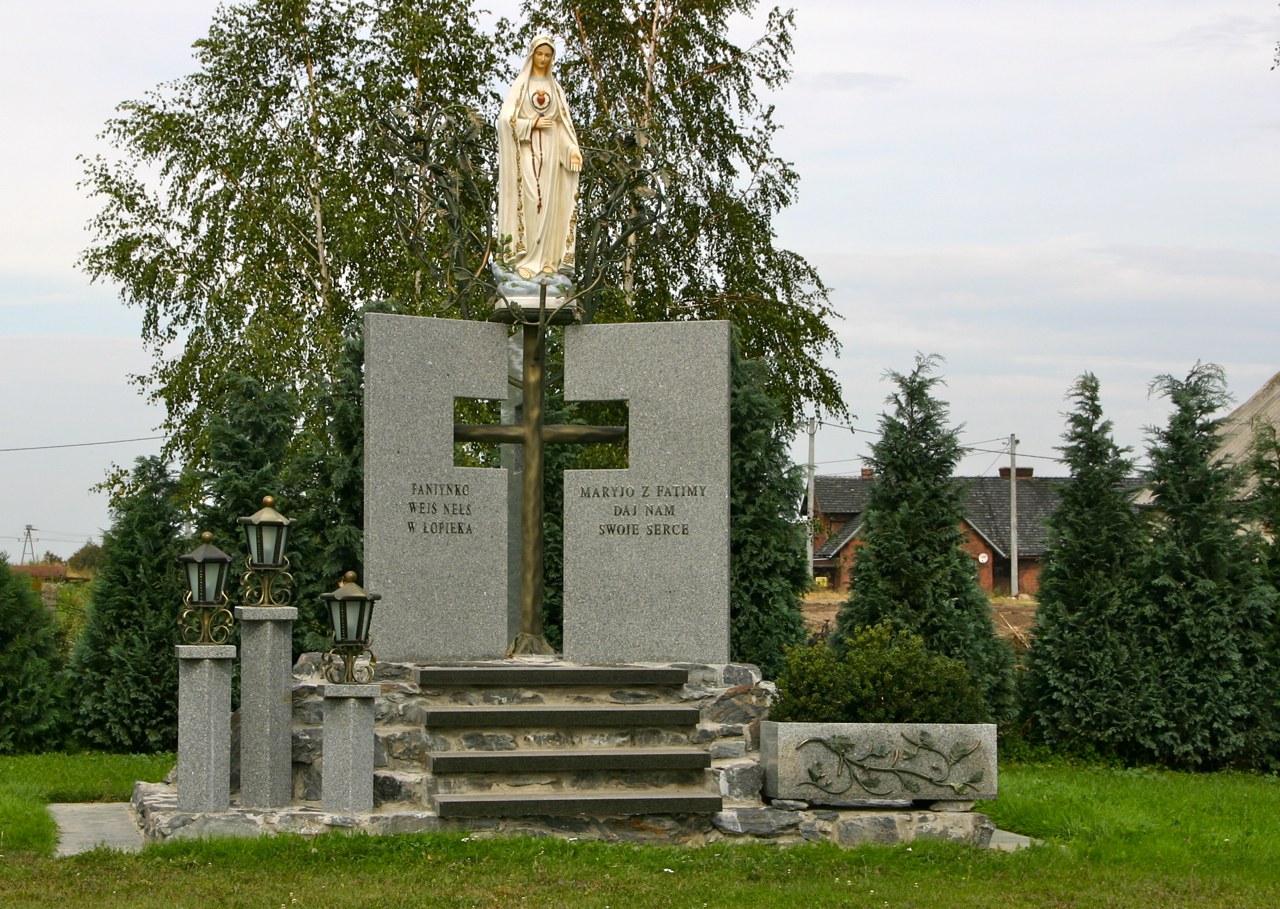
Pomnik w Krobuszu ze śląską inskrypcją Paniynko wejś nełs w łopieka

Wschodnia część ziemi prudnickiej zamieszkana jest w większości przez ludność autochtoniczną: Niemców oraz Ślązaków. Jej mieszkańcy posługują się gwarą prudnicką, będącą odmianą dialektu śląskiego. W Narodowym Spisie Powszechnym Ludności i Mieszkań 2021 w gminach Biała, Głogówek, Strzeleczki i Walce łącznie 24,2% mieszkańców zadeklarowało przynależność do narodowości niemieckiej, a 16,1% do narodowości śląskiej. W gminach Prudnik i Lubrza przeważa ludność napływowa (wyjątkiem w gminie Lubrza jest zamieszkany przez Ślązaków Nowy Browiniec). Dla wszystkich miast oraz większości wsi i przysiółków w gminach Biała, Głogówek, Strzeleczki i Walce wprowadzone zostały niemieckie nazwy. Przy drogach dojazdowych do tychże miejscowości zamontowano tablice z nazwami w języku polskim i niemieckim.

## Gospodarka

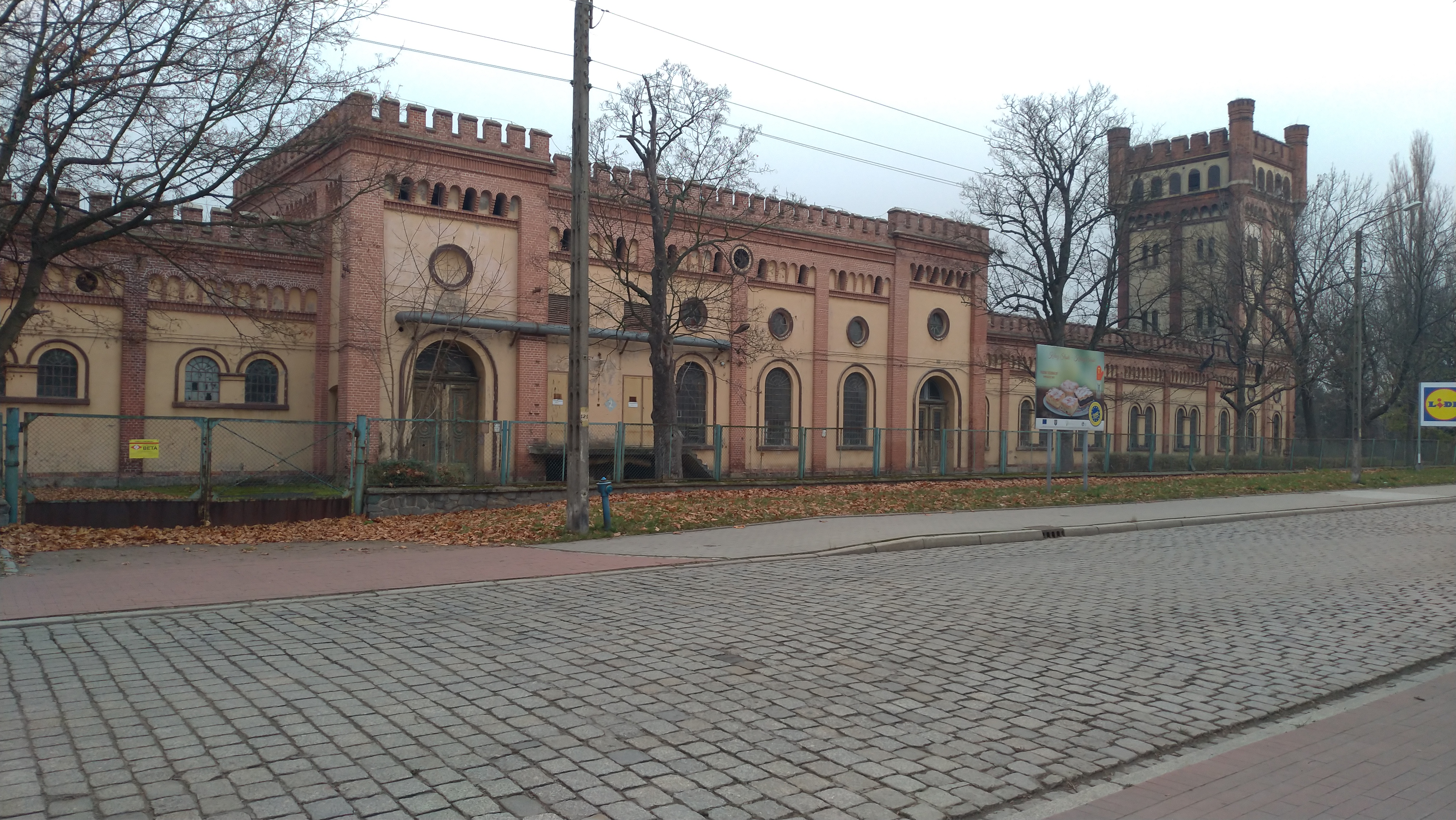
Zakłady Przemysłu Bawełnianego „Frotex” w Prudniku

Historycznie ziemia prudnicka była ośrodkiem przemysłu włókienniczego. Największym pracodawcą w regionie była fabryka włókiennicza założona w XIX wieku przez Samuela Fränkla, znana po 1945 jako Zakłady Przemysłu Bawełnianego „Frotex”. W latach swojej świetności pracowało w niej 4 tysiące osób. Był to jeden z największych producentów wyrobów włókienniczych na świecie. „Frotex” zakończył działalność w 2011. W Białej swoją siedzibę miały Prudnickie Zakłady Przemysłu Dziewiarskiego i Pończoszniczego w Białej Prudnickiej, działające w latach 1951–2001. Podlegały pod nie: Zakład Przemysłu Pończoszniczego w Łączniku oraz Państwowy Zakład Przemysłu Dziewiarskiego w Strzeleczkach. Ponadto, w Głogówku funkcjonowały Zakłady Roszarnicze.

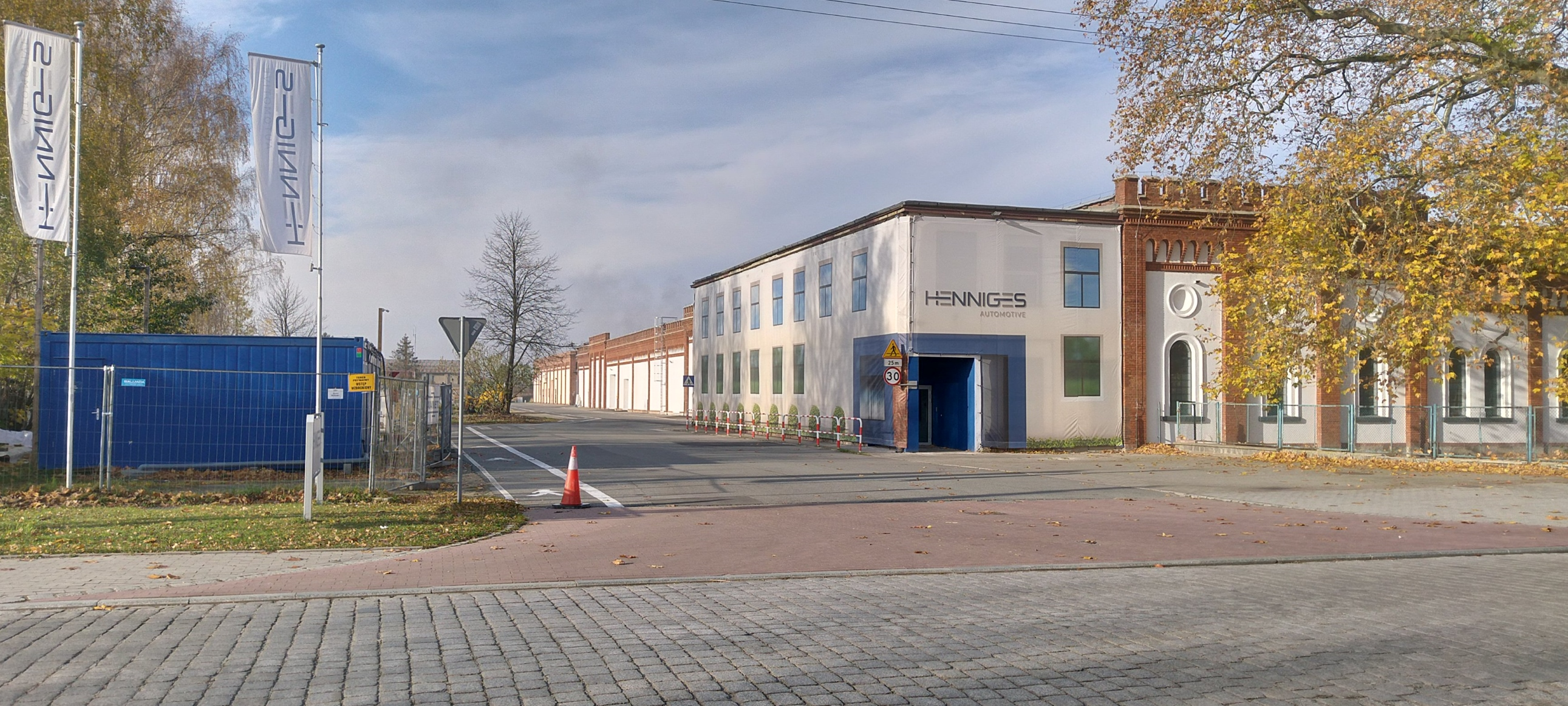
Henniges Automotive

Współcześnie w Prudniku rozwijają się sektory: motoryzacyjny, drzewny/meblowy, metalowy, oświetleniowy, obróbki szkła, budownictwa oraz rolnictwo. Według stanu na 2023, w Prudniku znajdowało się 13 podmiotów, które zostały sklasyfikowane jako duże przedsiębiorstwa: Henniges Automotive (branża automotive), Steinpol Central Services (produkcja mebli), Spółdzielnia „Pionier”, Moretto Group, Woisch, Torkonstal (sektor metalowy), Furnika (sektor oświetleniowy), Diversa (obróbka szkła), Wa-Bet, Stryi, TaBet (budownictwo), Bardusch (usługi dla przemysłu) i Stadnina Koni Prudnik (rolnictwo).

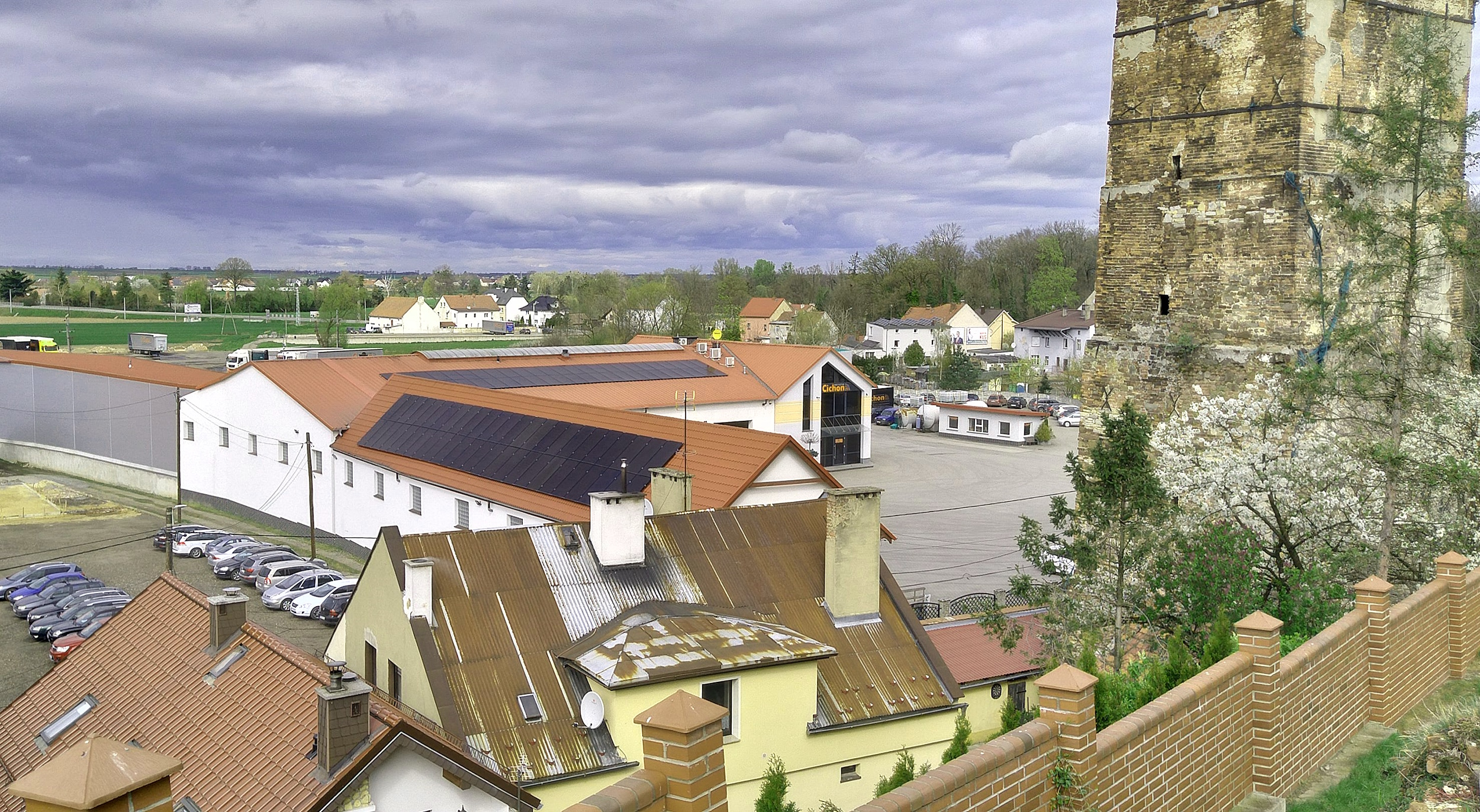
Firma transportowa Cichon

Na ziemi prudnickiej rozwinął się biznes związany z prowadzeniem firm transportowych. W Głogówku swoje siedziby mają firmy transportowe: Morawiec, Kurspiot i Cichon. W 2024 Morawiec zatrudniał około 650 pracowników, co czyniło go największym pracodawcą w regionie. W mieście działa także zakład Filplast, który zajmuje się produkcją stolarki okiennej i drzwiowej.

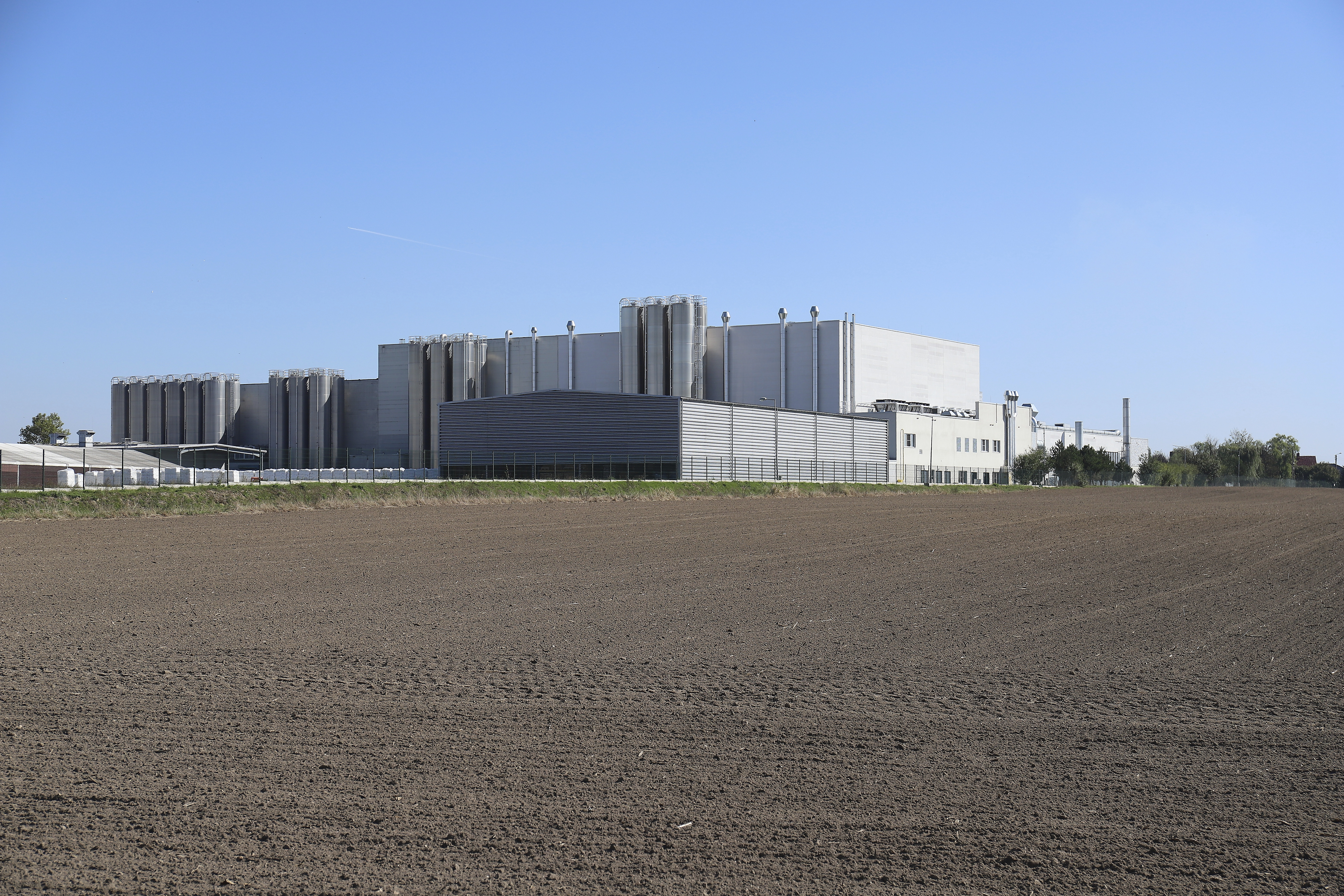
Zakład Bischof+Klein w Walcach

W Białej znajduje się zakład Ustronianki, zajmujący się produkcją wód mineralnych i napojów chłodzących. W czołówce podmiotów gospodarczych i pracodawców w okolicy Strzeleczek są: Zamek Moszna, Centrum Terapii Nerwic w Mosznej, Stadnina Koni Moszna i Venus-Bruk H.R.P. Jaskółka w Łowkowicach. W Walcach powstał zakład produkcji opakowań z folii Bischof+Klein.

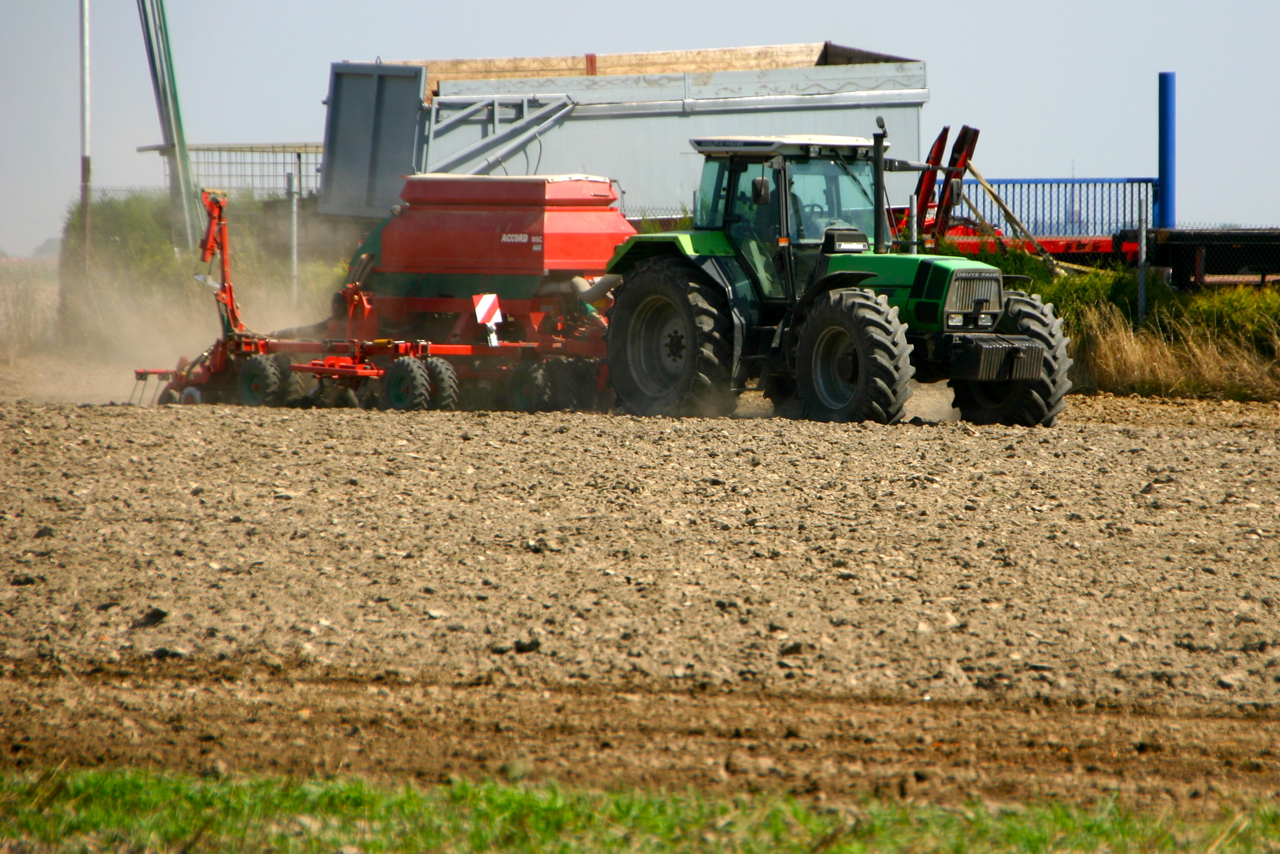
Praca na polu w Rozkochowie

Produkcja rolna odgrywa szczególną rolę w gospodarce ziemi prudnickiej. Podmiotami zajmującymi się rolnictwem są Stadnina Koni Prudnik i Ośrodek Hodowli Zarodowej Głogówek. SK Prudnik zajmuje się hodowlą koni sportowych, bydła mlecznego oraz produkcją roślinną. Hodowlą koni zajmuje się ponadto Stadnina Koni Moszna. OHZ Głogówek hoduje bydło mleczne, trzodę chlewną i prowadzi produkcję roślinną. Oddziały SK Prudnik znajdują się w Prudniku, Wierzbcu i Chocimiu. OHZ Głogówek posiada gospodarstwa w Biedrzychowicach, Rzepczu, Wróblinie i Zawadzie (Buławie). Pod OHZ Głogówek podlegały również gospodarstwa w Rozkochowie i Kórnicy. SK Moszna ma filię w Agnieszczynie.

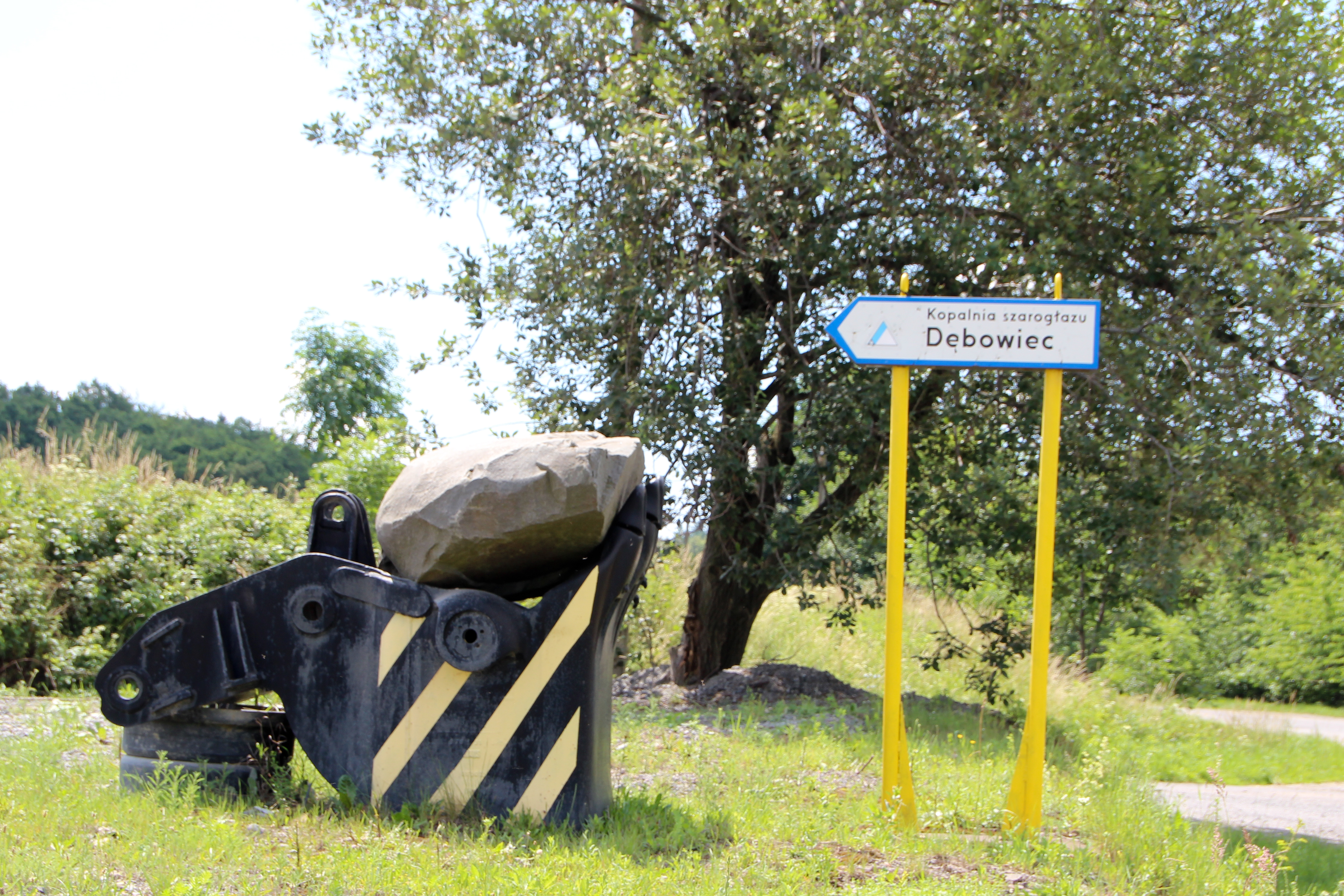
Kopalnia szarogłazu w Dębowcu

Region nie jest bogaty w zasoby naturalne. Na ziemi prudnickiej eksploatowane są: gliny czwartorzędowe, piasek, żwir, szarogłazy. Eksploatacją kamieni budowlanych zajmują się: kopalnia łupków „Dewon” w Jarnołtówku i kopalnia szarogłazu w Dębowcu. Żwirownie powstały w Trzebinie, Skrzypcu i Racławicach Śląskich.
Na ziemi prudnickiej działały cegielnie, które wchodziły w skład Prudnickich Zakładów Terenowego Przemysłu Materiałów Budowlanych w Prudniku. Zakład przyjął później nazwę Przedsiębiorstwo Ceramiki Budowlanej w Prudniku. Cegielnie znajdowały się w Prudniku, Białej, Głogówku, Niemysłowicach, Nowej Wsi Prudnickiej i Strzeleczkach.
Strefy inwestycyjne wyznaczono w Prudniku i Walcach.

## Transport

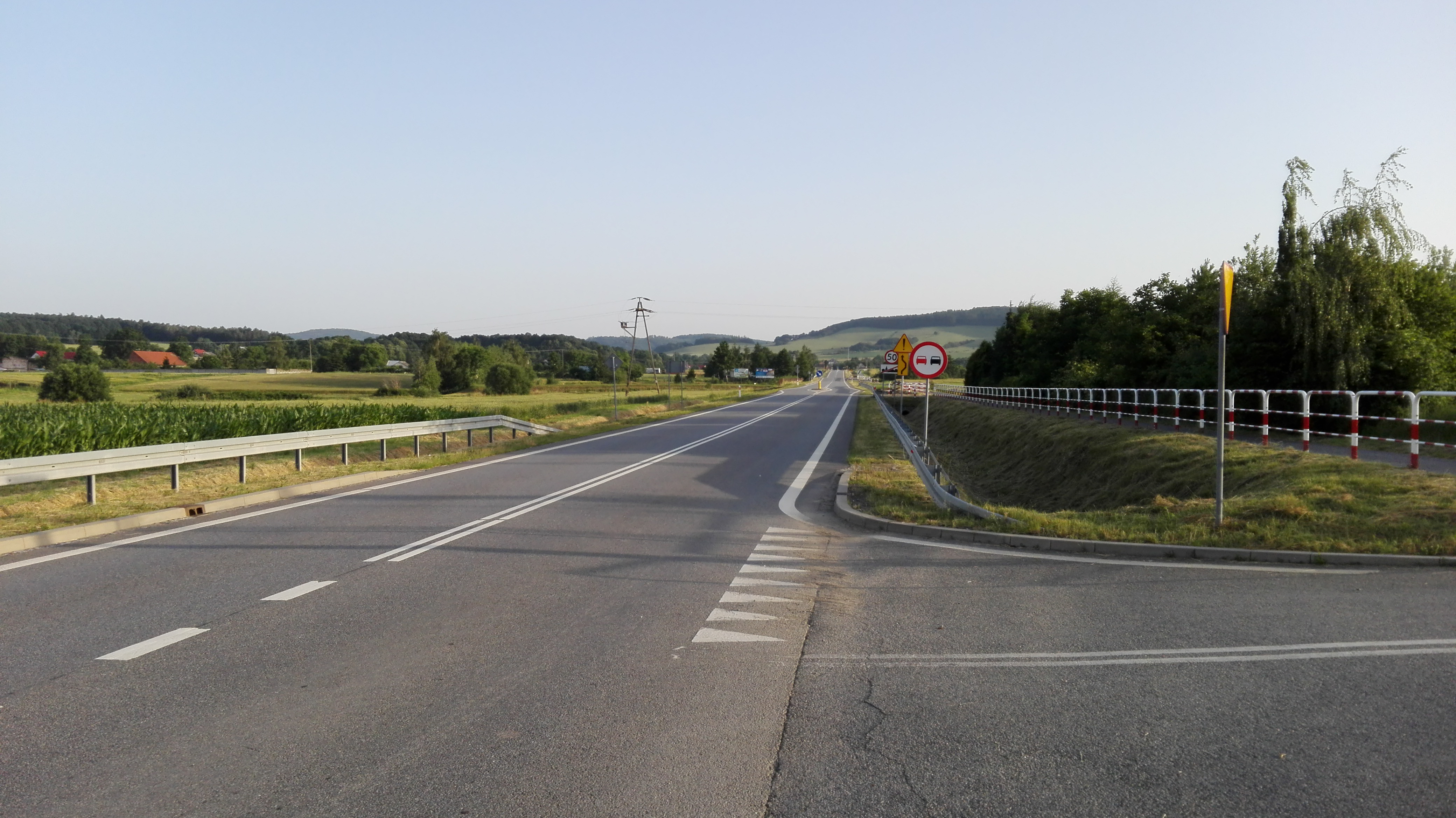
DK41 w Trzebinie

Przez teren ziemi prudnickiej przebiegają drogowe trakty komunikacyjne, ważne dla południowej części województwa opolskiego – 2 drogi krajowe i 5 dróg wojewódzkich. Wśród szlaków kolejowych największe znaczenie ma trakt Katowice – Legnica.

### Transport drogowy
Drogi krajowe
- 40 (granica państwa z Czechami – Głuchołazy – Prudnik – Kędzierzyn-Koźle – Ujazd – Pyskowice)
- 41 (Nysa – Prudnik – Trzebina – granica państwa z Czechami)

Drogi wojewódzkie
- {{407

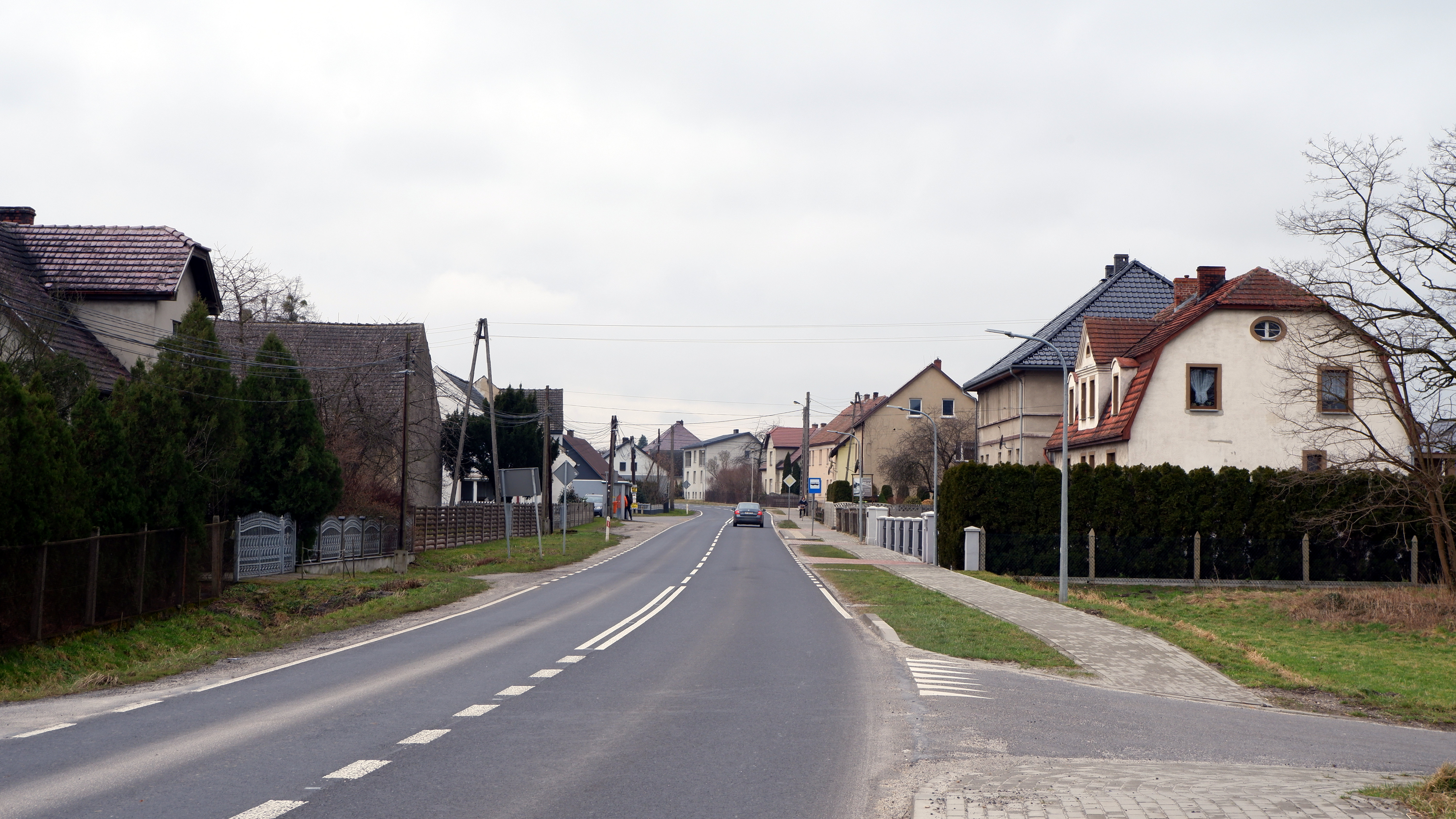
DW409 w Zielinie

}} Nysa – Łącznik (przez Pogórze)
- {{409

}} Dębina – Strzelce Opolskie (przez Moszną, Zielinę, Kujawy, Strzeleczki, Dobrą, Steblów)
- {{414

}} Opole – Prudnik (przez Smolarnię, Chrzelice, Łącznik, Dębinę, Krobusz, Białą, Lubrzę)
- {{416

}} Krapkowice – Racibórz (przez Pietną, Ściborowice, Kórnicę, Nowy Dwór Prudnicki, Rzepcze, Głogówek, Tomice, Szonów, Klisino)
- {{417

}} Laskowice – Racibórz (przez Racławice Śląskie, Klisino, Szonów)

### Transport kolejowy

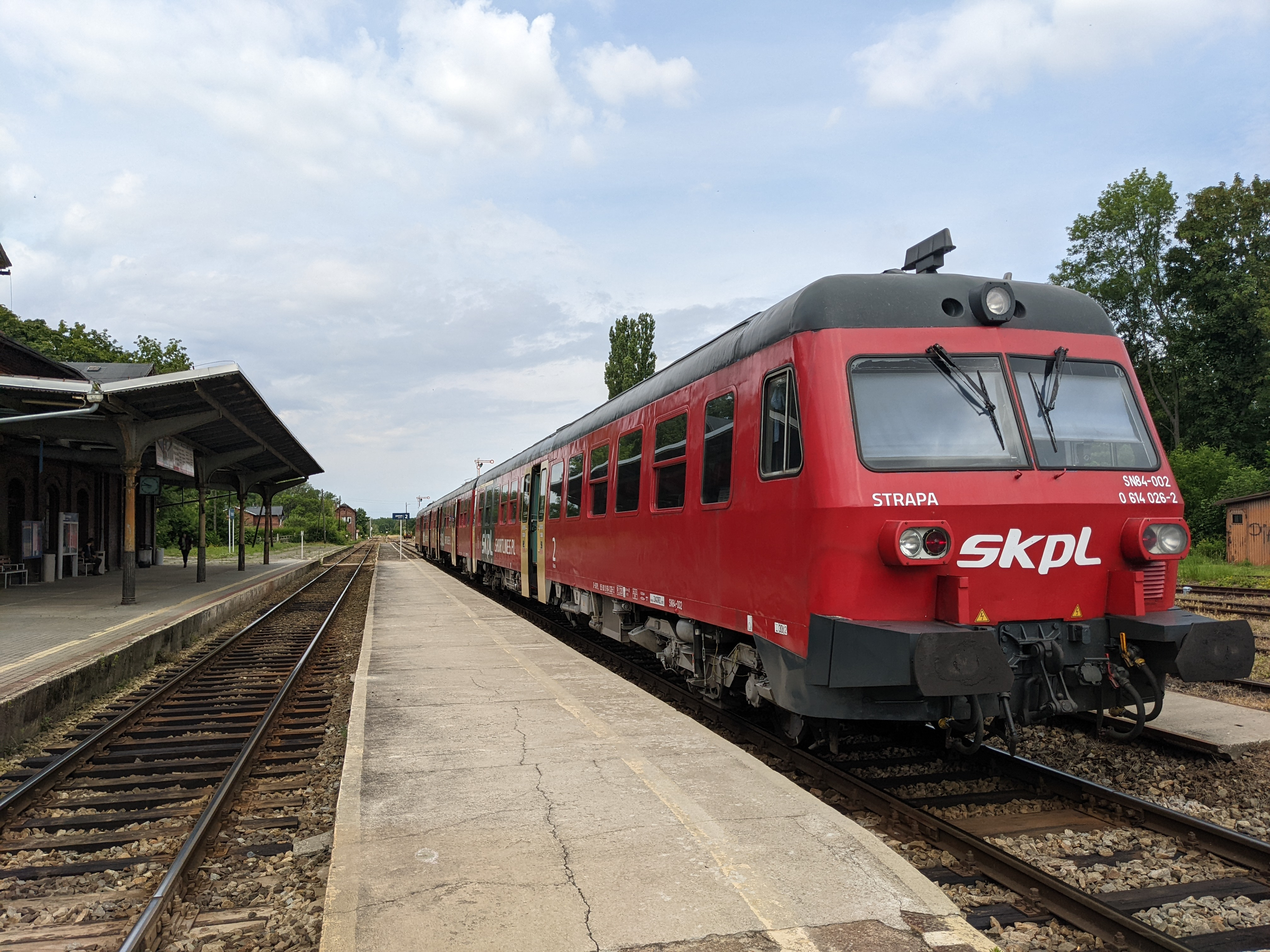
Pociąg PKP Intercity na stacji Prudnik

Czynne stacje i przystanki kolejowe na ziemi prudnickiej znajdują się w Prudniku, Głogówku, Racławicach Śląskich, Szybowicach, Twardawie, Dytmarowie.
Linia kolejowa nr 137 relacji Katowice – Legnica, zwana magistralą podsudecką, została przeprowadzona przez ziemię prudnicką w 1876. Połączyła ona uprzemysłowione miasta Przedgórza Sudeckiego z kopalniami Górnego Śląska. Została zaliczona do linii pierwszorzędnych o najważniejszym znaczeniu państwowym.

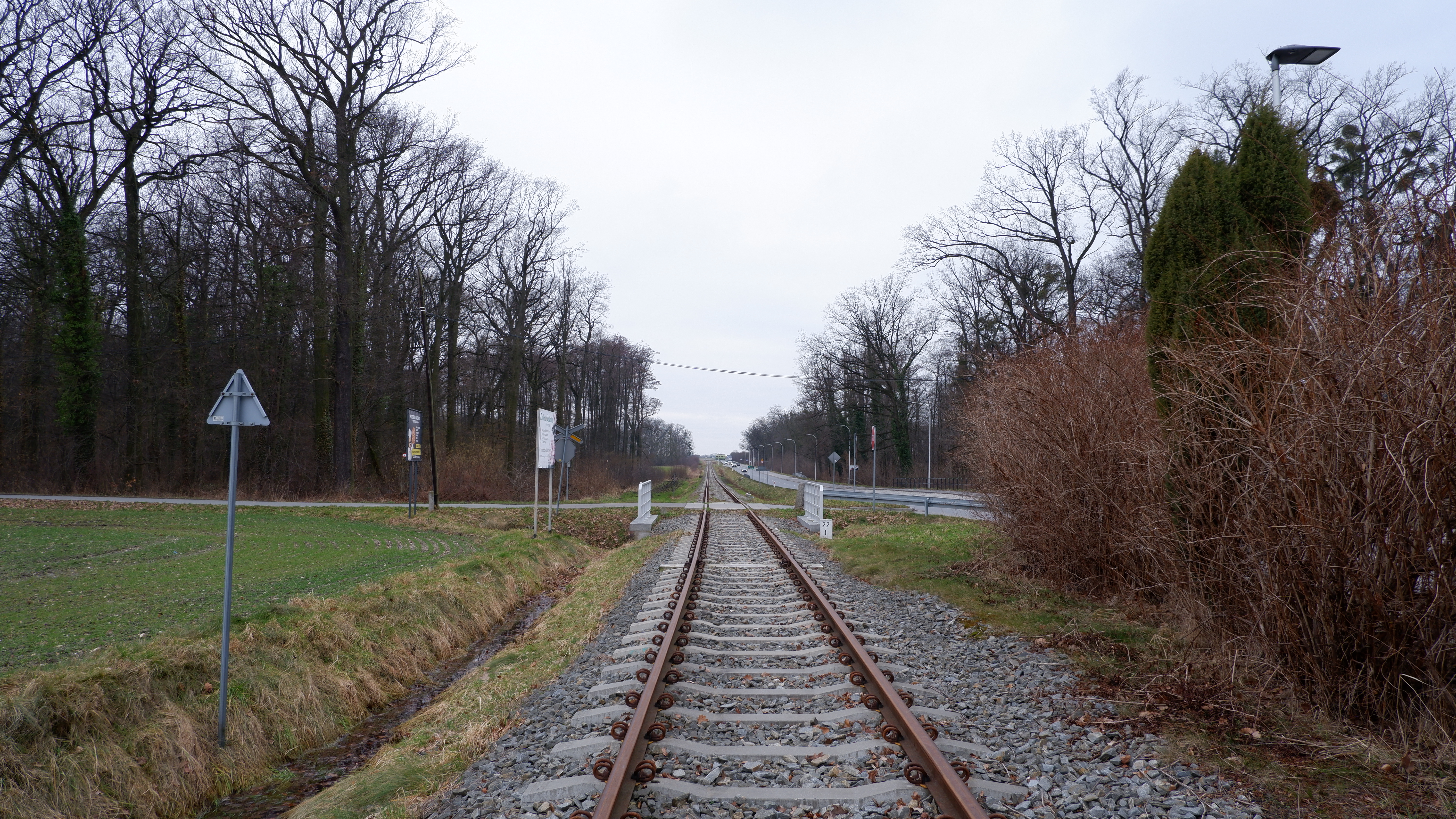
Linia kolejowa nr 306 w Mosznej

Lokalni przedsiębiorcy i właściciele majątków ziemskich zawiązali w 1895 spółkę Kolej Prudnicko-Gogolińska z siedzibą w Prudniku, której celem stała się budowa linii lokalnej z Prudnika do Gogolina. Linia kolejowa nr 306 relacji Prudnik – Goglin została oddana do użytku w 1896. Wzdłuż niej znalazły się stacje i przystanki: Lubrza, Józefówek, Biała Prudnicka, Krobusz, Łącznik, Moszna, Strzeleczki, Łowkowice, Steblów. Powódź w 1997 zniszczyła most na Odrze w Krapkowicach, uniemożliwiając dojazd do Gogolina. W 2005 ruch na linii 306 został zawieszony. Zmodernizowana do celów towarowych linia relacji Prudnik – Krapkowice została oddana do użytku w 2016. Na bocznicy między składem militarnym w lesie koło Strzeleczek a Prudnikiem odbywa się wojskowy ruch transportowy.
- 137 (Katowice – Gliwice – Kędzierzyn-Koźle – Głogówek – Prudnik – Nysa – Świdnica Miasto – Strzegom – Legnica)
- 294 (Głubczyce – Racławice Śląskie)
- 306 (Prudnik – Biała Prudnicka – Strzeleczki – Krapkowice)
- 333 (Głuchołazy – Pokrzywna)

### Transport autobusowy

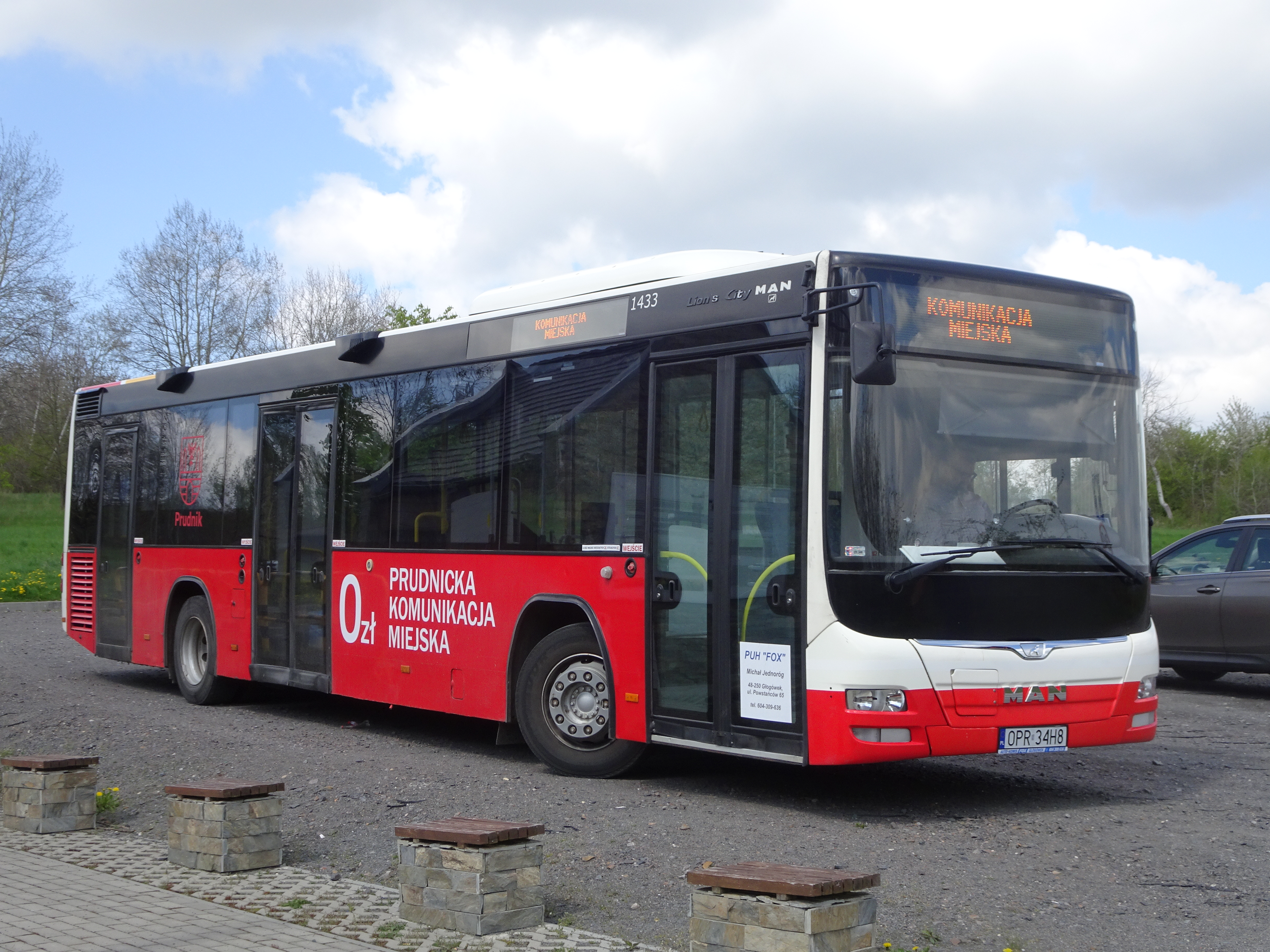
Autobus komunikacji miejskiej w Prudniku

Miejscowości ziemi prudnickiej posiadają wspólną sieć publicznego transportu autobusowego. Za organizację przewozów odpowiada Powiatowo-Gminny Związek Transportu „Pogranicze”.
W latach 1953–1960 w Prudniku funkcjonowała stacja terenowa PKS-u okręgu katowickiego. W 1960 utworzono placówkę terenową PKS-u Nysa. Następnie, od 1980 do 1990 działał oddział PKS w ramach dyrekcji w Opolu. W 1990 zlikwidowano dyrekcję okręgową i utworzono PPKS Prudnik. W 2004 prudnicki PKS został sprywatyzowany z udziałem Connex Polska. W 2008, w wyniku połączenia spółek PKS Connex Prudnik i PKS Connex Kędzierzyn-Koźle, utworzona została spółka Veolia Transport Opolszczyzna, w 2013 przejęta przez Arriva Bus Transport Polska. W 2019 Arriva wycofała się z Prudnika. Wówczas organizacją przewozów pasażerskich na ziemi prudnickiej zajęły się ościenne PKS-y. W grudniu 2021 powołano Powiatowo-Gminny Związek Transportu „Pogranicze”, mający na celu poprawę jakości transportu.

### Transport rowerowy

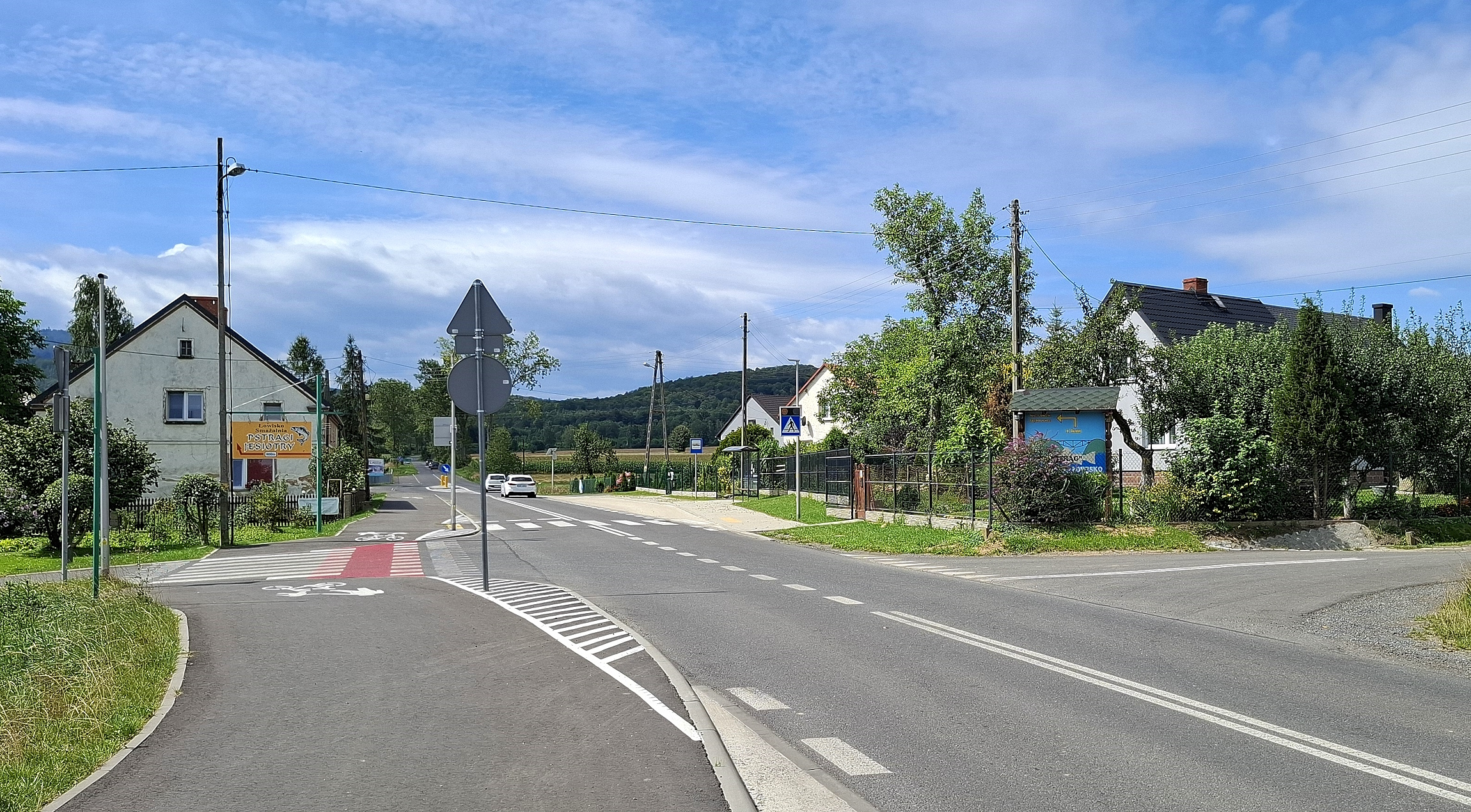
Ścieżka rowerowa wzdłuż drogi powiatowej w Moszczance

Na ziemi prudnickiej rozwija się sieć dróg dla rowerów i pieszych.

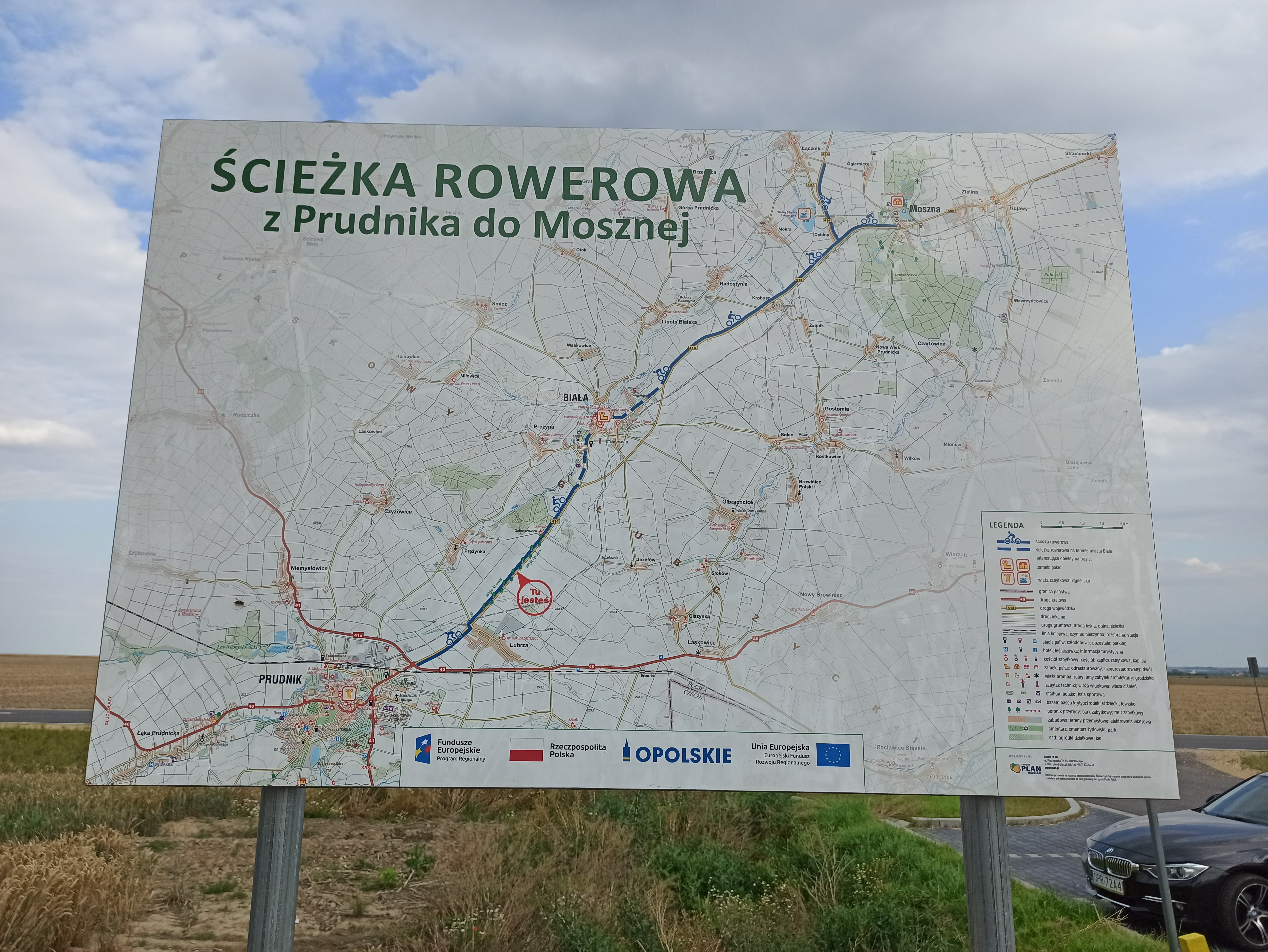
Mapa ścieżki rowerowej z Prudnika do Mosznej

W 2020 ukończono budowę ścieżki rowerowej łączącej Prudnik z Moszną przez Lubrzę, Dobroszewice, Białą, Krobusz i Dębinę. W 2021 została przedłużona do Zieliny. Prowadzi wzdłuż dróg wojewódzkich nr 414 i 409. Planowane jest przedłużenie ścieżki do Strzeleczek, Dobrej i Steblowa.
W latach 2023–2024 powstała ścieżka rowerowa od Łąki Prudnickiej przez Moszczankę do Pokrzywnej. Jej uzupełnieniem ma być planowany odcinek łączący Prudnik z Łąką Prudnicką.
Powstały także ścieżki rowerowe łączące Głogowiec z Głogówkiem, Tomice z Szonowem i Nowy Dwór Prudnicki z Kórnicą.

## Turystyka

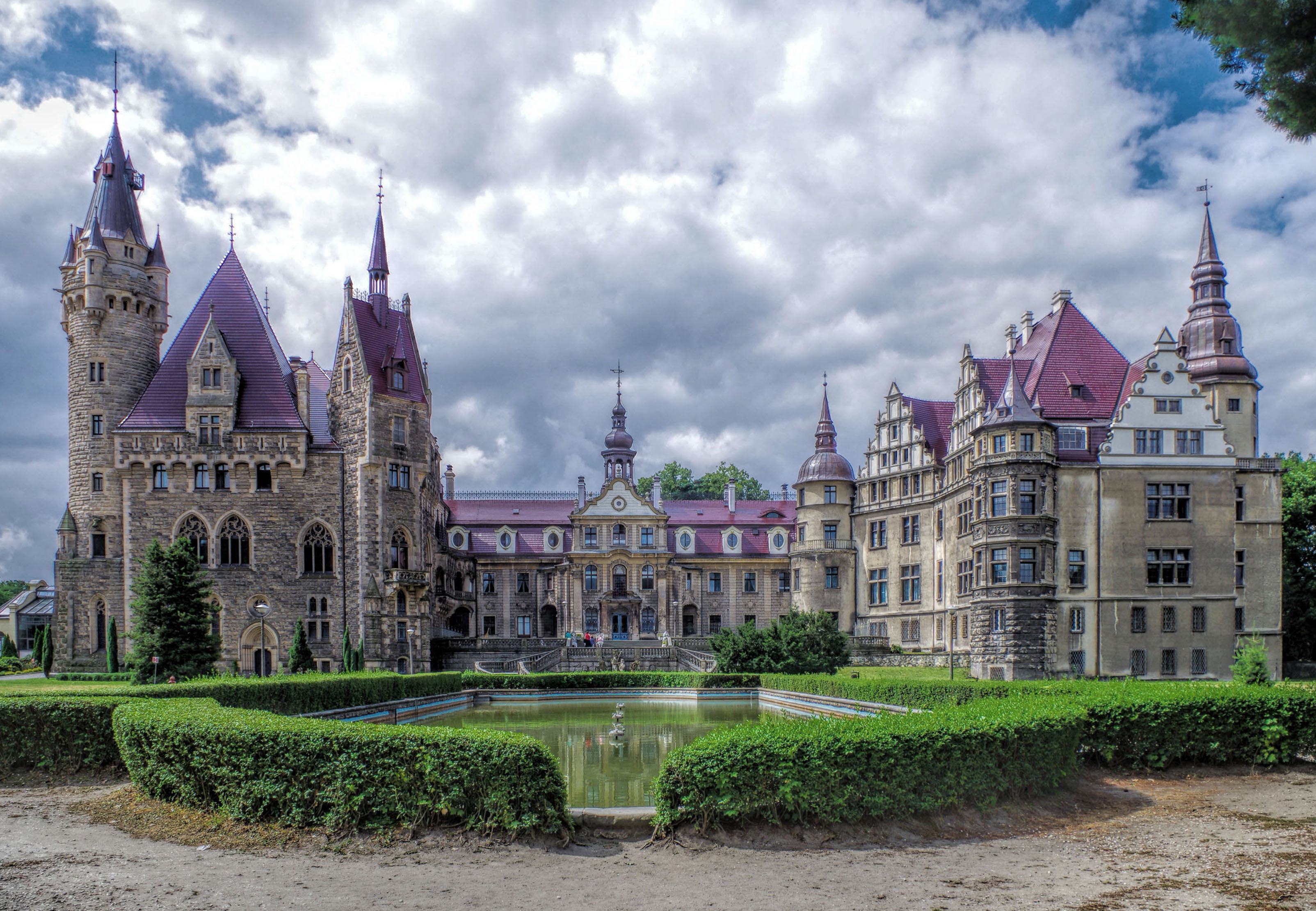
Pałac w Mosznej

Miasto Prudnik, a także leżące na ziemi prudnickiej wsie Moszna, Pokrzywna i Jarnołtówek uznawane są za jedne z miejscowości o największych walorach turystycznych w województwie opolskim. Duże walory turystyczne posiadają również miasta Biała i Głogówek.
W okolicy Prudnika znajdują się znane ośrodki wypoczynkowe położone w Górach Opawskich – miejscowości Pokrzywna, Moszczanka, Jarnołtówek, Dębowiec, Wieszczyna. W Prudniku zaczyna się, ciągnący się przez całe Sudety (do Świeradowa-Zdroju) Główny Szlak Sudecki im. Mieczysława Orłowicza – jedna z dwóch najważniejszych oznakowanych tras pieszych w polskich górach. W czasach niemieckich, Prudnik oraz pobliskie letniska: Dębowiec, Wieszczyna, Pokrzywna stanowiły górski ośrodek Górnego Śląska.

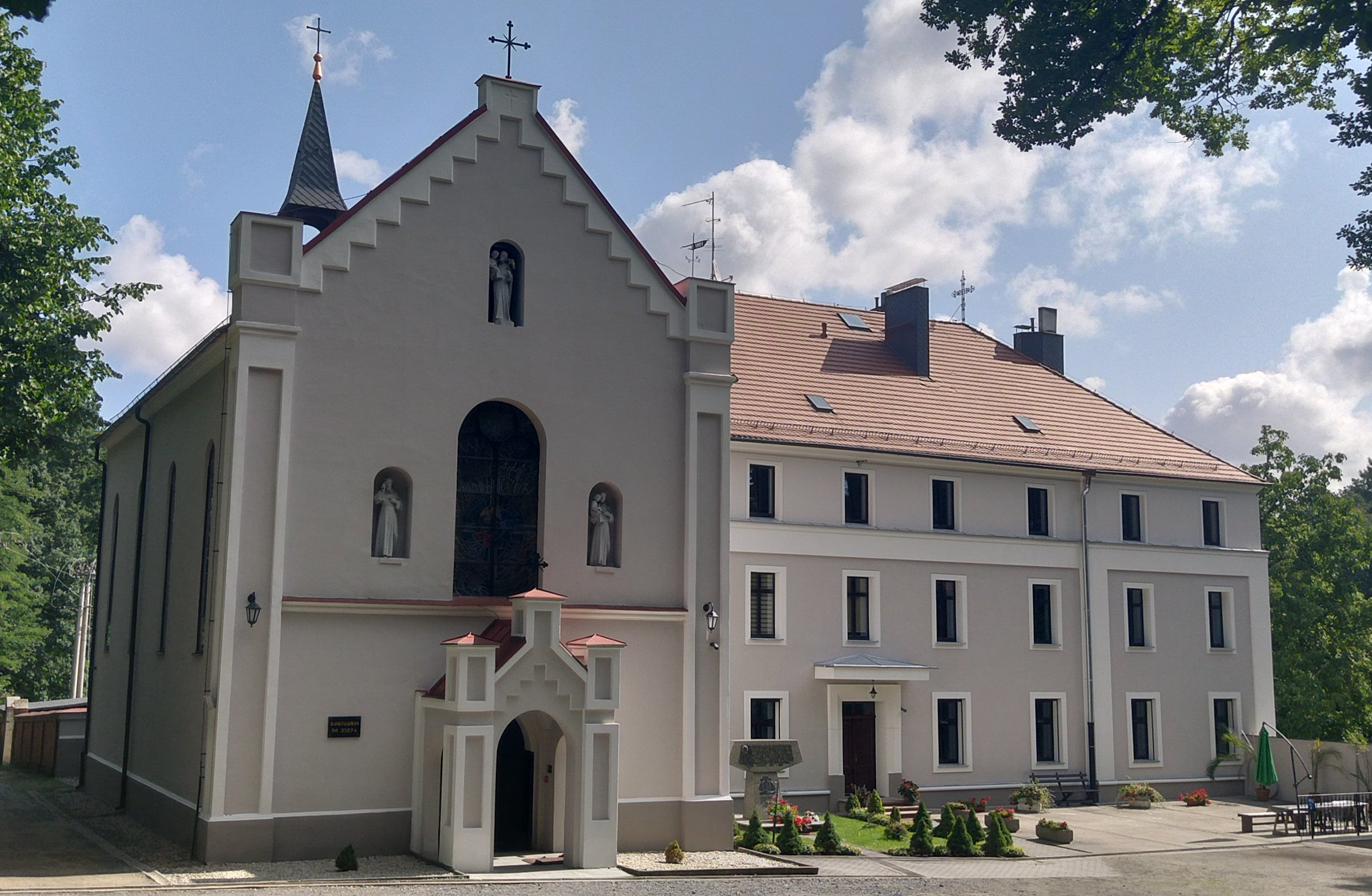
Sanktuarium św. Józefa w Prudniku

Pałac w Mosznej jest obiektem popularnym wśród turystów. W latach 1972–2013, kiedy pałac był częściowo dostępny dla turystów, był rocznie odwiedzany przez około 60–70 tysięcy osób, natomiast w 2017 odnotowano 230 tysięcy odwiedzających. Jako dziedzictwo polskiej historii prezentowany jest renesansowy zamek w Głogówku, w którym podczas potopu szwedzkiego przebywał król Polski Jan Kazimierz, a także sanktuarium św. Józefa w Prudniku, w którym więziony był kardynał Stefan Wyszyński.
Wielokulturowość regionu jest powodem różnorodności prudnickiej tradycyjnej kuchni. Obiekty z Głogówka, Mosznej i Pokrzywnej znalazły się na turystycznym szlaku kulinarnym „Opolski Bifyj”.
Oddział PTTK „Sudetów Wschodnich” w Prudniku ustanowił turystyczną Odznakę Krajoznawczą Ziemi Prudnickiej, którą zdobywa się poprzez zwiedzenie odpowiedniej liczby obiektów w miejscowościach położonych na ziemi prudnickiej.

## Architektura i sztuki piękne

### Zamki

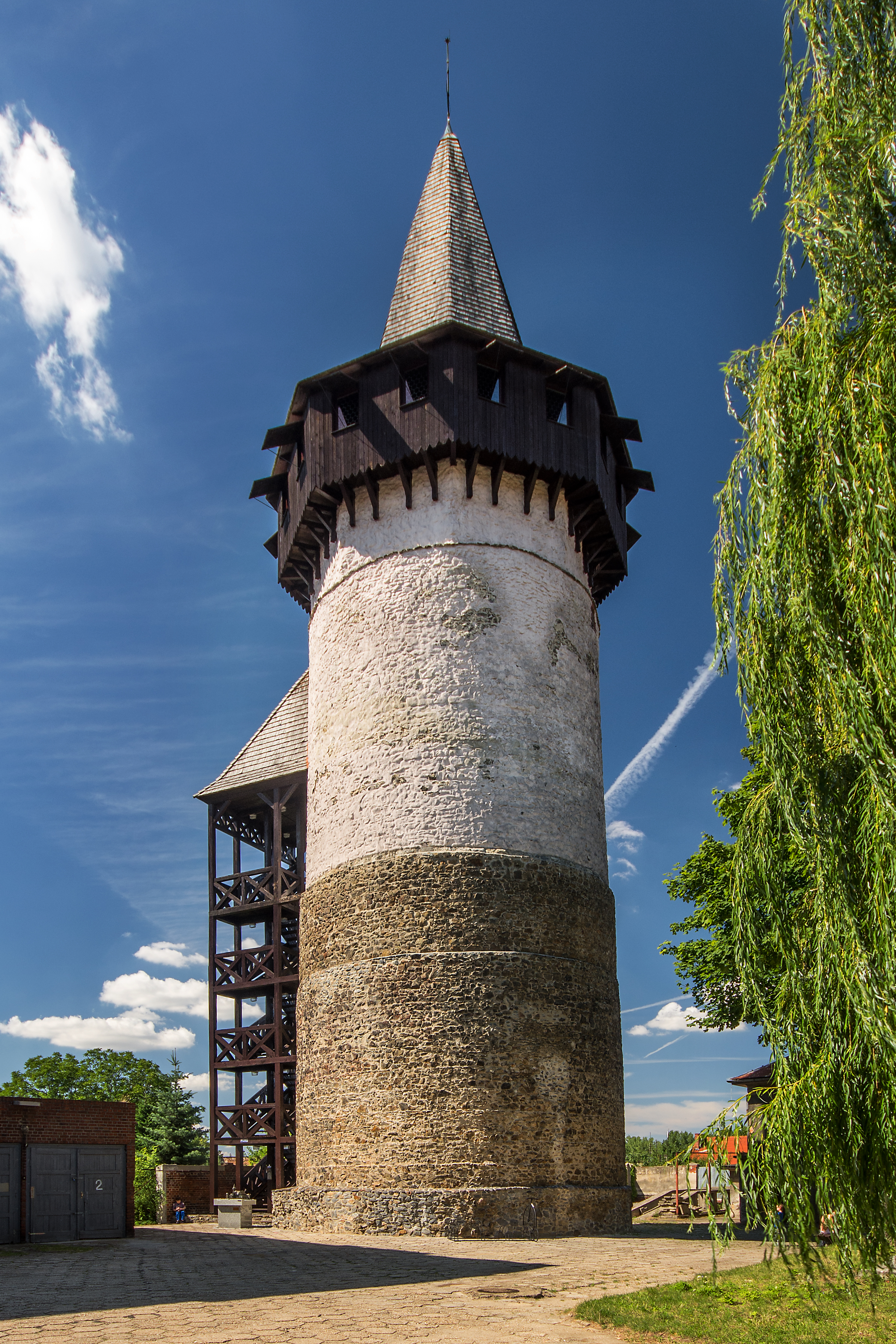
Wieża Woka w Prudniku

Pomiędzy 6 listopada a połową grudnia 1255 czeski wielmoża Wok z Rożemberka założył gotycki zamek Wogendrüssel w zakolu rzeki Prudnik. Jednocześnie założył on w tymże miejscu Prudnik jako miejscowość. W XIV wieku zamek przejęli książęta opolscy. Prudnicki kompleks zamkowy składał się z zamku górnego i dolnego, oddzielonych wałami. Zamek został zniszczony wiosną 1428 podczas wojen husyckich, po czym go odbudowano. Strawił go pożar miasta w 1806. Jego zabudowania zostały rozebrane w 1847, a na ich miejscu założono ogród klasztoru bonifratrów. Tak zwana Wieża Woka, będąca pozostałością po zamku w Prudniku, jest najstarszą wieżą zamkową na Górnym Śląsku, a także najstarszą prywatną budowlą obronną na terenie współczesnej Polski.

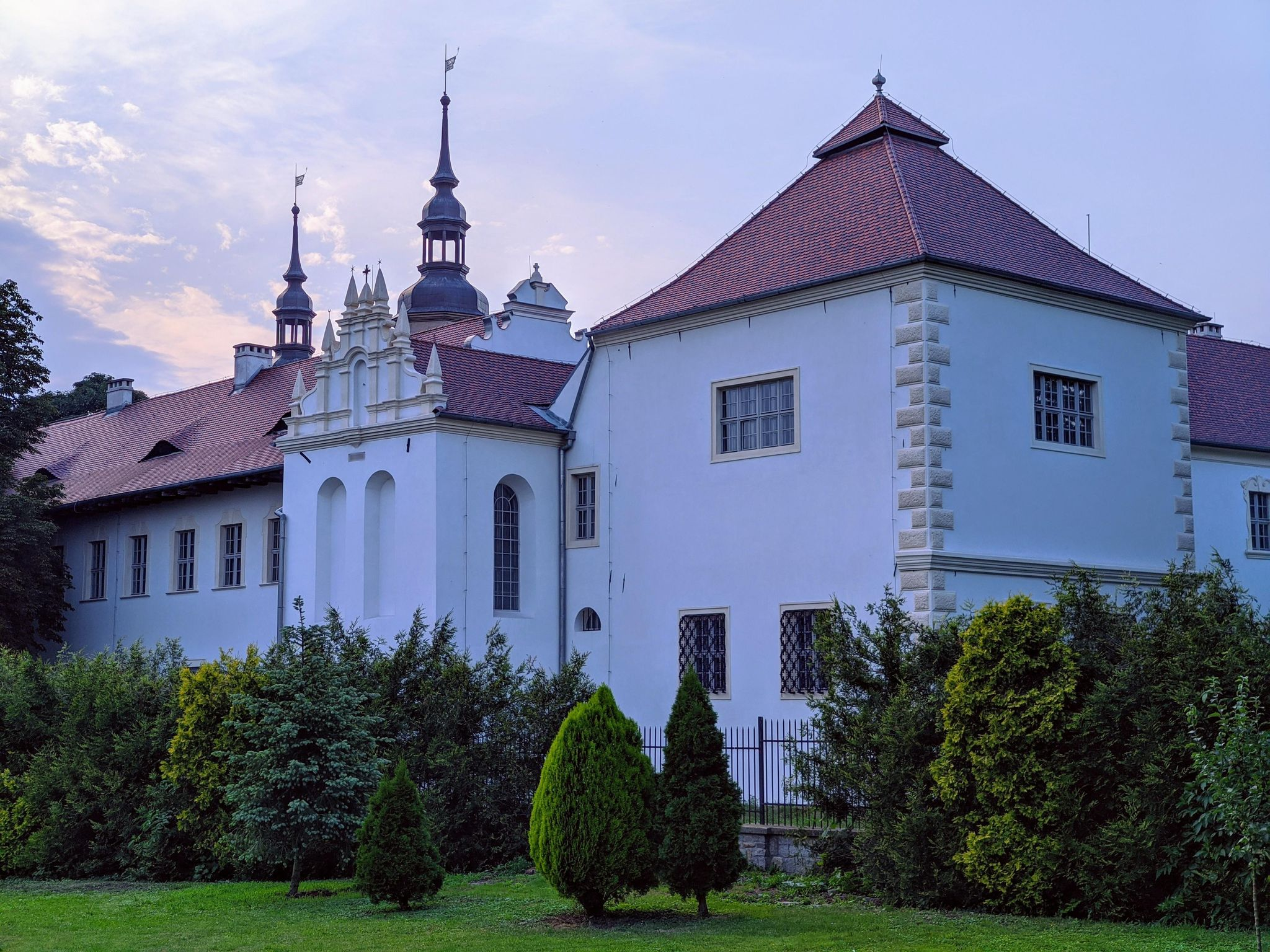
Zamek w Głogówku

Największym zamkiem na ziemi prudnickiej jest zamek Oppersdorffów w Głogówku. Pierwszy organizm o charakterze obronno-administracyjnym na terenie Głogówka miał powstać na przełomie XI–XII wieku. Nowy, gotycki zamek w Głogówku wzniósł w 1250 książę Władysław opolski, który rezydował w mieście. Współczesny zamek został ukształtowany w kilku etapach budowy od 1562, kiedy jego właścicielem była rodzina Oppersdorffów. W 1655, w czasie najazdu Szwedów na Rzeczpospolitą Obojga Narodów, w zamku Oppersdorffów w Głogówku przebywał król Jan II Kazimierz Waza wraz ze swoim dworem. W 1806 w zamku gościł Ludwig van Beethoven. Współcześnie zamek stanowi własność gminy.

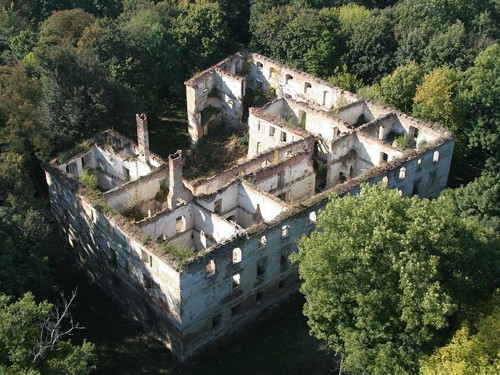
Ruiny zamku w Chrzelicach

Zamek w Chrzelicach został wzniesiony na suchym gruncie wśród podmokłych i bagnistych terenów na przełomie XII i XIII wieku. Jako odpowiedzialnych za jego budowę wskazuje się zakon joannitów. Warownia została rozbudowana, wzmocniona i lepiej przystosowana do obrony w drugiej połowie XIII wieku przez templariuszy. Następnie przeszła pod władanie książąt opolskich, a później należała do rodu Prószkowskich. W 1783 dobra chrzelickie kupił król Fryderyk II Wielki i przekazał je w dzierżawę. Po II wojnie światowej w zamku urządzono mieszkania i przedszkole. W 1977 zawaliła się część dachu, powodując uszkodzenia i pęknięcia ścian, co zapoczątkowało proces dewastacji zamku. Rezydencja zamieniła się w ruinę. Stanowi tak zwaną „ruinę stałą”.

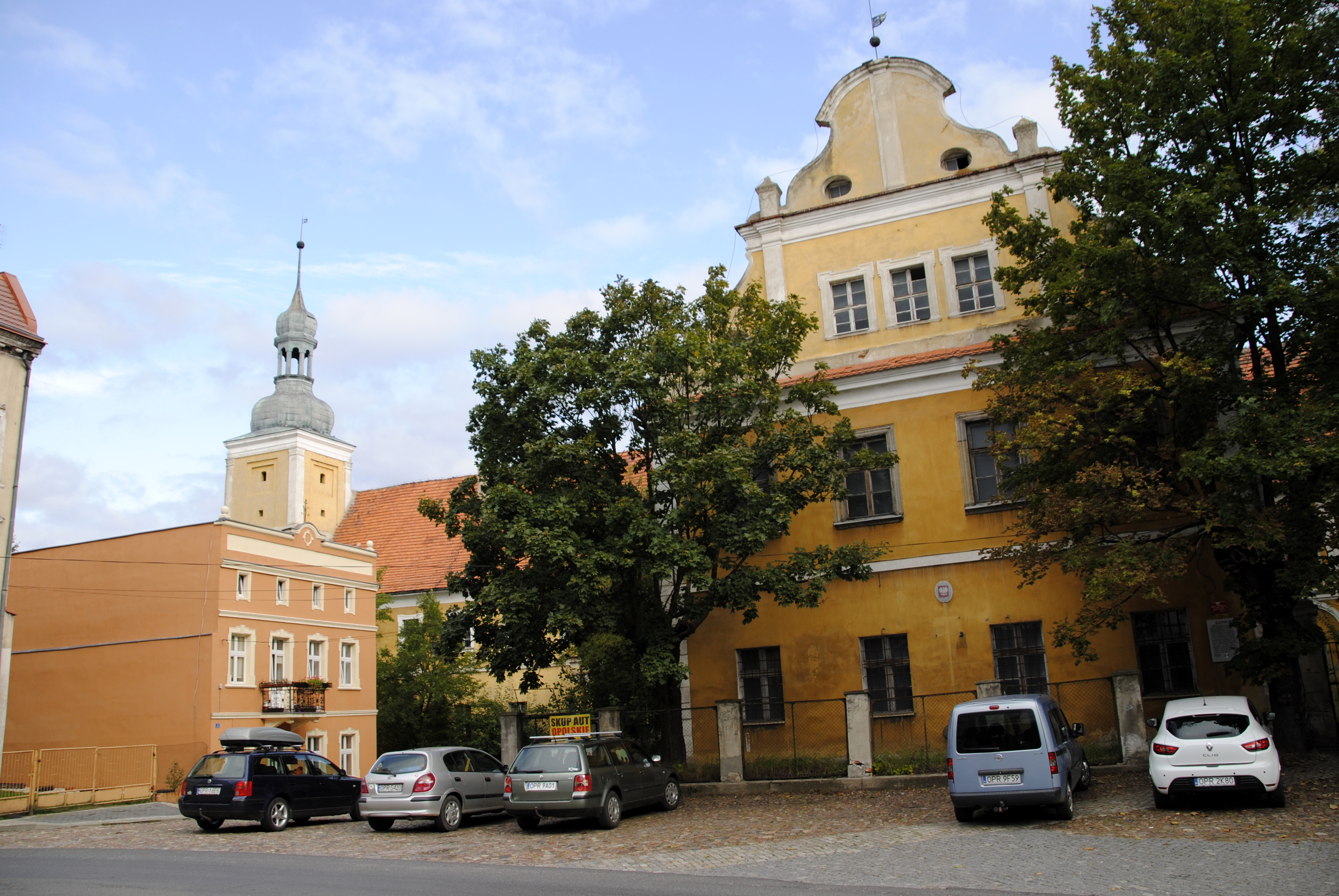
Zamek w Białej

Pod koniec pierwszej połowy XIII wieku wzniesiono zamek w Białej. Został przebudowany w stylu barokowym przez rodzinę Prószkowskich w latach 1638–1640. Stanowi własność prywatną.
W sąsiedztwie wsi Piorunkowice znajdował się gotycki zamek Gryżów, zwany także zamkiem Mauerberg. Miał on zostać wzniesiony w XIII wieku. Na ziemi prudnickiej była to druga pod względem znaczenia twierdza po zamku Wogendrüssel w Prudniku. Zamek Gryżów w Piorunkowicach został zniszczony w 1430 podczas wojen husyckich.

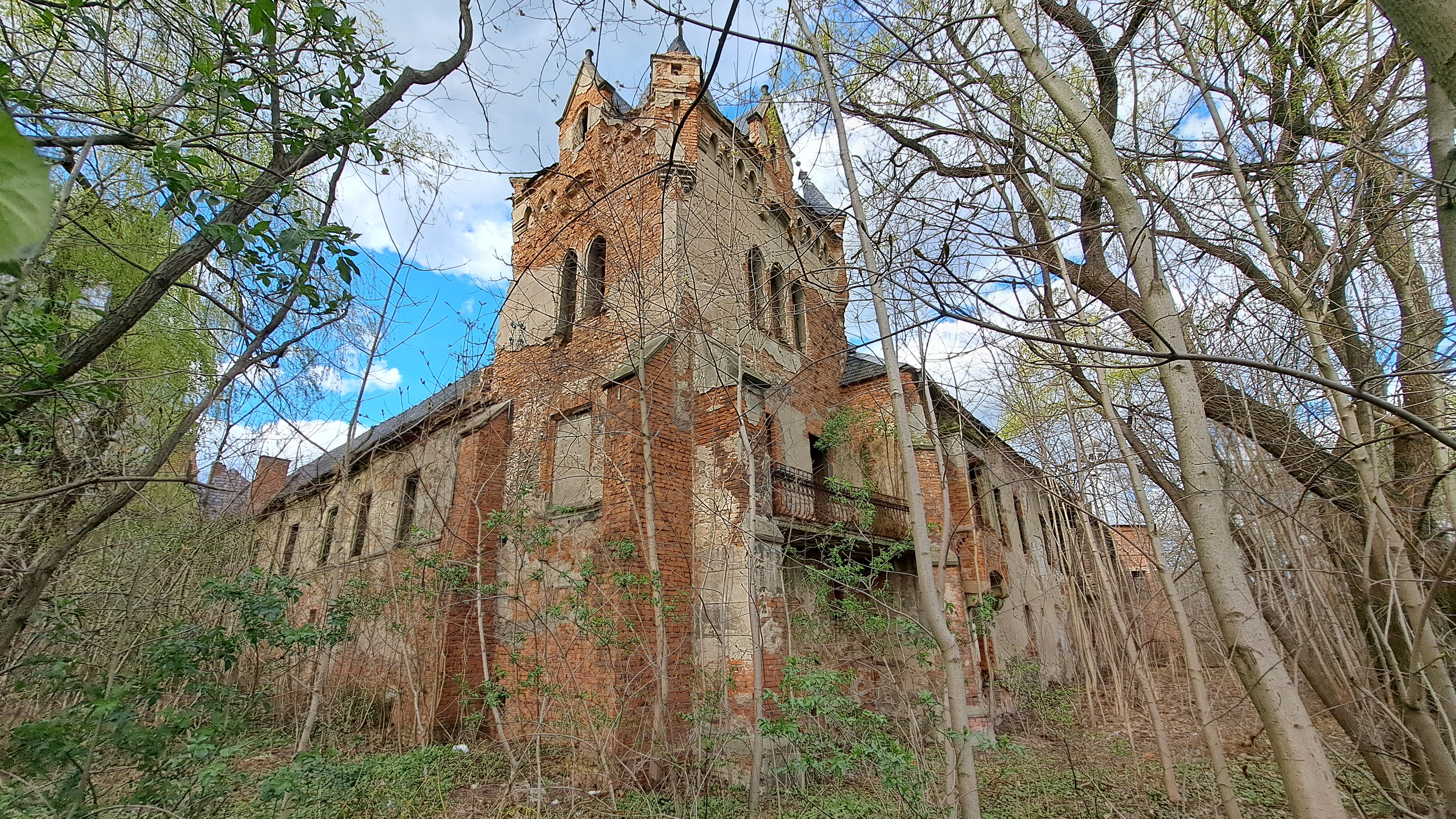
Zamek w Łące Prudnickiej

W XIV wieku zbudowano zamek w Łące Prudnickiej. Był on własnością rodziny szlacheckiej Wierzbnów, a w XVI wieku przejęli go Mettichowie. W XVII wieku przeszedł przebudowę w stylu renesansowym. Od XIX wieku jego właścicielami była rodzina Sedlnickich z Choltic herbu Odrowąż. Wyremontowali oni zamek w stylu neogotyckim. Podczas II wojny światowej została zniszczona narożna wieża zamku. Rezydencję przejęła Stadnina Koni Prudnik. Od 2006 znajduje się w rękach prywatnych i popada w ruinę.

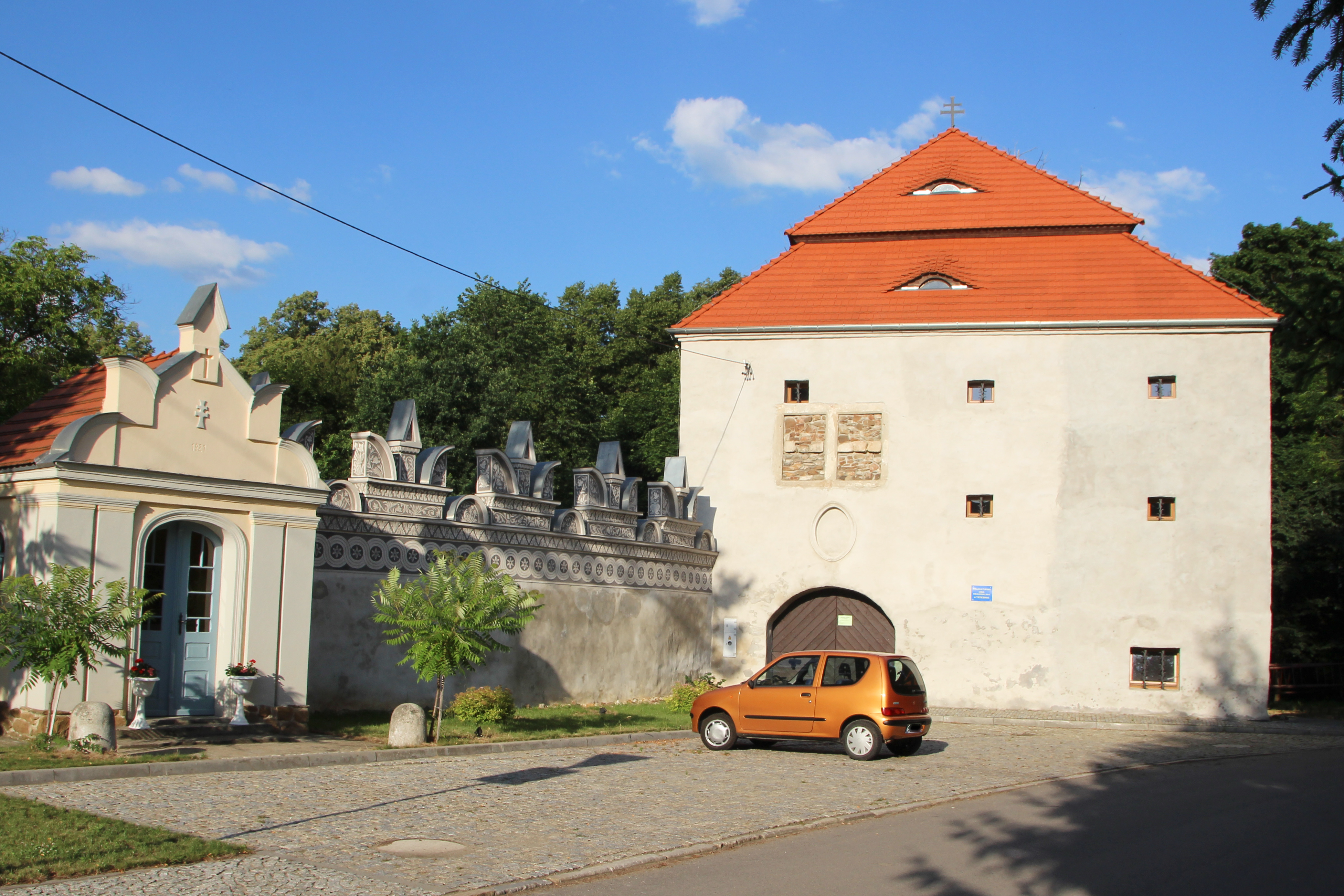
Mur i spichlerz zamku w Trzebinie

Zamek w Trzebinie powstał około 1600 jako siedziba rodziny Wachtelów. W 1812 jego właścicielem został marszałek Gebhard Leberecht von Blücher, który utworzył w tym miejscu uzdrowisko nazywane „Źródłem Blüchera”. Rezydencja została zniszczona przez działania wojenne w 1945. Zachował się obiegający zamek mur z bramą i budynkiem spichlerza.

### Pałace

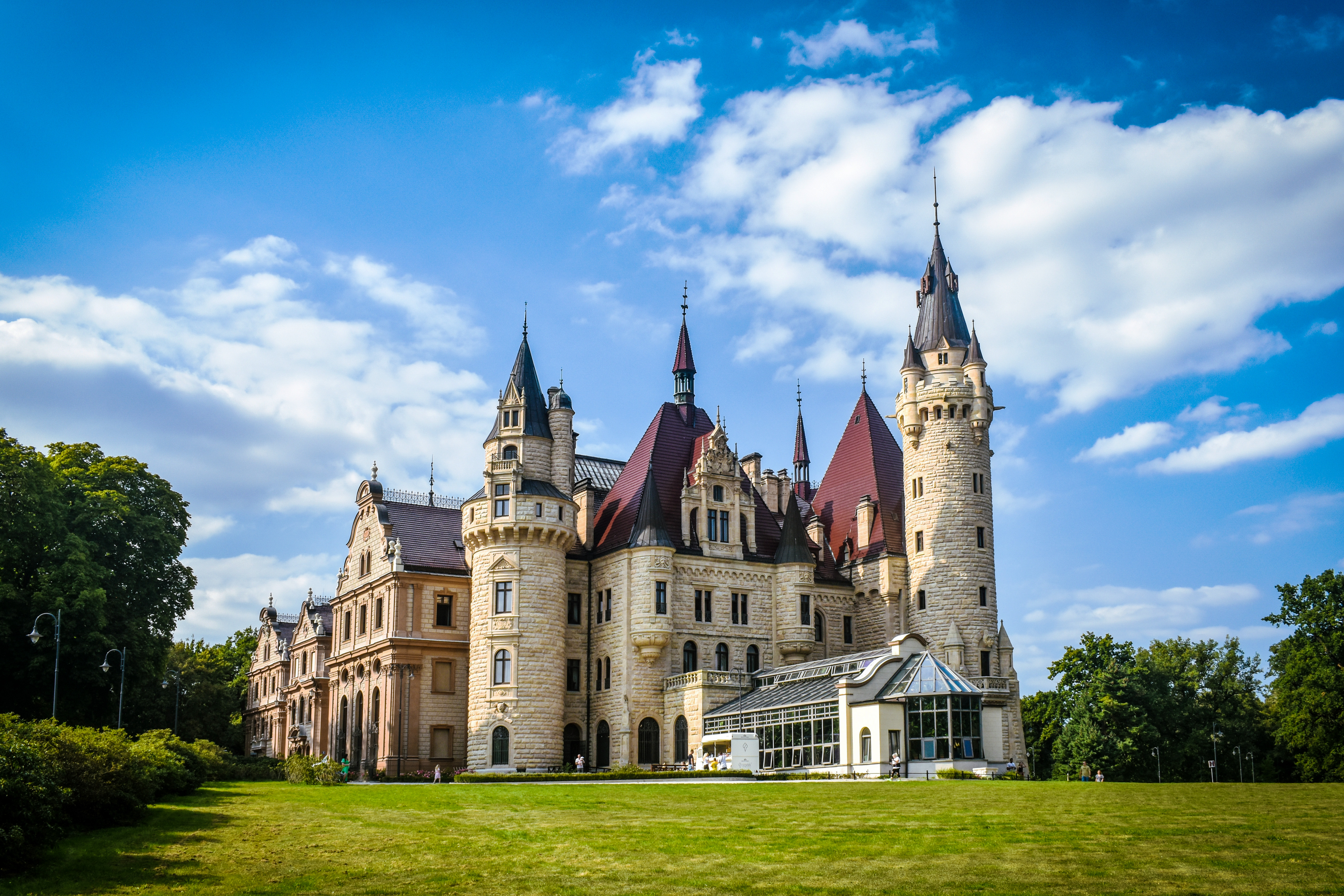
Pałac w Mosznej

Najbardziej okazałym i najpopularniejszym wśród turystów pałacem na ziemi prudnickiej jest pałac w Mosznej, wzniesiony w 1896. Stanowi on jeden z najokazalszych kompleksów pałacowo-parkowych zachowanych na całym Śląsku. Był on główną rezydencją rodziny Tiele-Wincklerów. Pałac, początkowo barokowy, został po pożarze w XIX wieku wyremontowany w stylu neogotyckim i neorenesansowym. Pałac jest częściowo udostępniony do zwiedzania.

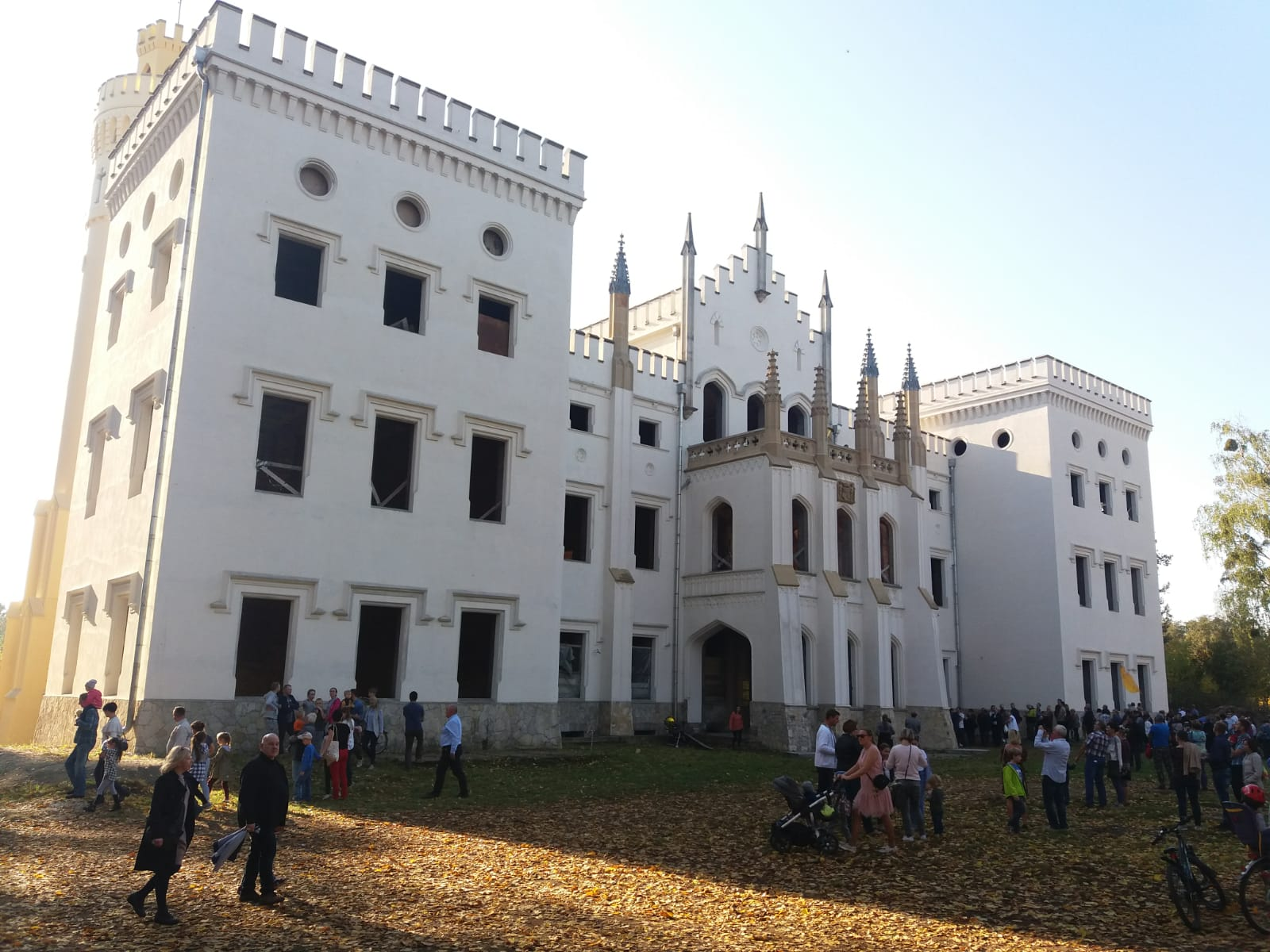
Pałac w Dobrej

Zespół pałacowo-parkowy w Dobrej, pochodzący z lat 1857–1860, był główną siedzibą rodziny Seherr-Thossów. Wokół pałacu powstał rozległy park w stylu angielskim. Podczas II wojny światowej rezydencja została uszkodzona w wyniku pożaru. Obiekt został upaństwowiony. Pałac współcześnie stanowi własność prywatną i znajduje się w stanie remontu.

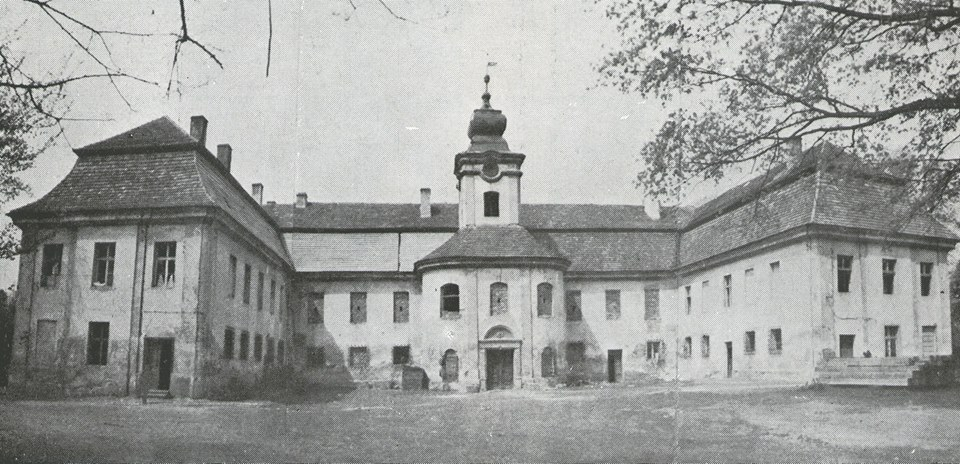
Pałac w Rozkochowie

Barokowy pałac w Rozkochowie został wzniesiony w XVIII wieku przez rodzinę Pücklerów. Następnie, do 1945 był własnością rodziny Seherr-Thossów. W 1945 zamieszkali w nim żołnierze Armii Czerwonej. Obiekt został upaństwowiony, urządzono w nim mieszkania dla pracowników państwowego gospodarstwa rolnego. Od lat 90. XX wieku stanowi własność prywatną. Od 2021 jest remontowany przez nowego właściciela.

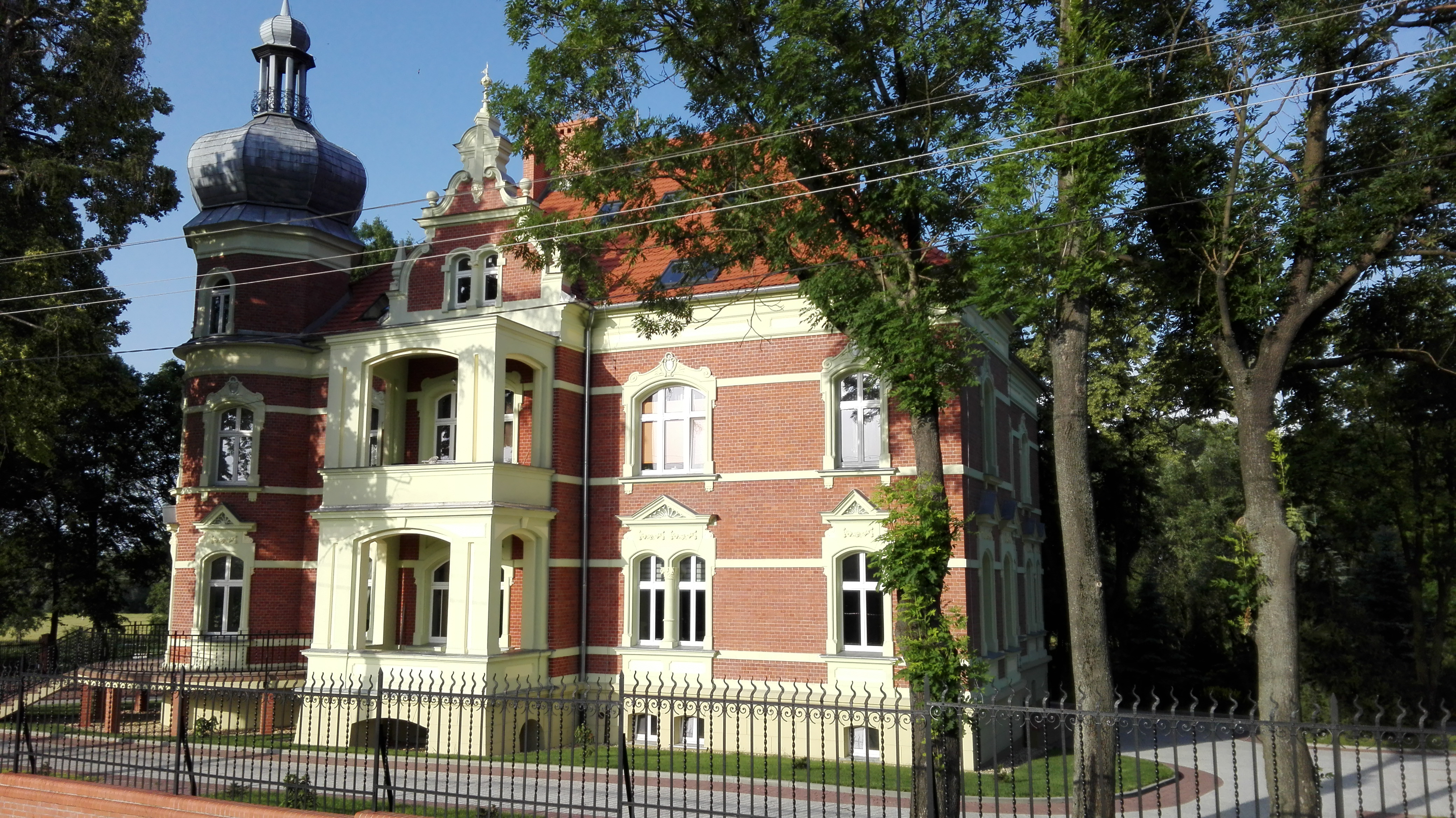
Pałac Fipperów w Prudniku

Na przełomie XIX i XX wieku powstał neorenesansowy pałac Fipperów w Prudniku-Lipach. W 1942 był jednym z obiektów na liście Grundmanna. Ukryto w nim kolekcję śląskiej rzeźby średniowiecznej. Gruntownie odrestaurowany pałac pełni siedzibę Stadniny Koni Prudnik.

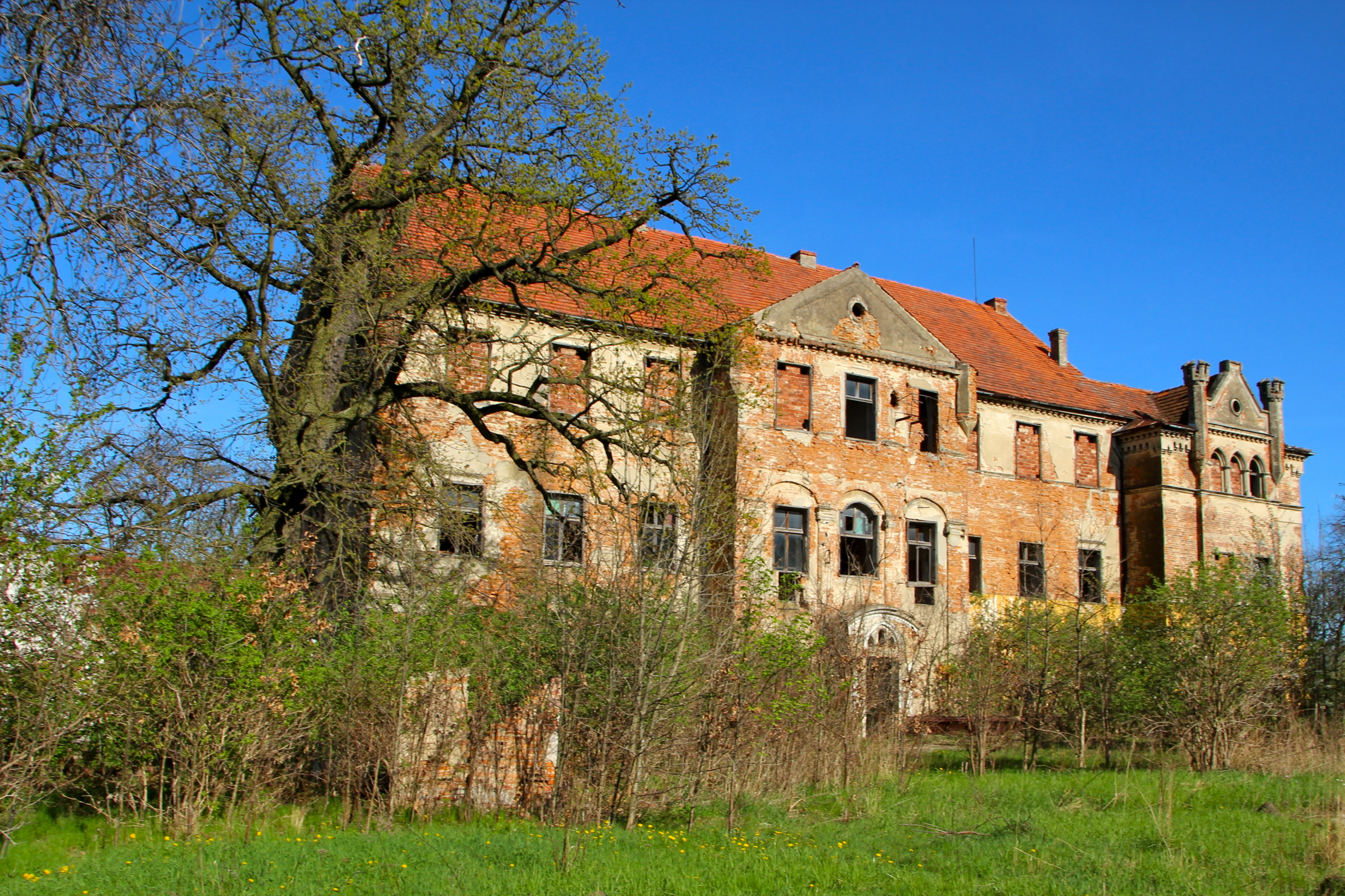
Pałac w Kazimierzu

Neogotycki pałac w Kazimierzu został zbudowany w XIX wieku z inicjatywy rodziny Prittwitzów. Otaczają go zabudowania folwarku. Przetrwał II wojnę światową bez zniszczeń. Następnie był wykorzystywany jako magazyn. W 1990 pałac przekazano osobie prywatnej, a od 2005 jego właścicielem jest gmina Głogówek.

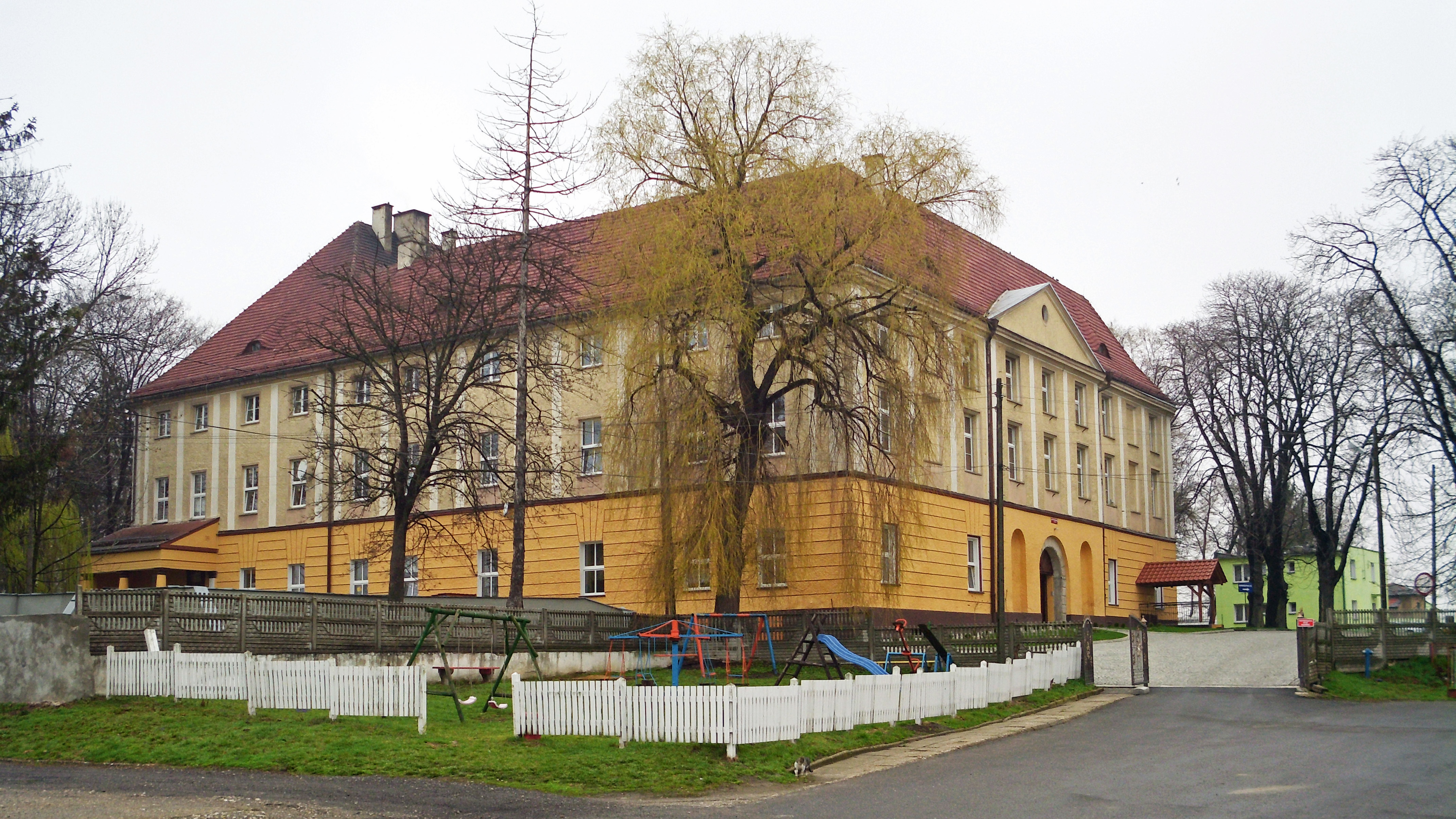
Pałac w Klisinie

Na ziemi prudnickiej znajdują się również pałace: w Klisinie, Tripków w Olszynce, Oppersdorffów w Pisarzowicach oraz w Twardawie.

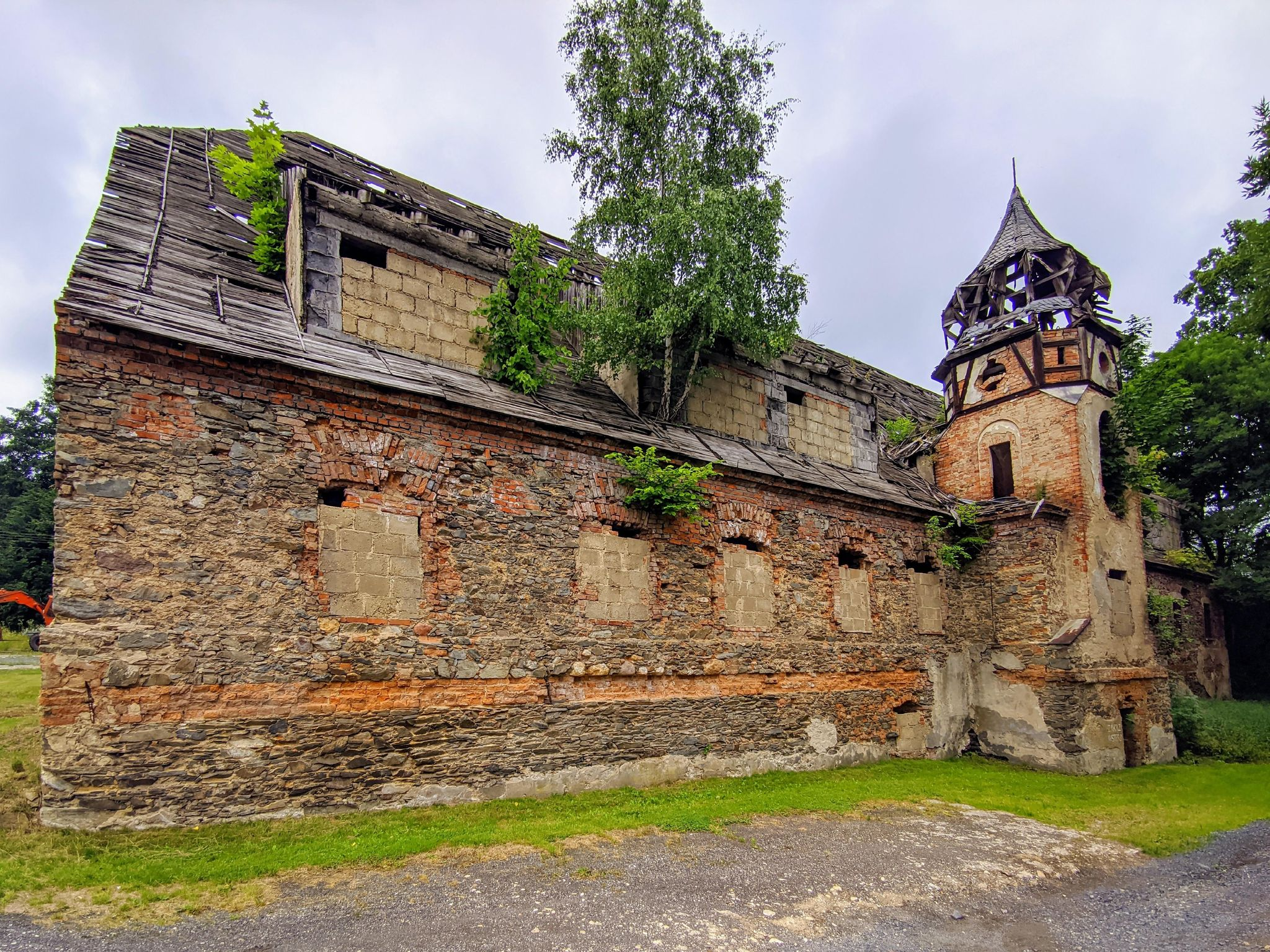
Pałac w Piorunkowicach

Pałac Matuschków w Prężynce z przełomu XVI i XVII wieku, popadający w ruinę od lat 50. XX wieku, został rozebrany w 1963. Zachowały się pozostałości otaczającej go fosy. Pałac w Walcach, wzniesiony w 1675, został zniszczony w 1945 w wyniku eksplozji amunicji, do której doprowadziły bawiące się w nim dzieci. Jego ruiny rozebrano w latach 60. XX wieku. Barokowy pałac w Słokowie, powstały w XVIII wieku, został zniszczony podczas II wojny światowej. Pałac w Piorunkowicach z przełomu XVII i XVIII wieku stanowi własność prywatną i jest w stanie ruiny.

### Mury obronne

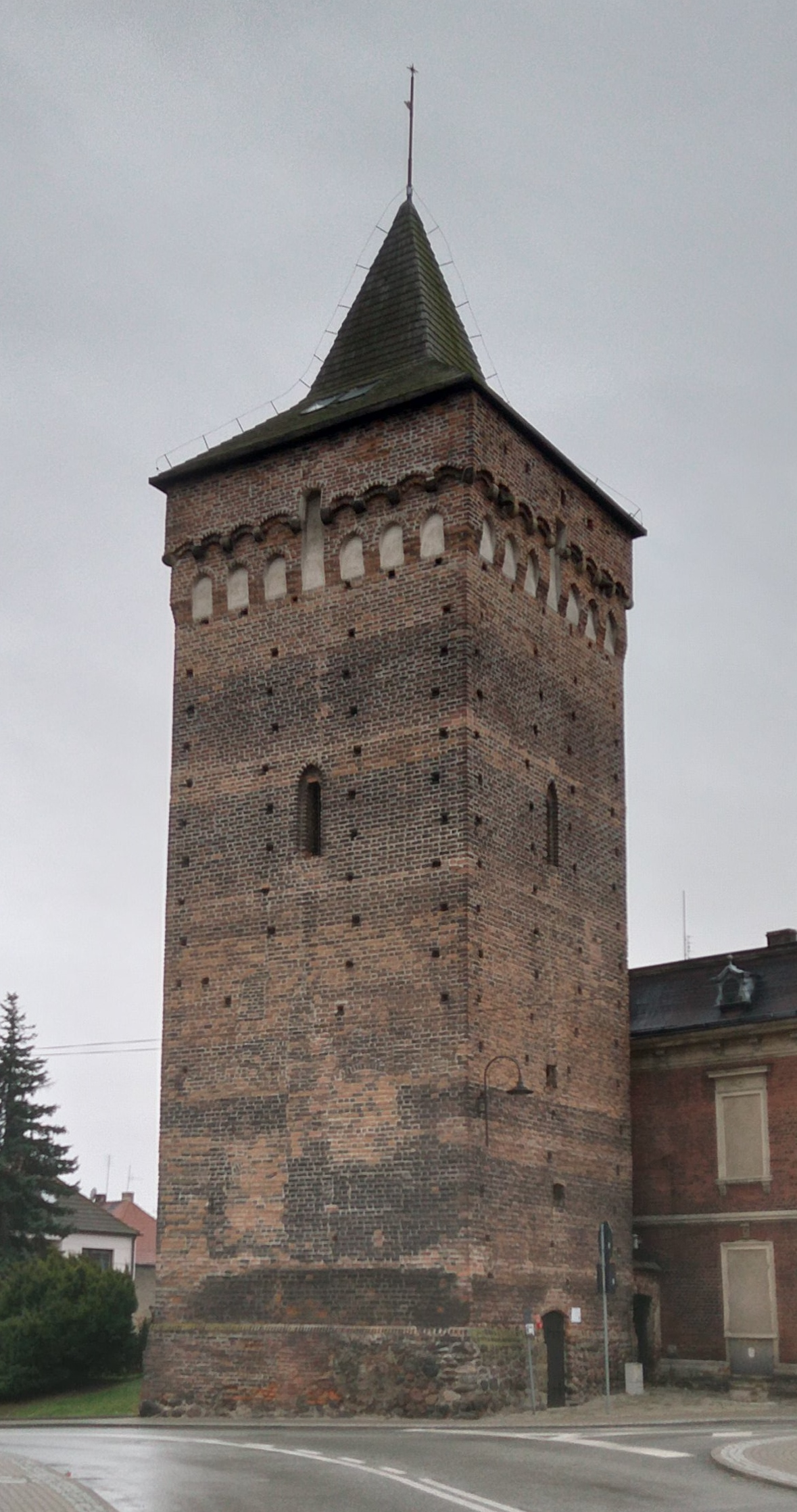
Wieża Bramy Prudnickiej w Białej

W dobrym stanie zachowały się pozostałości murów obronnych w Białej z dziewięcioma basztami-wykuszami oraz Wieżą Bramy Prudnickiej. Powstały na przełomie XIV i XV wieku. Do 2024 część murów została odnowiona, a Wieża Bramy Prudnickiej została udostępniona do zwiedzania dla turystów.

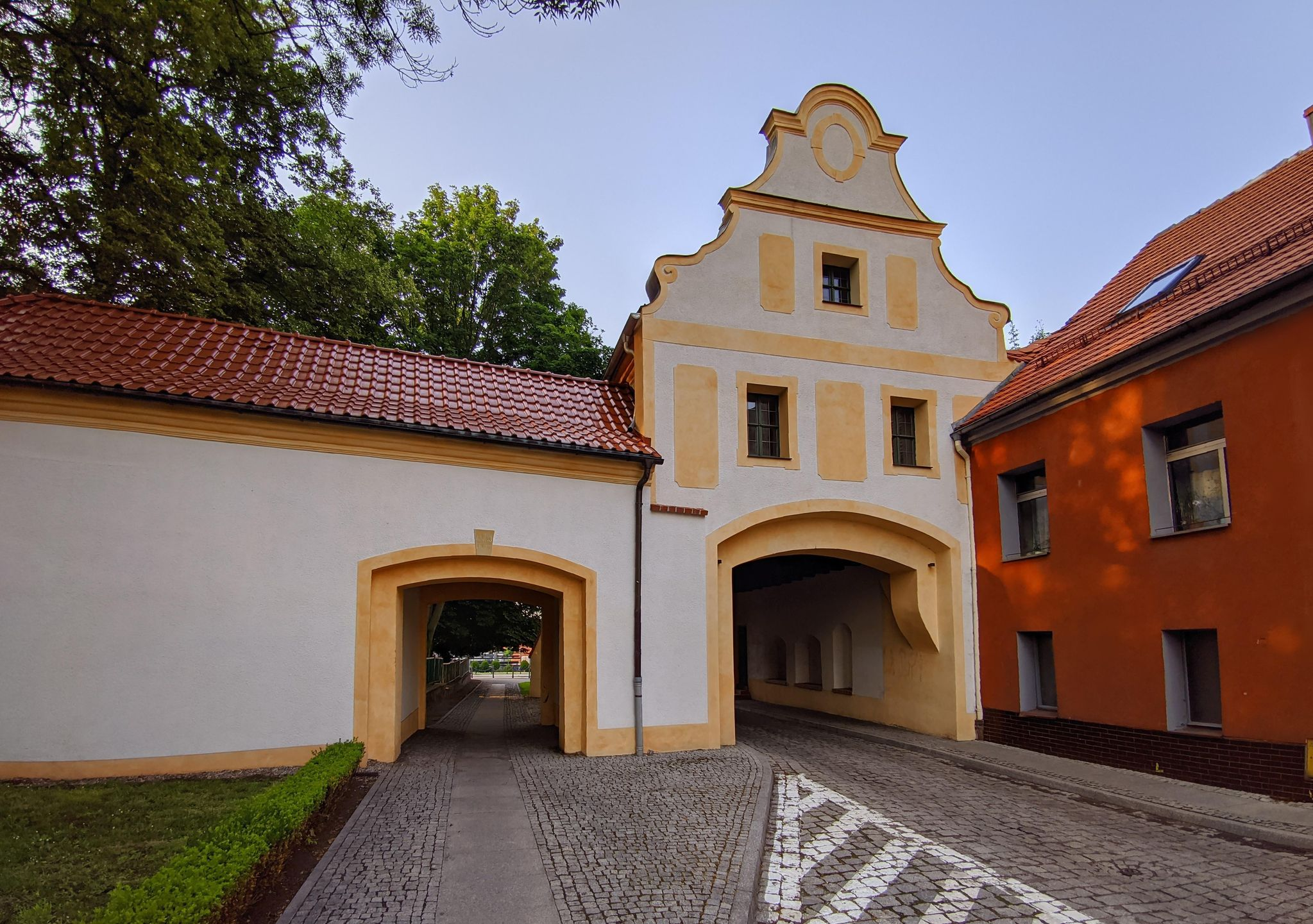
Brama Zamkowa w Głogówku

Zachowane fragmenty obwarowań znajdują się również w Prudniku i Głogówku. W Prudniku jest to odcinek muru z dwiema basztami (siedziba Muzeum Ziemi Prudnickiej) oraz wtopiona w zabudowę Wieża Bramy Dolnej. W Głogówku zachowała się Brama Zamkowa z basztą przejazdową przebudowaną w okresie baroku.
Miasto Strzeleczki nie było otoczone murami obronnymi.

### Architektura sakralna

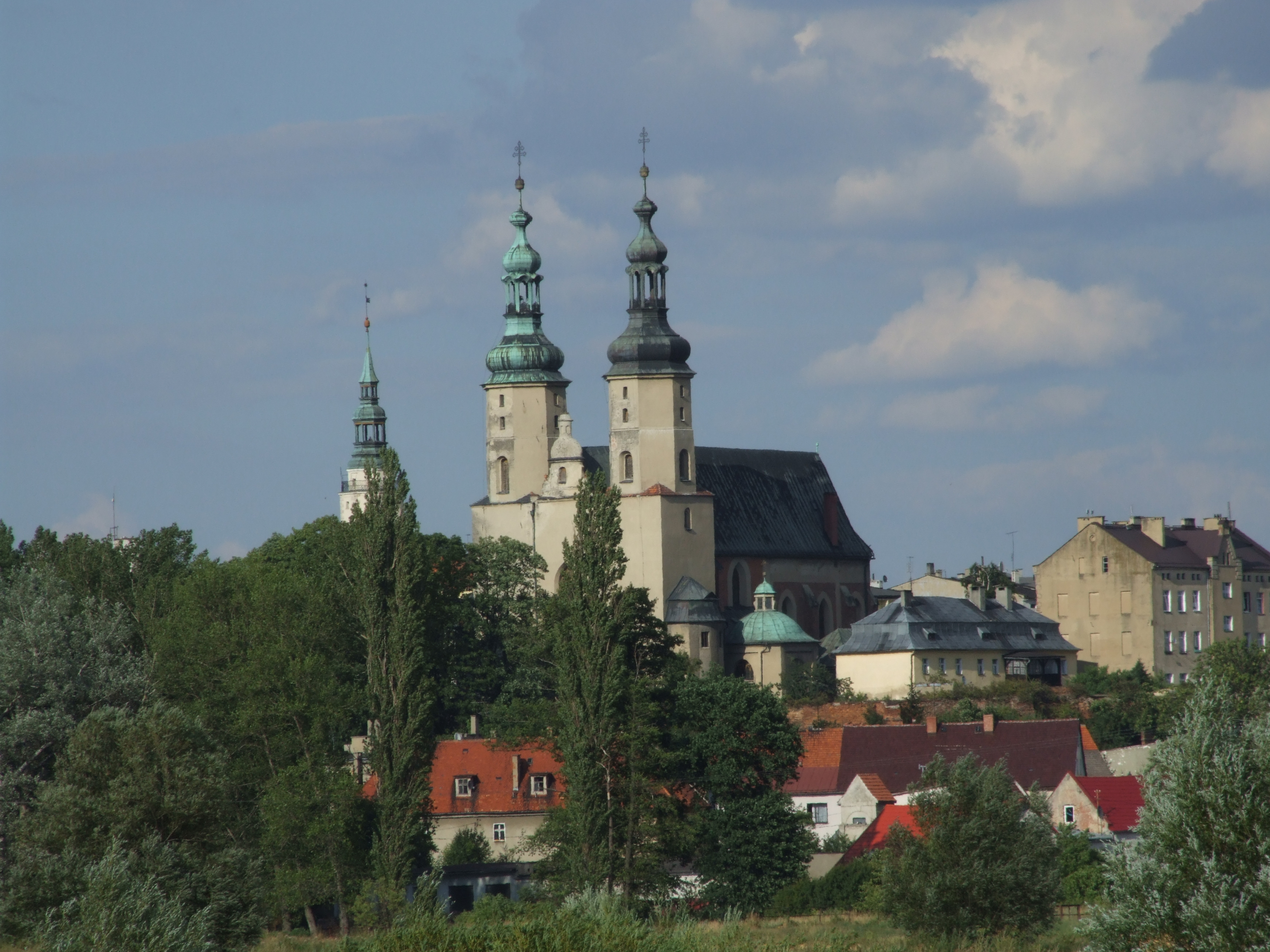
Kolegiata św. Bartłomieja w Głogówku

Pierwszym kościołem parafialnym, który wzniesiono na ziemi prudnickiej, był kościół Świętych Apostołów Piotra i Pawła (późniejszy kościół św. Jakuba Apostoła) w Prężynie, ufundowany w 1233 przez biskupa Tomasza I. Następnie, w połowie XIII wieku powstały kościoły Narodzenia Najświętszej Maryi Panny w Kierpniu i św. Michała Archanioła w Pisarzowicach, znajdujące się pod patronatem cystersów. Jednym z najstarszych kościołów na ziemi prudnickiej był również kościół Świętych Apostołów Piotra i Pawła w Starym Mieście w Białej, jednak datowanie jego budowy jest niepewne. Pierwszy kościół parafialny w Prudniku powstał wraz z lokacją miasta w 1279.

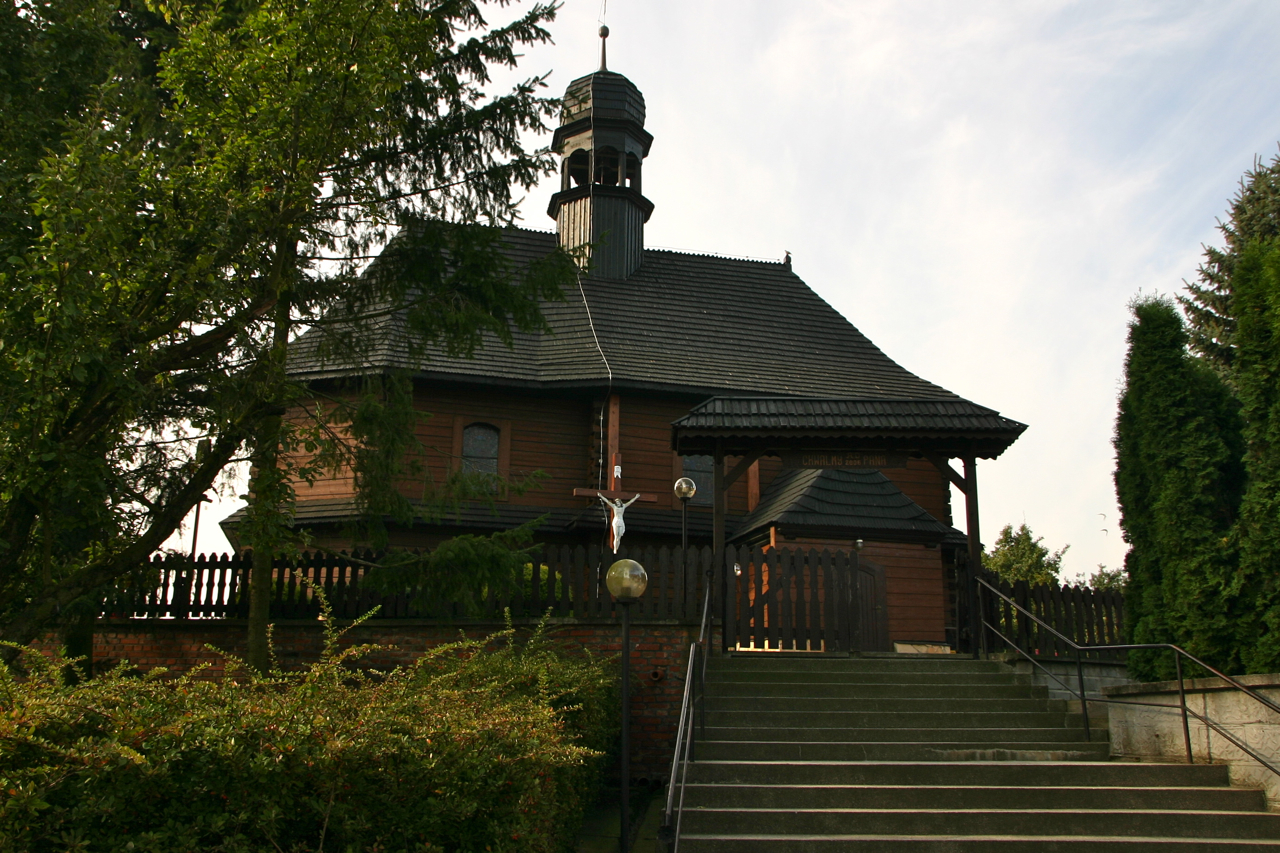
Kościół św. Jakuba Starszego w Rzepczu

Kościół św. Bartłomieja w Głogówku został w 1379 podniesiony do rangi kolegiaty. Unikatowy na ziemi prudnickiej jest kościół Trójcy Świętej w Rudziczce, który został wzniesiony na oryginalnym i prawie niespotykanym rzucie elipsy i dachu o zaokrąglonej kalenicy. W Europie istnieją jeszcze dwa tego typu obiekty. Kościół św. Jakuba Starszego w Rzepczu jest jedynym na ziemi prudnickiej w całości drewnianym kościołem.

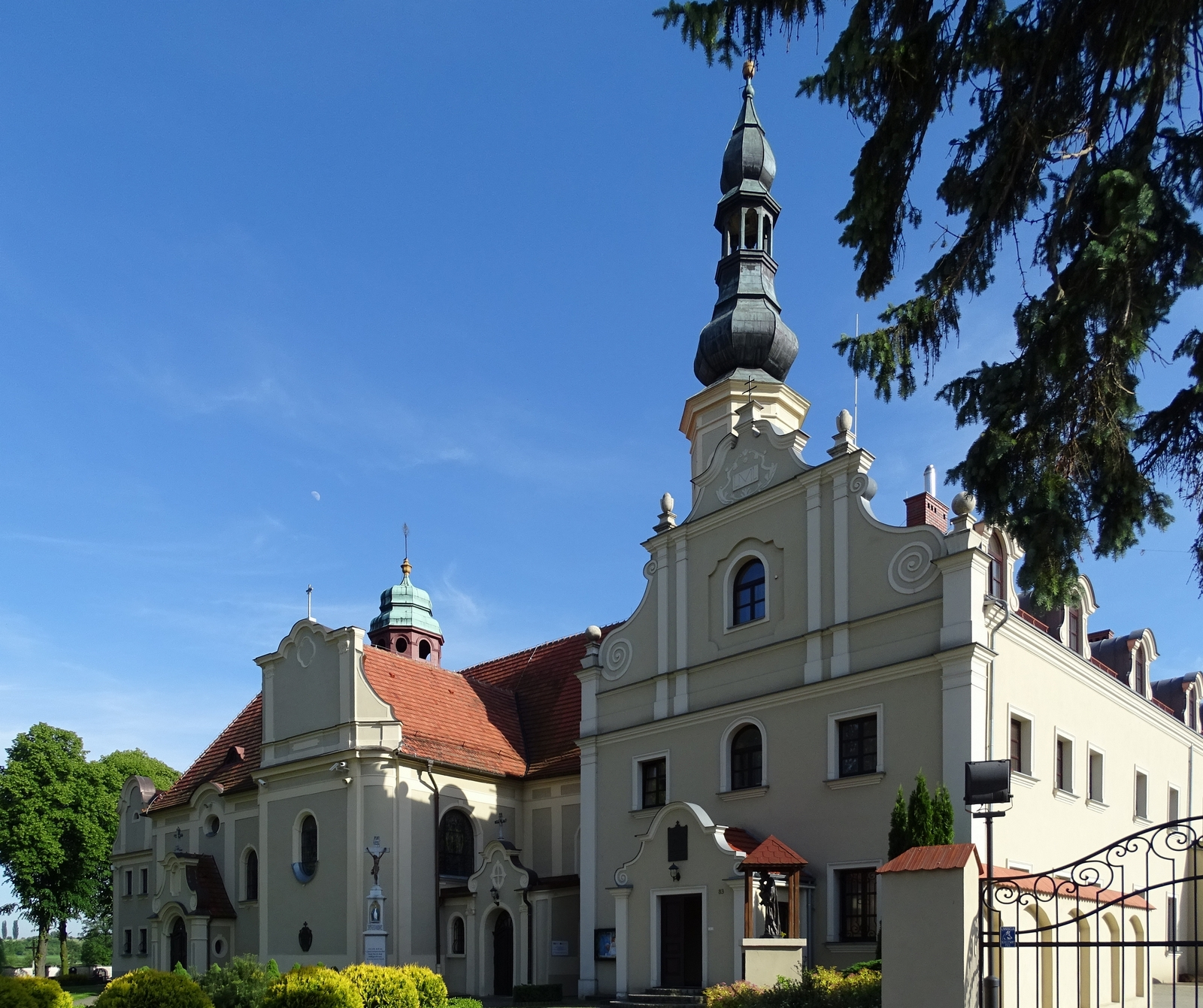
Sanktuarium Matki Bożej Jasnogórskiej w Mochowie

Na ziemi prudnickiej istnieją trzy erygowane i uświęcone tradycją kultu sanktuaria: sanktuarium św. Józefa w Prudniku-Lesie, sanktuarium Matki Bożej Loretańskiej w Głogówku i sanktuarium Matki Bożej Jasnogórskiej w Mochowie. Lokalne sanktuarium Matki Bożej Buszczeckiej jest także w Racławicach Śląskich. Do 1945 na Kaplicznej Górze w Prudniku znajdowało się sanktuarium Matki Bożej Bolesnej.

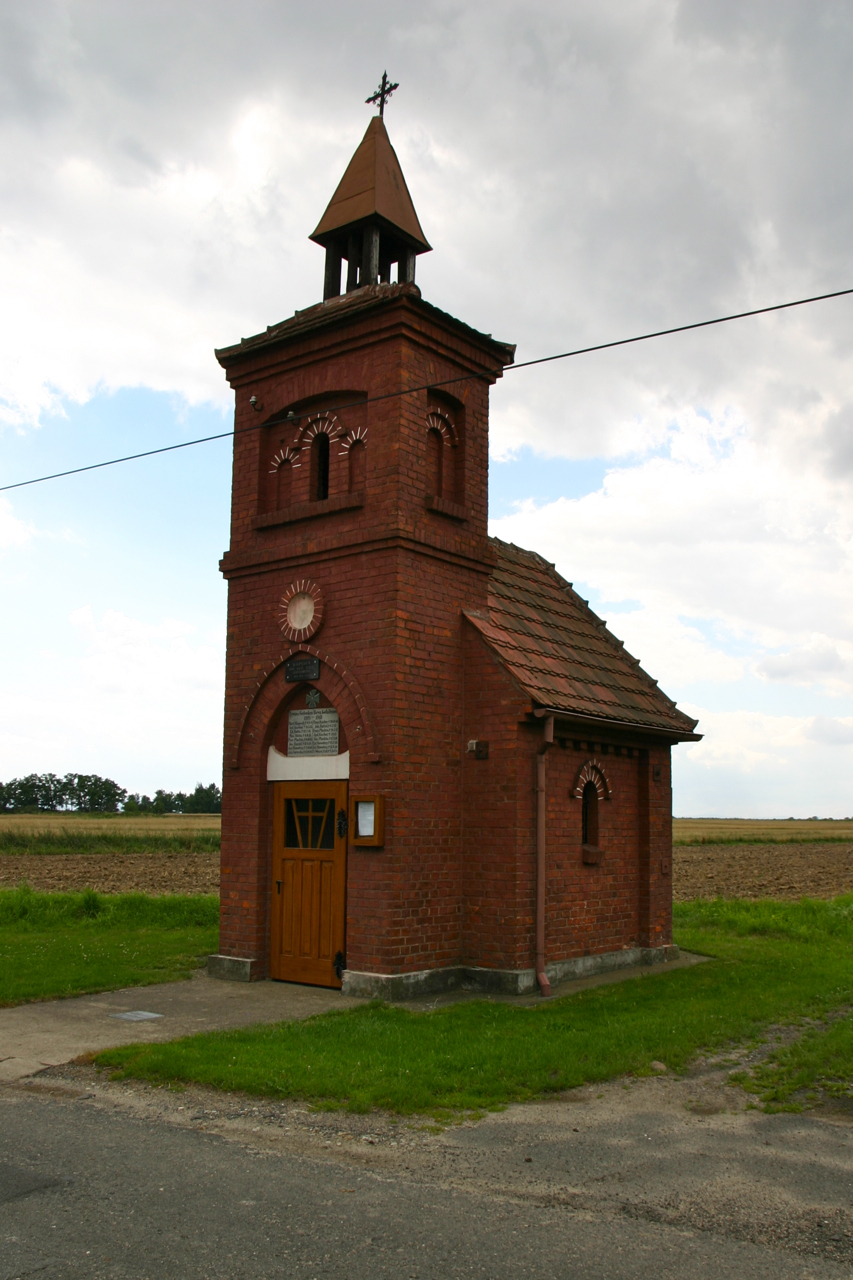
Kaplica-dzwonnica w Górce Prudnickiej

Na ziemi prudnickiej zostały wzniesione liczne kaplice przydrożne i polne. W połowie XVIII wieku powstały m.in. kaplice w Głogowcu, Prudniku-Lipach i Trzebinie. Charakterystyczne dla regionu są wiejskie kaplice-dzwonnice. Znajdują się one na przykład w Chrzelicach, Błażejowicach Dolnych, Słokowie, Pietnej, Laskowicach, Ciesznowie, Górce Prudnickiej.

### Sztuka i rzemiosło artystyczne

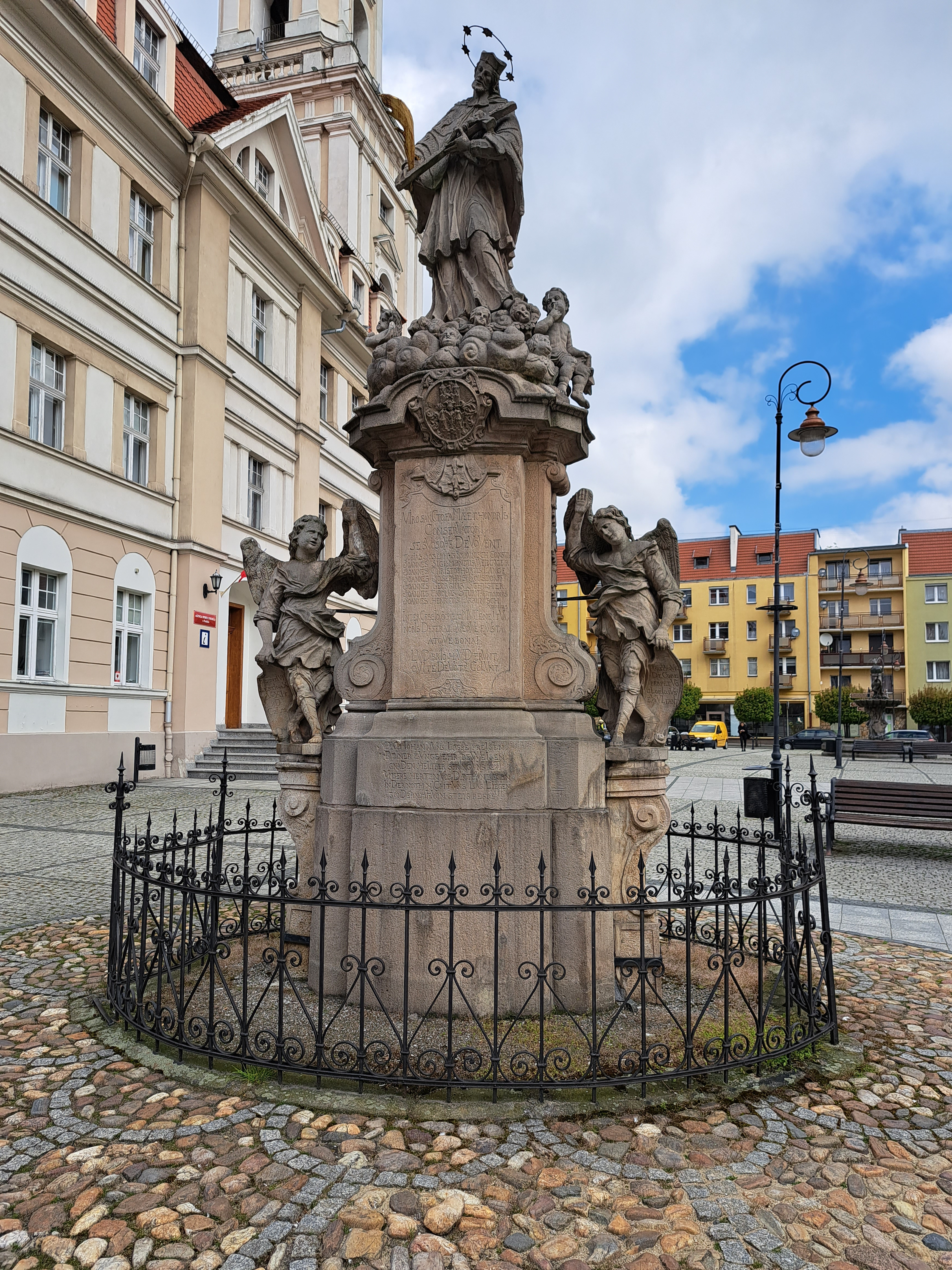
Figura św. Jana Nepomucena w Prudniku

W regionie nie zachowały się zabytki gotyckiego malarstwa ściennego ani sztalugowego. Jedynym zabytkiem w zakresie rzeźby drewnianej na ziemi prudnickiej jest rzeźba Matki Boskiej z Dzieciątkiem w Białej, powstała na początku XV wieku i zachowana w stanie częściowej destrukcji. Najstarsze dzwony kościelne, które zachowały się na ziemi prudnickiej, to pochodzący z 1423 dzwon w Prężynie oraz dzwon w Mieszkowicach z 1499.

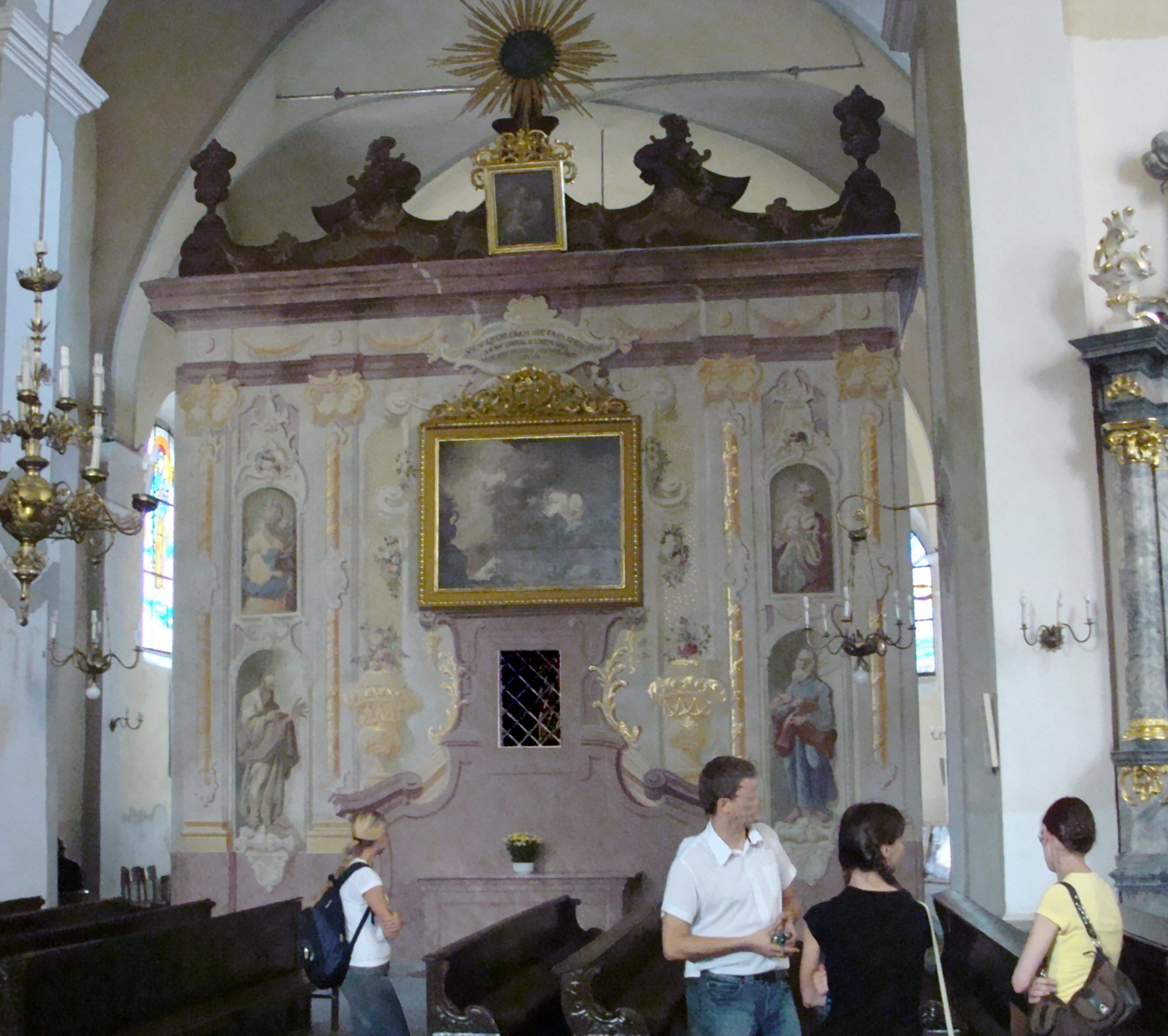
Domek loretański w Głogówku

Z okresu późnego gotyku zachowała się grupa trzech rzeźb z końcówki XV wieku w kościele parafialnym w Głogówku: Matki Bożej z Dzieciątkiem, św. Jana Chrzciciela i św. Jana Ewangelisty. W kościele franciszkańskim w Głogówku zachowała się wielofigurowa płaskorzeźba Świętej Rodziny datowana na początek XVI wieku. Z pierwszej ćwierci XVI wieku pochodzą rzeźby Madonny z Dzieciątkiem w Mionowie, św. Marii Magdaleny w Starych Kotkowicach i monumentalna figura Chrystusa Frasobliwego w Białej. W Głogówku zachował się zespół późnogotyckich naczyń kościelnych: trzy kielichy i monstrancja, powstałe w latach 1516–1518. Wieżyczkowa monstrancja z 1516, która znajdowała się w Dytmarowie, została przekazana do katedry w Opolu.

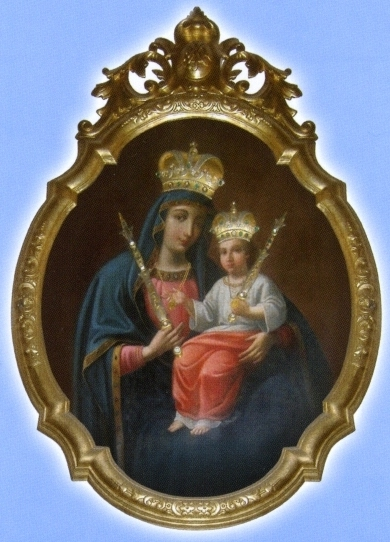
Obraz Matki Boskiej Prudnickiej

Na ziemi prudnickiej zachowały się płyty nagrobne z okresu renesansu. Są to płyty Pawła Kozłowskiego (zm. 1595) w Białej, Adama Wachtela (zm. 1589) w Trzebinie oraz pary małżeńskiej Krzysztofa i Urszuli Worgwitz (zm. 1606 i 1615) w Rudziczce. Stojący na pograniczu baroku pomnik nagrobny Jerzego II Oppersdorffa w Głogówku pochodzi z 1634. Z 1619 pochodzą dwa obrazy w kościele w Twardawie. W kościele św. Michała Archanioła w Prudniku znajduje się otoczony lokalnym kultem religijnym obraz Matki Boskiej Prudnickiej, zwany też obrazem Matki Boskiej Wspomożenia Wiernych z Prudnika.

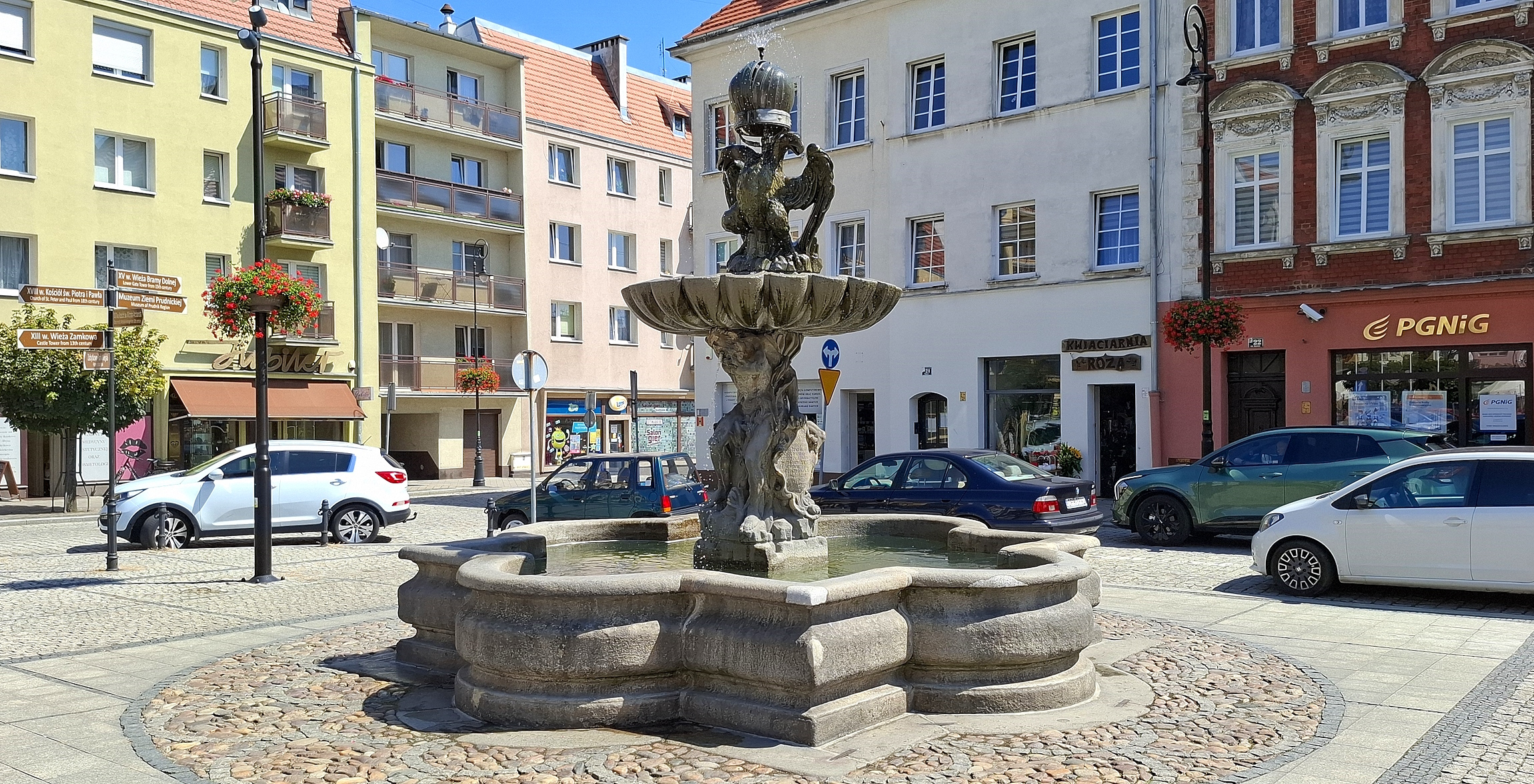
Fontanna Habsburgów w Prudniku

W 1696 powstała fontanna Habsburgów na Rynku w Prudniku. Jest to najstarsza fontanna na Śląsku Opolskim. Na Rynku w Prudniku znajduje się również kolumna maryjna z 1694 i figura św. Jana Nepomucena. Święty ma również swoje figury w Łące Prudnickiej, Trzebinie, Chrzelicach, Głogówku i Strzeleczkach.

## Kultura

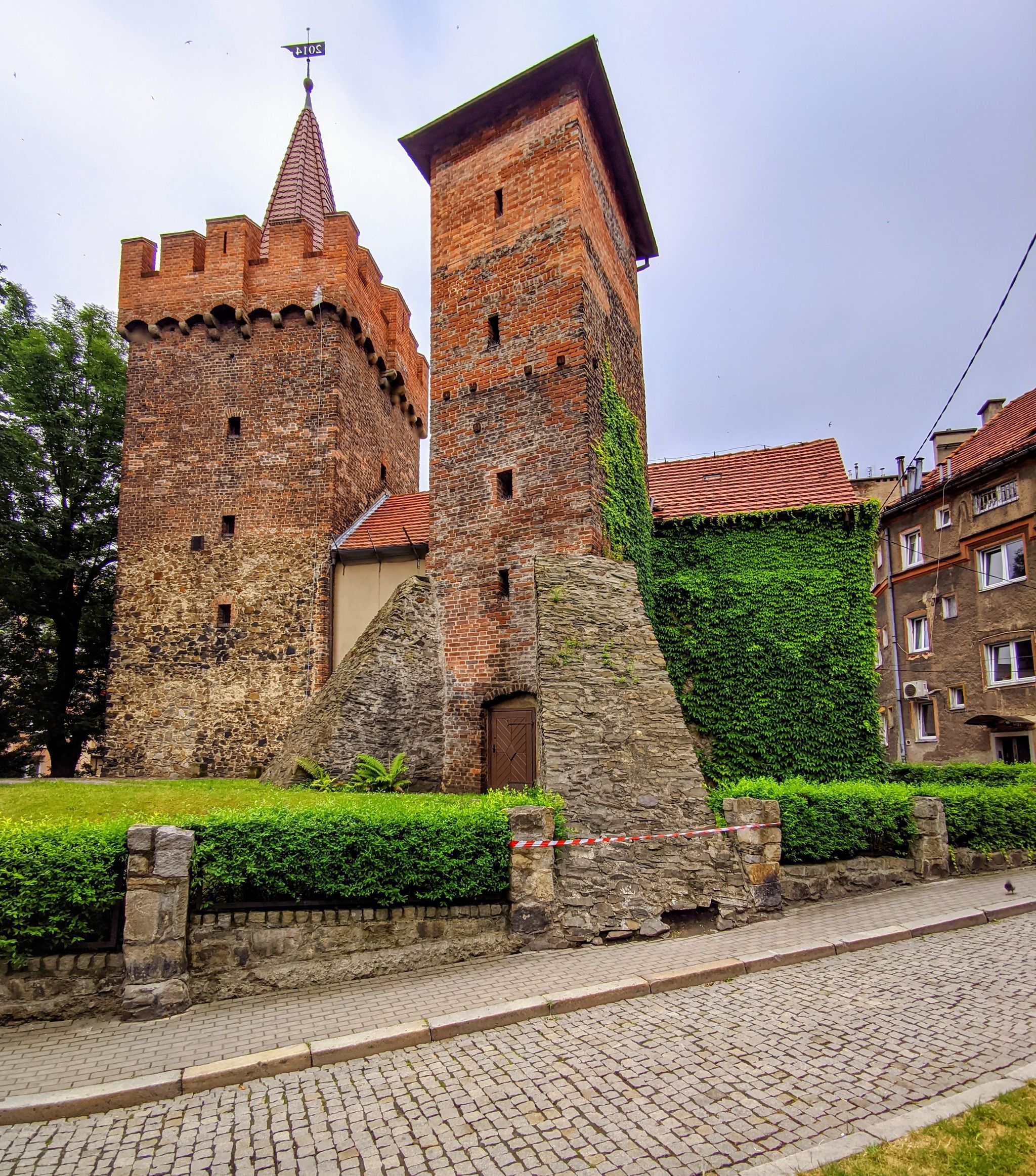
Muzeum Ziemi Prudnickiej

W 1959 w Prudniku założone zostało Muzeum Ziemi Prudnickiej. W 2010 założono jej oddział poświęcony upamiętnieniu tradycji włókienniczych Prudnika i okolic – Centrum Tradycji Tkackich. W 1975 powstało Muzeum Regionalne w Głogówku. W 2002 w Biedrzychowicach powstało muzeum wiejskie „Farska Stodoła”. Wielokulturowa Izba Regionalna w Trzebinie została otwarta w 2010.

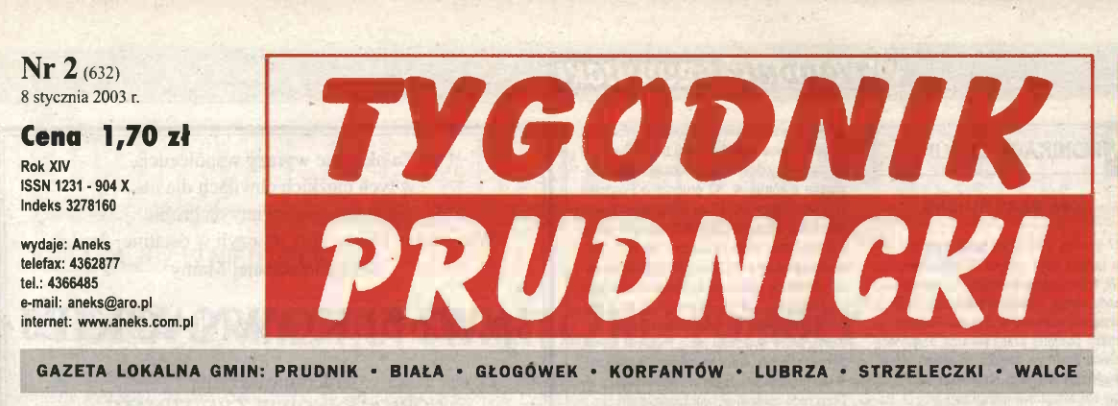
Winieta „Tygodnika Prudnickiego” z 2003, zawierająca opis zasięgu lokalnej gazety ziemi prudnickiej

W 1978 Instytut Śląski w Opolu wydał zbiorową monografię ziemi prudnickiej pod redakcją Wiesława Lesiuka, zatytułowaną Ziemia prudnicka. Dzieje. Gospodarka. Kultura. W latach 2001–2010 ukazywał się rocznik „Ziemia Prudnicka”. Na obszarze ziemi prudnickiej kolportowany jest „Tygodnik Prudnicki”, wydawany od 1990. Wiadomości z regionu publikowane są również w otwartym w 2017 internetowym serwisie informacyjnym Teraz Prudnik, a także w założonym w 2010 serwisie Prudnicka.pl.
Na ziemi prudnickiej powstawały zdjęcia do produkcji filmowych. W Prudniku kręcono filmy: Kilka dni na ziemi niczyjej (1984), Brigitte Bardot cudowna (2022), W szachu. Ostatnia rozgrywka (2023) i Konopacka. Walka o złoto (2023), w Mosznej: Test pilota Pirxa (1979), Lubię nietoperze (1986), Piggate (1990), Zamiana (2009), Daas (2011). W Głogówku i Białej kręcono Jasminum (2006). W 1973 powstał fotoreportaż telewizyjny Niedziela w Pokrzywnej w reżyserii Andrzeja Barszczyńskiego, przedstawiający ludzi spędzających czas wolny na kąpielisku w Pokrzywnej.
Etnograf Adolf Dygacz w latach 50. XX wieku zbierał wśród mieszkańców ziemi prudnickiej śląskie pieśni ludowe. Zapisy pieśni z Dzierżysławic, Smolarni, Wierzchu i Walec zostały przekazane muzeum „Górnośląski Park Etnograficzny”. W kościołach na ziemi prudnickiej nagrywane były płyty z serii Organy Śląska Opolskiego. Płyta Musicam Silesiam Promovere nagrywana była w kościele św. Fabiana i św. Sebastiana w Kórnicy, Ad maiorem Dei gloriam w kościele św. Michała Archanioła w Pisarzowicach, Musica per Verticem w kościele św. Wawrzyńca w Wierzchu, Meditationes ad misterium Trinitatis w kościele św. Michała Archanioła w Prudniku, Regi gloriae w kościele Nawiedzenia Najświętszej Maryi Panny w Komornikach.